# Auguste
Octave
Pour les articles homonymes, voir Auguste (homonymie), Augustus et Octavien (homonymie).
Auguste, né le 23 septembre 63 av. J.-C. à Rome sous le nom de Caius Octavius (d'où l'appellation d'Octave pour ses années de jeunesse), puis adopté par Jules César en 45 av. J.-C. sous le nom de Caius Iulius Caesar Octavianus (d'où l'appellation d'Octavien), titré Augustus par le Sénat romain en 27 av. J.-C. et appelé ensuite officiellement Imperator Caesar Divi Filius Augustus (« Empereur César, Fils du Divin, Auguste »), est le premier empereur romain, du 16 janvier 27 av. J.-C. jusqu'à sa mort le 19 août 14 apr. J.-C., à Nola près de Naples.
Issu d'une riche famille de rang équestre, éduqué à Rome selon les coutumes de l'aristocratie républicaine, il devient par testament à 19 ans, en 44 av. J.-C., le fils adoptif de son grand-oncle Jules César, peu après l'assassinat de ce dernier. Retournant en Italie d'où il s'était absenté pour terminer sa formation littéraire et philosophique, s'attachant un temps le soutien de Cicéron pour pouvoir réclamer son héritage et son nouveau nom, il forme peu après, avec Marc Antoine et Lépide, le second triumvirat, afin de défaire les assassins de César. Octave fait exiler Lépide près du mont Circé, et mène ensuite la dernière guerre civile de la République romaine contre Marc Antoine, défait aux côtés de Cléopâtre en 31 av. J.-C. à la bataille d'Actium. Leur suicide l'année suivante laisse Octave seul maître de Rome.
Après la dissolution du second triumvirat, Octave fait mine de restaurer les institutions républicaines. Bien qu'en théorie il rétablisse les prérogatives du Sénat, des magistrats et des assemblées législatives, il conserve dans les faits un pouvoir autocratique et continue de gouverner sans en référer au Sénat. Entre 31 et 23 av. J.-C., Octave, devenu en janvier 27 av. J.-C. Auguste, s'empare peu à peu, légalement, de pouvoirs qui lui sont conférés à vie par le Sénat, comme la puissance tribunitienne ou la censure. Il refuse néanmoins de porter un titre monarchique et se baptise plus simplement Princeps Civitatis (« Premier de la Cité »). L'année 27 av. J.-C. marque ainsi l'avènement d'un nouveau régime politique à Rome : l'Empire, ou principat, dont Auguste est de fait le premier chef suprême, réunissant en sa personne le pouvoir de commander à la ville et aux armées, le pouvoir de faire les lois et d'opposer son véto tout en bénéficiant de l'inviolabilité physique et sacrée.
Avec le règne d'Auguste débute pour Rome une période de stabilité, traditionnellement connue sous le nom de Pax Romana, après un siècle de déchirements politiques et de guerres civiles. Le monde romain n'est alors plus menacé par de grandes guerres d'invasion ou par des confrontations avec des rivaux équivalents pendant près de deux siècles. Pour l'essentiel, les guerres deviennent défensives, ponctuellement de conquête. La superficie de l'Empire augmente de façon importante avec les annexions de l'Égypte, de la Dalmatie, de la Pannonie, du Norique et de la Rhétie et les dernières conquêtes en Afrique, en Germanie et en Hispanie. Auguste stabilise les régions frontalières grâce à des états tampons et parvient à conclure une paix avec l'Empire parthe.
Auguste réforme le système de taxation, développe les voies de communication en leur adjoignant un réseau officiel de relais de poste, et établit une armée permanente postée dans des provinces données, et ancrée sur une frontière pérenne, le limes. Il fonde la garde prétorienne, destinée à le protéger dans Rome, ainsi que toute une gamme de corps spéciaux destinés à la gestion de la ville de Rome, tels que les services de polices et de pompiers. Opérant une vaste réforme administrative de la capitale de l'Empire, la divisant en nouveaux quartiers, veillant à la salubrité des constructions et à la lutte contre les inondations et les incendies. Auguste transforme très largement le visage de la ville : une grande partie des monuments de la ville est construite, rénovée et embellie durant son règne.
Auguste meurt en 14 apr. J.-C., l'année de ses 76 ans, probablement de causes naturelles, mais des rumeurs font état d'un possible empoisonnement à l'instigation de son épouse Livie. Son fils adoptif Tibère lui succède à la tête de l'Empire romain. Peu après sa mort, il est divinisé par le Sénat, entérinant de fait un culte naissant voué à sa personne qui s'était progressivement répandu dans l'Empire.

## Jeunesse (63-44 av. J.-C.)

### Naissance et ascendance (63-58 av. J.-C.)
Octave naît à Rome dans une petite propriété située sur le Palatin (ad Capita Bubula), non loin de la Via Sacra, le 9 des calendes d'octobre, c'est-à-dire le 23 septembre, en 63 av. J.-C.,,. La famille dont il est membre, la gens Octavia, une famille respectable mais modeste puisqu'elle n'a jamais atteint les honneurs d'une magistrature importante, est originaire de Velitrae, ancienne ville volsque en bordure du Latium vetus,. Elle ne semble pas avoir de lien de parenté avec la famille de bonne noblesse des Octavii de Rome. Octave porte alors le même nom que son père, Caius Octavius.
Les Octavii doivent leur richesse à leurs activités bancaires à Velitrae où la famille fait partie de l'aristocratie locale. Dans ses mémoires, Auguste ne mentionne que brièvement les membres de sa famille. Tout juste sait-on que son arrière-grand-père paternel a été tribun en Sicile durant la deuxième guerre punique, et que son grand-père appartient à l'ordre équestre et a occupé plusieurs postes dans l'administration locale. En ce qui concerne son père, Caius Octavius, on dispose de plus d'informations. D'un premier mariage avec Ancharia, il a une fille, appelée Octavia Thurina Major,. Entre 70 et 65 av. J.-C., il est nommé questeur, ce qui fait de lui un homo novus et permet à sa famille d'entrer dans l'ordre sénatorial,. Caius Octavius s'intègre bien et se fait de bonnes relations, parmi lesquelles Cicéron. Afin d'assurer un bon essor à sa carrière politique, il épouse en secondes noces Atia Balba Caesonia, fille de Marcus Atius Balbus et nièce de Jules César, membre d'une famille romaine influente. Elle lui donne une fille née en 69 av. J.-C. et appelée Octavia Thurina Minor et un fils, Octave, en 63 av. J.-C. Ce mariage permet à Caius Octavius de s'allier à la famille des Iulii, et Octave est donc le petit-neveu de César.
L'année de la naissance d'Octave, Rome est agitée par une aggravation de la crise politique opposant les optimates aux populares. Quelques jours plus tard, Cicéron prononce les Catilinaires, discours dans lequel il accuse Catilina de préparer un coup d'État. C'est lors de cette crise que César s'affirme comme principal représentant des populares, trois ans avant qu'il ne participe au premier triumvirat avec Pompée et Crassus,.
En 61 av. J.-C., Caius Octavius est nommé préteur, puis sert deux années comme gouverneur de la Macédoine, pendant lesquelles il agit en administrateur compétent. Il est même proclamé imperator par ses troupes pour avoir vaincu les Thraces et les Besses qui menaçaient la frontière. Le jeune Octave hérite de son père le cognomen de Thurinus, qui commémore le succès que ce dernier a remporté sur une révolte servile dans la région de Thurium, vers -61, alors qu'il partait pour la Macédoine,. Durant son absence, l'éducation d'Octave est confiée à l'édile Caius Toranius. À son retour en Italie en -59 ou -58 afin de se présenter au consulat, Caius Octavius meurt soudainement à Nola. Octave a quatre ans.

### Enfance (58-48 av. J.-C.)

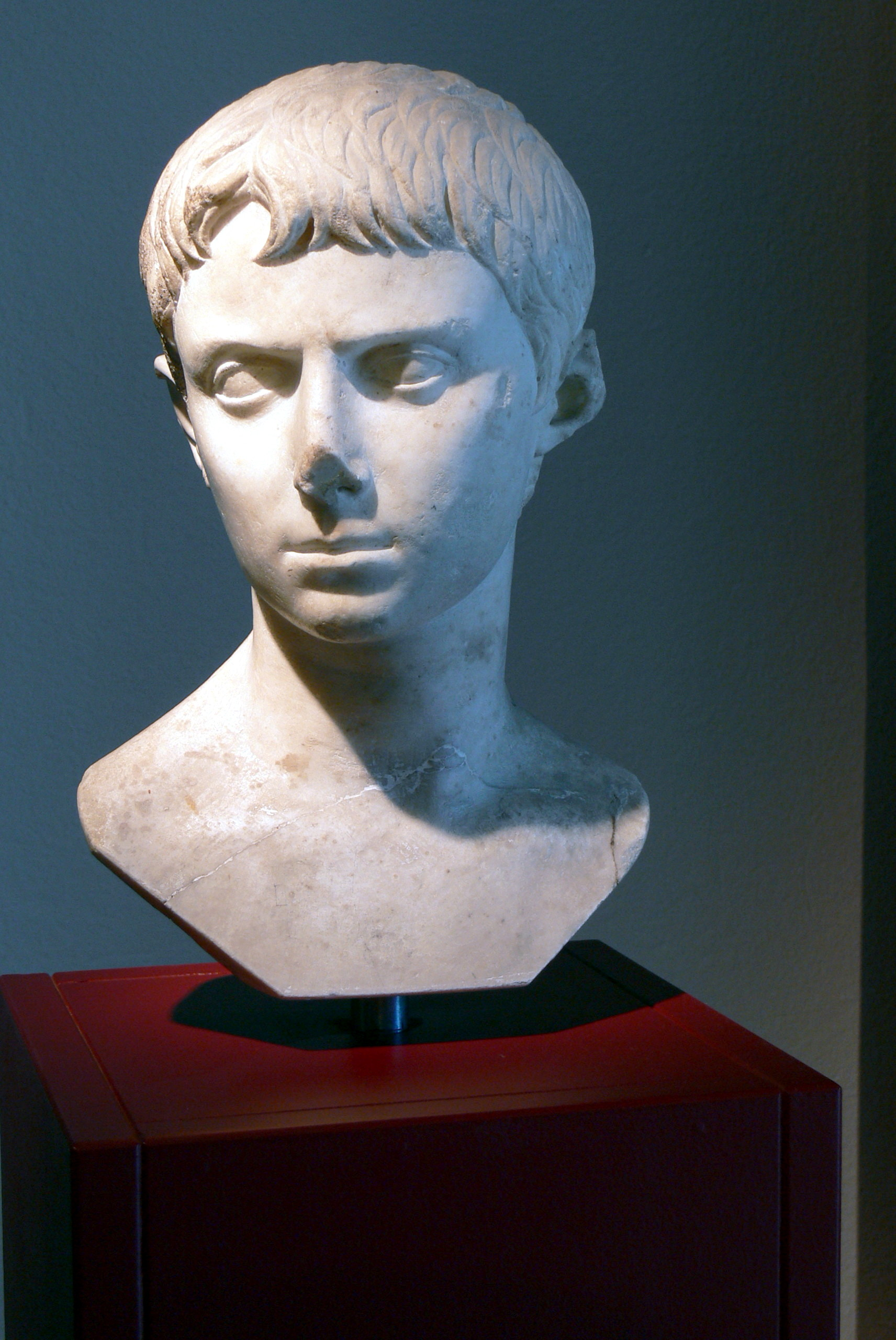
Buste d'Octavien jeune, musée archéologique national d'Aquilée.

Après la mort de son père, l'éducation d'Octave est prise en charge par sa mère Atia, peut-être à Velitrae, ville d'origine de la famille de son père, étant donné les troubles qui agitent Rome. Octave reçoit une éducation typique d'un jeune aristocrate romain, apprenant à la fois le latin et le grec et formé pour devenir un orateur. Atia se remarie rapidement alors qu'Octave a six ans. Elle prend pour époux Lucius Marcius Philippus, partisan de Jules César bien que peu impliqué dans les affaires de l'État, gouverneur de la Syrie de -60 à -61, et consul en 56 av. J.-C. avec Cnaeus Cornelius Lentulus Marcellinus. Après ce mariage, Octave est envoyé à Rome chez sa grand-mère Julia, sœur de César, où son éducation est confiée au pédagogue d'origine grecque Sphaerus. Ce dernier semble avoir eu une grande influence sur son jeune maître ce qui lui a probablement valu d'être affranchi. À sa mort, Octave fait célébrer des funérailles aux frais de l'État. Il demeure chez sa grand-mère jusqu'à la mort de cette dernière en 52 ou 51 av. J.-C..
À cette époque, le premier triumvirat, une entente unissant César, Pompée et Crassus, commence à s'effondrer. En 53 av. J.-C., alors qu'Octave a dix ans, l'alliance est rompue par la mort de Crassus en Parthie lors du désastre de la bataille de Carrhes. Peu après, Octave fait sa première apparition en public, en 51 av. J.-C., lorsqu'il prononce l'oraison funèbre de sa grand-mère Julia Caesaris,. C'est à ce moment que le jeune Octave capte l'attention de son grand-oncle qui demeure sans descendance directe. Avec la mort de Crassus, César et Pompée commencent à s'affronter pour la suprématie. En -50, le Sénat, mené par Pompée, ordonne que César revienne de Gaule et disperse ses troupes. Le Sénat interdit à César de briguer un deuxième consulat alors qu'il est en dehors de Rome. Sans ce titre, César perd son immunité et son commandement militaire. Acculé, César franchit le Rubicon le 10 janvier 49 av. J.-C., rivière qui symbolise la frontière septentrionale de l'Italie, à la tête d'une seule légion, provoquant une guerre civile. Le Sénat et Pompée fuient en Grèce alors que César ne commande que sa treizième légion. Mais Pompée refuse de combattre en Italie. Laissant Lépide comme préfet de Rome et Marc Antoine gouverneur du reste de l'Italie avec le titre de tribun, César atteint l'Hispanie à marche forcée en seulement 27 jours, rejoignant deux de ses légions de Gaule et se débarrassant des lieutenants de Pompée qui tentent de lui barrer la route. Il retourne ensuite en Italie puis en Grèce afin d'affronter Pompée. Le 10 juillet 48 av. J.-C., César évite la catastrophe à Dyrrachium et parvient à défaire Pompée lors de la bataille décisive de Pharsale alors que ce dernier bénéficie d'un net avantage numérique avec près de deux fois plus d'infanterie et une cavalerie beaucoup plus importante.

### Sous l'égide de César (48-44 av. J.-C.)

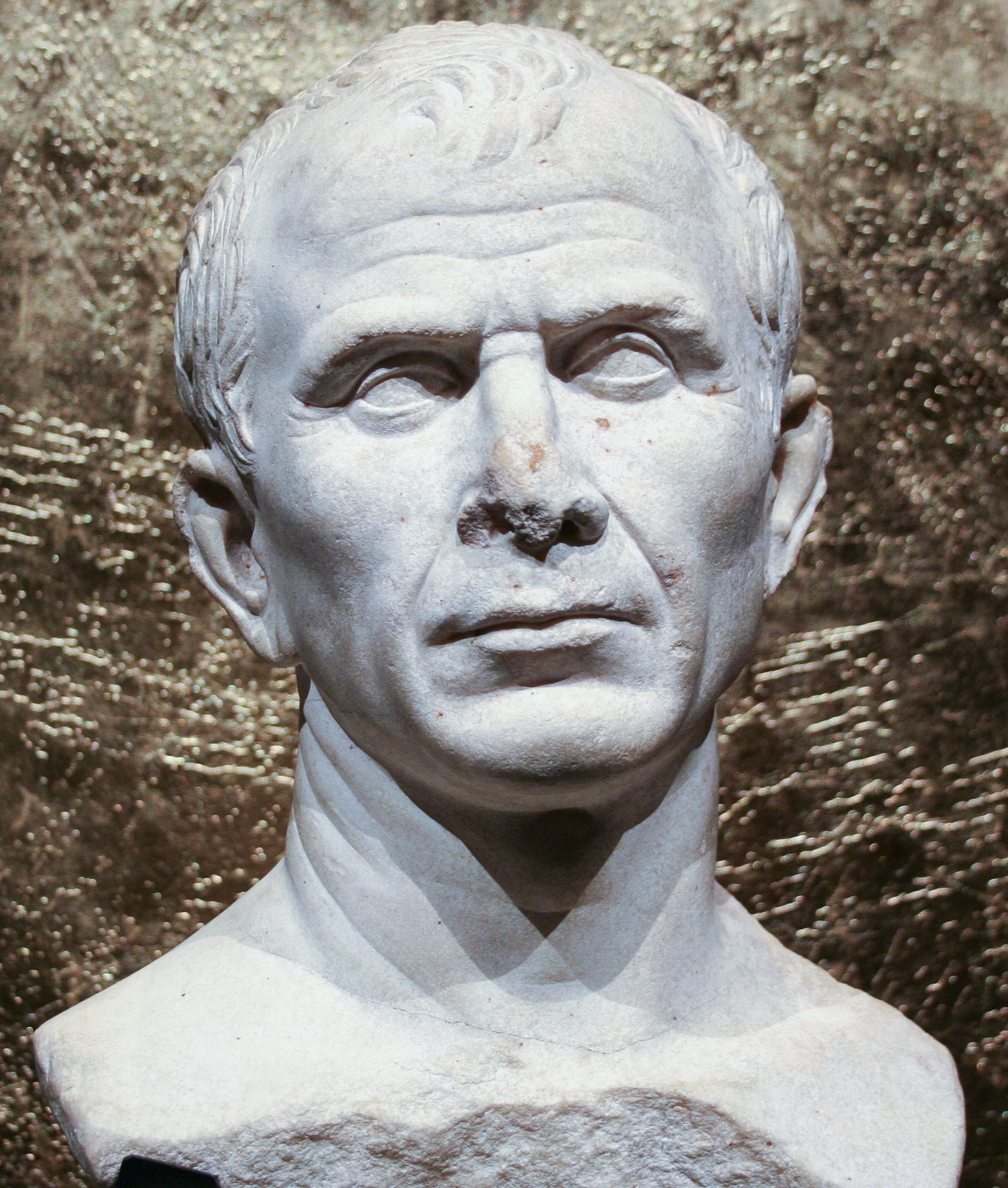
Buste dit « de Jules César », musée de l'Arles antique.

Les années 40 av. J.-C. se révèlent décisives pour l'avenir d'Octave. À Rome, il suit l'enseignement de Marcus Epidius et d'Apollodore de Pergame, et s'attache les services du philosophe stoïcien Athénodore de Tarse. Il fait la rencontre d'amis qui auront une grande influence sur lui, comme Marcus Vipsanius Agrippa, Quintus Salvidienus Rufus ou Caius Cornelius Gallus. L'année de la bataille de Pharsale, Octave intègre le collège des augures puis est élu à la fin de la même année au collège des pontifes,, le collège de prêtres le plus prestigieux des quatre grands collèges religieux romains (quattuor amplissima collegia), prenant la place de Lucius Domitius Ahenobarbus qui a trouvé la mort à Pharsale. C'est Jules César qui est intervenu pour placer Octave à cette position, la première de ses nombreuses interventions facilitant la progression d'Octave. Puis, peu après son seizième anniversaire, Octave quitte la toge prétexte pour revêtir la toge virile (toga virilis), le 18 ou 19 octobre 47 av. J.-C.,. En 46 av. J.-C., Octave se voit confier la préparation de jeux publics dans la tradition grecque, organisés pour commémorer les triomphes que célèbre César à son retour d'Afrique et la dédicace du temple de Vénus Genitrix construit par César. Ensuite, alors que ce dernier part présider les cérémonies des Féries latines sur le Mont Albain, il nomme Octave préfet de la ville de Rome jusqu'à son retour. Même si cette nomination est purement honorifique et ne confère aucune autorité, elle permet à Octave de se faire connaître auprès du peuple romain. À partir de 46 av. J.-C., César apparaît en public avec Octave à ses côtés, alors qu'il se rend au théâtre ou à des banquets. Octave apparaît même chevauchant aux côtés de César lors de son triomphe pour ses victoires en Afrique le 15 juillet 46 av. J.-C. et, bien qu'il n'ait même pas participé aux combats, César le gratifie de récompenses militaires. Octave semble avoir acquis une réelle influence sur César au point que certains lui demandent d'intercéder en leur faveur.
Selon le cursus honorum traditionnel des jeunes Romains, Octave doit acquérir une expérience dans le domaine militaire. César lui a déjà proposé de se joindre à lui avant son départ pour l'Afrique malgré le fait qu'Octave, de santé fragile, soit tombé malade. Bien qu'il ait atteint l'âge adulte, sa mère Atia demeure une figure dominante dans sa vie. Selon Nicolas de Damas, elle s'est opposée à son départ et César a fini par reconnaître qu'il était nécessaire de protéger la santé d'Octave. Néanmoins, Atia finit par laisser Octave quitter Rome. Il décide de rejoindre César en Hispanie qui se prépare à affronter Sextus Pompée qui résiste encore. Mais Octave tombe de nouveau malade et doit annuler son voyage.

Portrait d'Octave-Auguste, 36-35 av. J.-C.

Au début de l'année 45 av. J.-C., dès que son état de santé s'améliore, Octave, accompagné par quelques amis dont Marcus Vipsanius Agrippa, part pour l'Hispanie, mais son navire fait naufrage et après s'être échoués, Octave et ses compagnons doivent traverser des territoires ennemis avant d'atteindre le camp de César. Ce dernier paraît très impressionné par le sang-froid de son petit-neveu et de ses compagnons,. Auprès de son mentor, Octave fait l'apprentissage de la vie civique et militaire et notamment de l'administration provinciale. Après la bataille de Munda, point culminant de la campagne, César et Octave restent en Hispanie jusqu'à l'été 45 av. J.-C. avant de retourner à Rome. En septembre, César modifie secrètement son testament pour faire d'Octave son fils adoptif et son principal héritier et le confie en décembre aux Vestales,,.
Depuis son retour à Rome, l'autorité de César sur le Sénat ne cesse d'augmenter. Il est nommé consul pour dix ans et dictateur pour la même période, avec le pouvoir de nommer les consuls et la moitié des magistrats pour les années 43 av. J.-C. et 42 av. J.-C.. À l'automne 45 av. J.-C., César envoie Octave, accompagné d'Agrippa, Mécène et Rufus, à Apollonia d'Illyrie, une grande et influente ville grecque selon Cicéron, non loin des légions rassemblées en Macédoine qui se préparent peut-être à une grande expédition contre les Parthes et les Daces. Début 44 av. J.-C., César choisit Lépide comme maître de cavalerie et certains auteurs avancent qu'il projette de confier cette charge à Octave l'année suivante alors que ce dernier n'aurait eu que 19 ans, mais la réalité de cette décision reste contestée,. Alors qu'il est à Apollonia, Octave achève ses études, approfondit sa connaissance de la culture grecque en échangeant avec le philosophe Arius Didyme et se prépare vraisemblablement avec l'armée pour la prochaine expédition en Orient. Vers le 25 mars 44 av. J.-C., un courrier de sa mère lui apprend la mort de César, assassiné aux ides de mars 44 av. J.-C.,. À cette date, le testament de César et sa décision de faire d'Octave son principal héritier et son fils adoptif est déjà rendu public, mais ce dernier en ignore pour l'instant le contenu, tout comme il ignore les circonstances exactes de l'assassinat.

## Arrivée au pouvoir (44-27 av. J.-C.)

### Héritier de César (44 av. J.-C.)

#### La marche vers Rome (mars à mai 44 av. J.-C.)

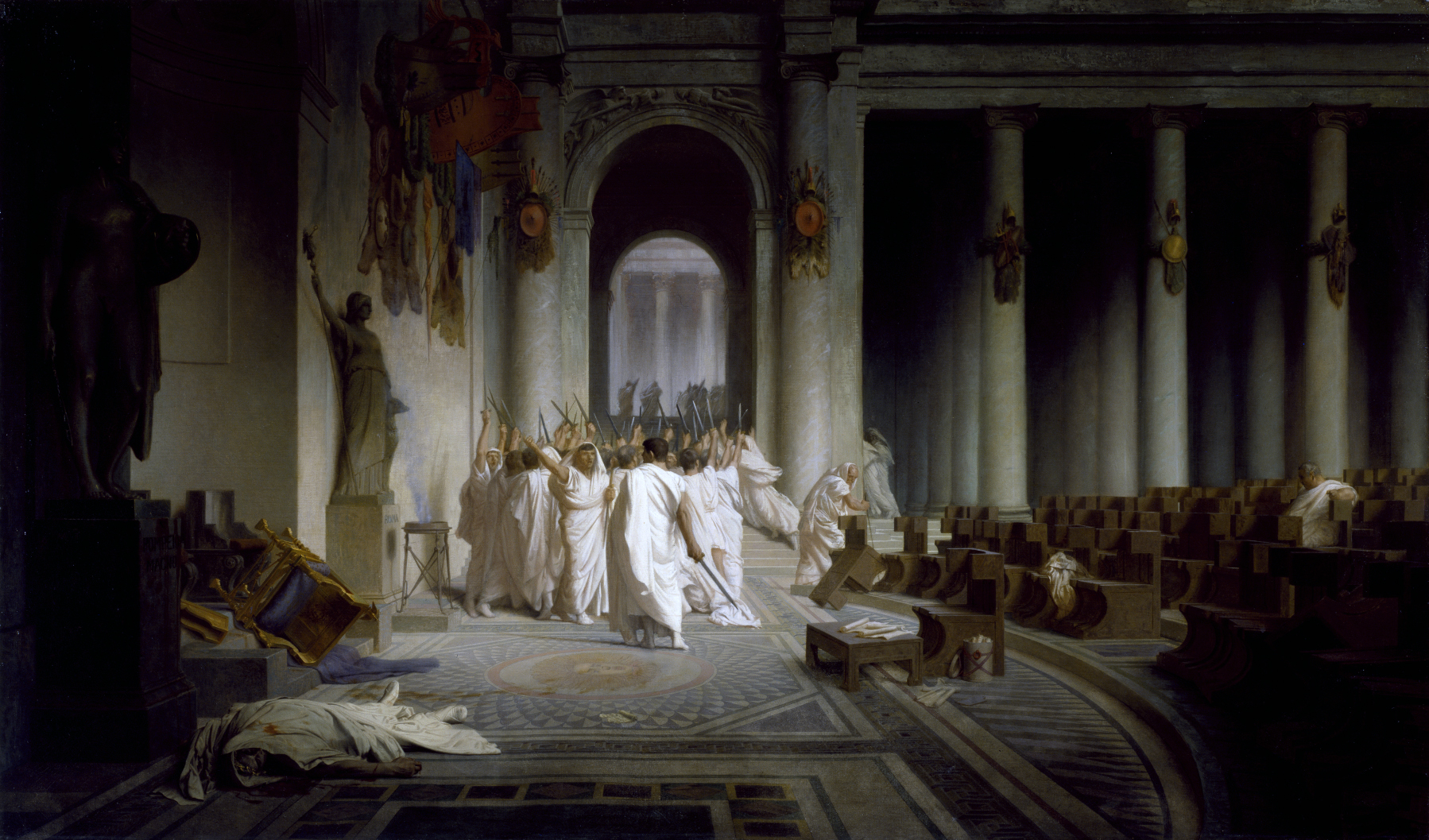
La Mort de César, Jean-Léon Gérôme, Walters Art Museum.

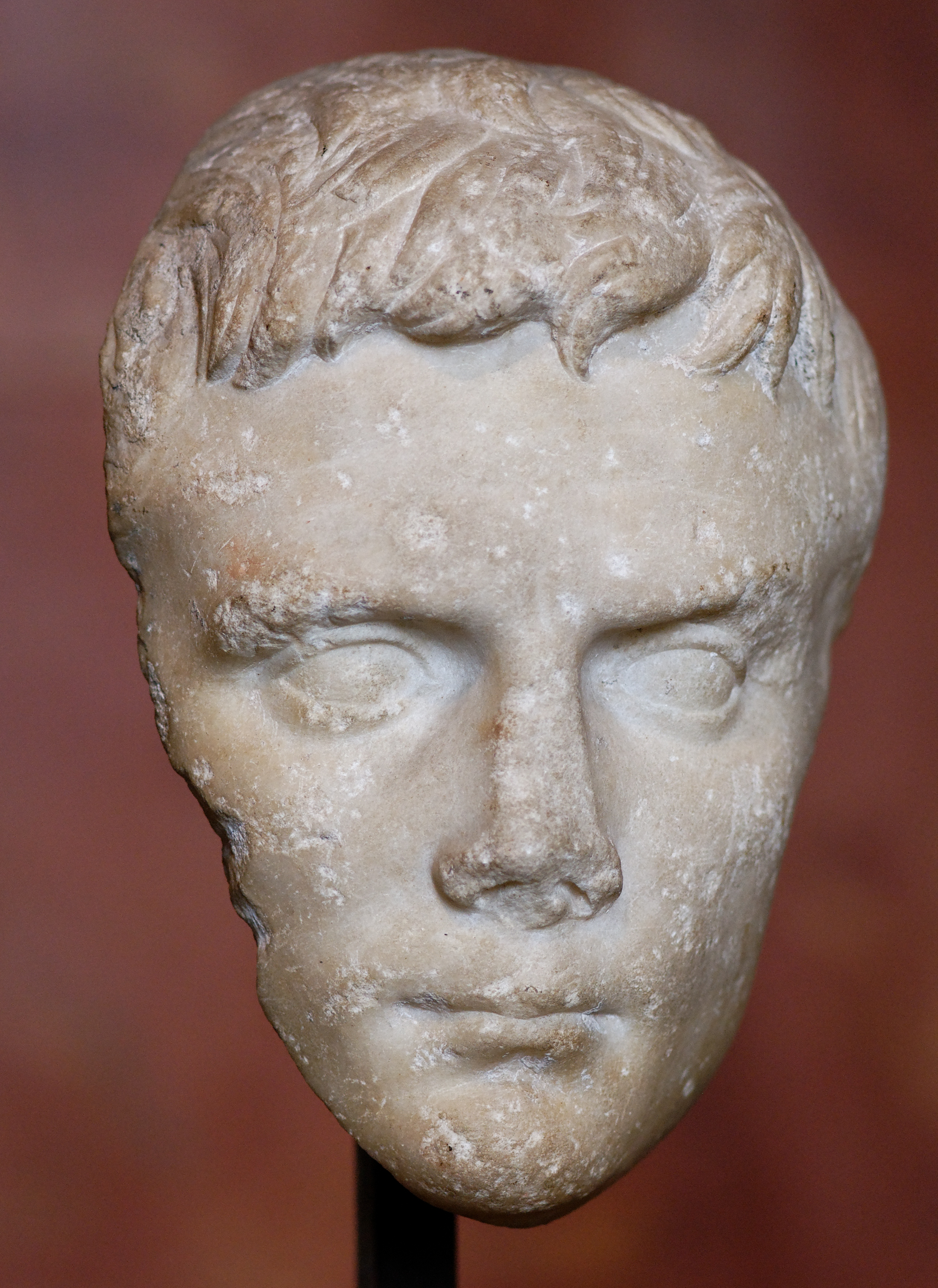
Buste d'Octavien jeune.

Octave hésite tout d'abord sur l'attitude à adopter et se tourne vers son entourage qui semble divisé sur la conduite à tenir. Sa famille lui conseille la prudence, de peur de représailles des assassins de César, alors que ses amis qui l'ont accompagné à Apollonia, Agrippa et Rufus, sont favorables à une intervention directe en Italie avec l'appui des légions de Macédoine. Les officiers de ces légions, quant à eux, lui offrent leur protection s'il décide de rester sur place. Octave décide finalement de rentrer à Rome, mais en petit comité, accompagné seulement de ses amis les plus proches, et prend un bateau pour l'Italie début avril. Il débarque à Otrante avant de se rendre le 10 avril à Lupiae, près de Brundisium,. Il y passe quelques jours puis, sur la route vers Brundisium, il reçoit les lettres envoyées par sa famille et certains partisans de César qui lui apprennent le contenu du testament de César. Ce testament, ouvert et lu dans la maison de Marc Antoine à Rome le 19 mars, fait de lui le fils adoptif de César qui lui lègue les deux tiers de ses biens,, le reste étant partagé entre ses cousins Quintus Pedius et Lucius Pinarius et le peuple romain.
Bien que traditionnellement, les Romains adoptés adaptent leur ancien nomen en cognomen, il n'est pas certain qu'Octave ait pris le cognomen d'Octavianus, peut-être parce qu'il aurait trahi ses origines modestes,,. Néanmoins, les historiens modernes l'ont baptisé Octavien pour la période allant de son adoption à son accession au trône, afin d'éviter toute confusion avec Jules César, mais il apparaît qu'il est souvent appelé Caesar par ses contemporains, dès le 22 avril dans une lettre de Cicéron.
Octavien ne suit pas les conseils de sa mère et de son beau-père Philippus qui lui enjoignent la prudence en refusant l'héritage. Au contraire, il l'accepte et décide d'assumer son adoption. Octavien commence à réunir autour de lui de nombreuses personnes prêtes à soutenir sa cause, la plupart étant des clients ou des vétérans de César. Les soldats stationnés à Brundisium, qui attendent de partir pour la Macédoine pour participer à l'expédition en Parthie ou qui se chargent de l'approvisionnement, lui font bon accueil et le reçoivent comme le fils de César. Dans sa marche vers Rome le long du tracé de la via Appia, sa présence et les moyens qu'il est parvenu à réunir attirent à lui les vétérans de César qui se sont établis dans les colonies de Campanie,. Bien que prêt à les rassembler sur l'heure pour constituer une force armée et venger le meurtre de César, Octavien préfère temporiser. Avant d'entrer dans Rome, il marque plusieurs haltes en Campanie, le 18 avril à Naples où il rencontre Caius Oppius et Lucius Cornelius Balbus, à Puteoli où habitent Philippus et Atia, puis à Cumes où il rend visite à Cicéron, ainsi qu'à Hirtius et Pansa, proches de César, et que ce dernier a désignés comme consuls pour l'année 43 av. J.-C..
Le 6 mai 44 av. J.-C., l'entrée dans Rome d'Octavien est discrète, en l'absence de Marc Antoine parti faire une tournée en Campanie, ses ennemis politiques ne le prenant probablement pas encore au sérieux. Suétone raconte qu'au moment de franchir les portes, le peuple romain est témoin d'un présage qui promet à Octavien une destinée digne d'un roi. Ces rumeurs répandant l'idée que la naissance d'Octavien est entourée de mystère et les récits de présages prétendument survenus durant sa jeunesse commencent à se multiplier, dès l'annonce de son adoption, afin de légitimer sa position d'héritier aux yeux du peuple.

« Après la mort de César, lorsque, à son retour d’Apollonie, il [Octavien] entra dans Rome, on vit tout à coup, par un ciel pur et serein, un cercle semblable à l’arc-en-ciel, entourer le disque du soleil, et la foudre frapper par intervalles le monument de Julie, fille du dictateur. »

— Suétone, Vie des douze Césars, Auguste, 95, 1.
À Rome, Octavien trouve les partis en présence, les partisans du consul Marc Antoine, collègue de César pour cette année, d'un côté, et les assassins du dictateur de l'autre, dans une trêve précaire. Ces derniers ont en effet obtenu une amnistie générale le 17 mars mais Marc Antoine est parvenu à en chasser une bonne partie de Rome, grâce au soutien du peuple acquis lors de son éloge durant les funérailles de César. Néanmoins, la position politique de Marc Antoine est fragile et repose sur un compromis paradoxal. L'arrivée d'Octavien remet en cause ce compromis puisqu'elle oblige Marc Antoine à prendre rapidement position vis-à-vis des Césaricides : s'il les condamne, il prend le risque de se mettre le Sénat à dos mais d'un autre côté, s'il leur apporte son soutien, il risque de s'aliéner les partisans de César qui se rangeront alors aux côtés d'Octavien.

#### Luttes d'influence (mai à novembre 44 av. J.-C.)

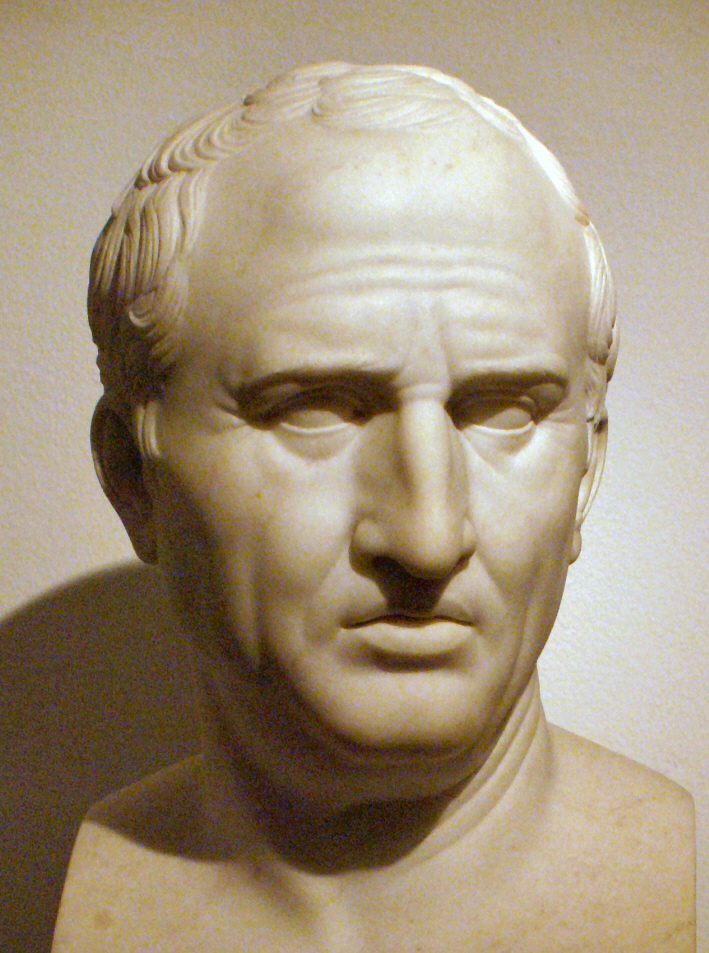
Fin 44 av. J.-C., Octavien gagne en Cicéron un allié politique.

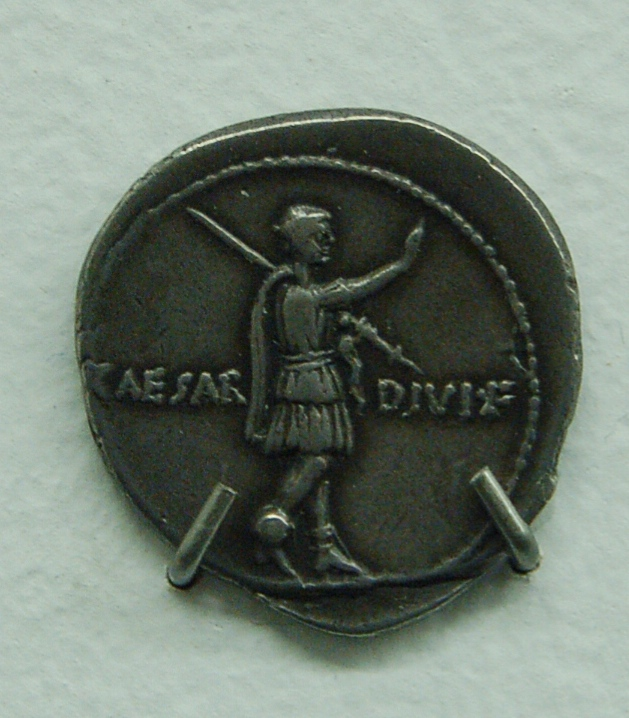
Denier de propagande d'Octave, fils du divin César (CAESAR DIVI F).

Octavien doit maintenant gagner en visibilité sur l'échiquier politique. Il commence par accepter officiellement l'héritage de César auprès du préteur urbain Caius Antonius, puis, le 11 mai, il est présenté devant une assemblée populaire par le tribun Lucius Antonius. Même si Marc Antoine réunit autour de lui de nombreux soutiens politiques, Octavien est toujours en mesure de rivaliser avec lui pour prendre la tête des partisans de César, Marc Antoine ayant par exemple perdu le soutien de nombreux Romains quand il s'est opposé à la motion proposant de déifier le dictateur.
De retour à Rome depuis le 18 mai, après avoir réuni 6 000 vétérans, Marc Antoine accepte de rencontrer Octavien. L'entrevue se déroule sur le Champ de Mars. Octavien réclame alors que lui soit remise la fortune de César qui, selon la loi, lui appartient, soit les 700 000 sesterces qui ont été mis de côté pour financer l'expédition en Parthie et que Marc Antoine s'est appropriés. Ce dernier refuse et tente de gagner du temps en prétextant que l'adoption doit d'abord être ratifiée par le Sénat, ajoutant encore au sentiment d'hostilité entre les deux hommes. Devant ce refus, Octavien n'a pas d'autre choix que de vendre ses propriétés et de faire appel à ses proches pour le soutenir financièrement. En effet, en tant que principal héritier, c'est à Octavien qu'échoit la tâche d'honorer les dispositions testamentaires de César et de verser ce qui revient aux vétérans et à la plèbe notamment. Au mois de juin, Octavien s'est déjà assuré la fidélité de près de 3 000 vétérans césariens auxquels il doit verser une solde de 500 denarii,. Quelques mois plus tard, ces effectifs sont évalués à 10 000 hommes par certains auteurs. Il met alors à contribution son beau-père Philippus, ses proches Matius, Rabirius, Oppius et Balbus ainsi que ses cousins Quintus Pedius et Lucius Pinarius, cohéritiers de César qui ont pu lui céder leurs parts,. Il profite de cette occasion pour se poser aux yeux du peuple en victime du consul Marc Antoine, ce dernier l'ayant contraint à se défaire de ses propres biens pour honorer le testament de César.
Durant le printemps et l'été 44 av. J.-C., Marc Antoine s'oppose au processus de ratification de l'adoption d'Octavien, empêchant ainsi ce dernier de bénéficier du patronat sur les affranchis de César. Octavien cherche ensuite à se faire élire tribun de la plèbe afin de remplacer Caius Helvius Cinna mais une fois encore, le consul l'en empêche, dénonçant le fait qu'Octavien soit inscrit sur les listes des patriciens. Néanmoins, Octavien s'arrange pour gagner la confiance de certains partisans de César et même de ses opposants politiques qui, pour la plupart, voient en lui un jeune héritier fragile et facile à manipuler à l'avenir, constituant pour l'instant une bonne alternative à Marc Antoine dont ils veulent se débarrasser,. Octavien commence ainsi à faire cause commune avec les optimates, ennemis politiques traditionnels de César, menés par Cicéron. Au début de septembre 44 av. J.-C., Cicéron se met à attaquer Marc Antoine, par un premier discours modéré puis par une série de discours plus virulents qui le décrivent comme une menace pour l'ordre républicain,. Le 3 juin, Marc Antoine réunit les comices tributes afin d'assurer sa position à l'issue de son mandat de consul. Il fait promulguer des lois lui donnant le contrôle de la Gaule cisalpine au lendemain de la fin de son consulat,, la province étant alors gouvernée par Decimus Junius Brutus Albinus, un des assassins de César,, ainsi que le contrôle de la Gaule chevelue, ce qui le rapprochera de ses anciens compagnons d'armes Lucius Munatius Plancus, Lépide et Caius Asinius Pollio sur lesquels il compte pour lui fournir un important soutien militaire.
Dès juillet, Octavien met tout en œuvre pour gagner le soutien du peuple avec, par exemple, l'organisation d'une distribution d'argent le 12 juillet, jour anniversaire de la naissance de César,. Peu avant, les Ludi apollinares, pourtant financés par Brutus en tant que préteur urbain, tournent en sa défaveur, étant présidés par Caius Antonius, frère de Marc Antoine. Ce dernier s'assure qu'Octavien ne puisse profiter de ces jeux pour accroître sa popularité. Mais lors des festivités suivantes en l'honneur de César, entre le 20 et 30 juillet, Octavien parvient à se servir habilement de l'apparition d'une comète, attestée par les astronomes chinois, pour faire croire au peuple qu'il s'agit de la manifestation de l'âme de César qui a rejoint le domaine des dieux et pour souligner aux yeux du peuple son statut d'héritier, fils du divin Jules César. C'est cet évènement naturel qu'évoque Pline l'Ancien pour expliquer l'origine d'un culte d'abord populaire qui est devenu officiel et rendu dans le temple construit en l'honneur du divin César entre 42 et 29 av. J.-C. :

« Rome est le seul lieu de l'Univers qui ait élevé un temple à une comète, celle que le dieu Auguste jugea de si bon augure pour lui. Elle apparut lors des débuts de sa fortune, pendant les jeux qu'il célébrait en l'honneur de Vénus Genitrix, peu de temps après la mort de son père César […]. Il [Auguste] exprima en ces termes la joie qu'elle lui causait : « Pendant la célébration de mes jeux, on aperçut durant sept jours une comète dans la région du ciel qui est au Septentrion. […] Suivant l'opinion générale, cet astre annonça que l'âme de César avait été reçue au nombre des divinités éternelles ; c'est à ce titre qu'une comète fut ajoutée à sa statue, que peu de temps après nous consacrâmes dans le forum. » »

— Pline l'Ancien, Histoire naturelle, livre II, XXIII, 4.
Alors que le Sénat confie aux chefs des Césaricides, Brutus et Cassius, de nouvelles missions, le peuple et l'armée, en réaction, se montrent favorables à un rapprochement entre Octavien et Marc Antoine qu'ils considèrent tous deux comme les héritiers légitimes de César. Si Octavien et Marc Antoine acceptent de se rencontrer sur le Capitole, ils demeurent cependant hostiles. Marc Antoine prend rapidement des mesures pour éloigner Brutus et Cassius qui sont nommés gouverneur de Crète et Cyrénaïque. Ils n'honorent pas leurs nouvelles fonctions mais se rendent en Grèce où ils sont accueillis en héros. Si ces décisions vont dans le sens des Césariens, la réconciliation espérée entre Octavien et Marc Antoine n'a pas lieu. Le consul reprend très vite l'offensive et tente d'attaquer Octavien en lui reprochant son origine modeste et l'usurpation du nom de César. Cicéron prend alors la défense d'Octavien, disant de lui qu'il est un des meilleurs exemples de piété parmi la jeunesse romaine.
À partir d'octobre 44 av. J.-C., la situation de Marc Antoine devient plus périlleuse. Sous-estimant la popularité d'Octavien auprès du peuple et de l'armée, il quitte Rome pour Brundisium le 9 octobre afin de rallier les légions qui reviennent de Macédoine. Mais, devancé par Octavien qui a déjà fait parvenir de l'argent et mis en place sa propagande parmi les soldats, Marc Antoine ne parvient pas à s'imposer et est obligé de recourir à l'antique tradition de la décimation pour rétablir son autorité. Ce sont deux légions sur quatre, la Legio I Martia et la Legio V Macedonica, ainsi que 40 éléphants de guerre, qui se rallient à Octavien,,. Pendant ce temps, à la fin du mois d'octobre, Octavien part faire une tournée en Campanie, accompagné d'Agrippa et de Mécène dont c'est la première apparition au côté d'Octavien, afin de rallier les vétérans, leur promettant de fortes compensations financières. Le 10 novembre, il revient à Rome à la tête de 3 000 vétérans qu'il installe autour du temple des Dioscures, sur le Forum Romain. Alors que Marc Antoine revient vers Rome à la tête de ce qui reste de l'armée de Macédoine et alors que les soldats d'Octavien refusent l'idée de se lancer dans un combat fratricide, Octavien quitte Rome et se replie à Arretium où il est bientôt rejoint par les deux légions perdues par Marc Antoine et qui ont remonté la côte adriatique depuis Brundisium. Depuis Arretium, Octavien compte réunir une armée en recrutant parmi les vétérans d'Étrurie et ceux installés autour de Ravenne,.
Avec les désertions massives au profit d'Octavien, l'opinion du peuple qui se retourne peu à peu contre Marc Antoine et son mandat de consul qui arrive à son terme, ce dernier s'inquiète. Voyant les forces d'Octavien croître dangereusement, il se rend compte qu'il n'est plus en sécurité à Rome. Avant de partir pour prendre la Gaule cisalpine des mains de Decimus Brutus, il réunit le Sénat de façon non officielle le 28 novembre au soir pour une séance nocturne sur le Capitole et tente de renforcer sa position en s'assurant la promulgation des lois du mois de juin qui placent ses partisans à la tête de provinces clés.

### Premier conflit avec Marc Antoine (43 av. J.-C.)

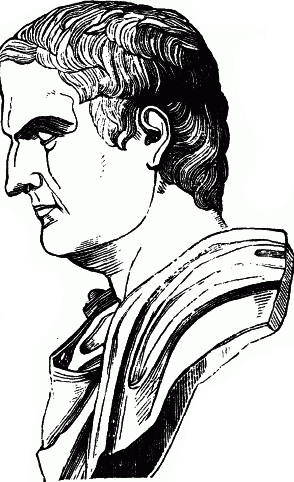
Buste de Marc Antoine.

#### Guerre de Modène (décembre 44 - avril 43 av. J.-C.)
Decimus Brutus refuse finalement de céder la Gaule cisalpine à Marc Antoine et s'enferme avec ses troupes dans Modène (Mutina) vers la mi-décembre, espérant être soutenu par les forces d'Octavien. Les nouvelles du revirement de Decimus Brutus parviennent à Rome le 20 décembre, date à laquelle les tribuns de la plèbe réunissent le Sénat. Cicéron s'oppose de nouveau à Marc Antoine mais la plupart des décisions prises durant le consulat de celui-ci ne sont pas remises en cause. Seules les décisions du 28 novembre au sujet des gouvernements de provinces et la loi agraire du 2 juin sont annulées. Néanmoins, cette décision du Sénat marque le début de la guerre de Modène avec la formation de deux camps bien distincts, d'un côté Decimus Brutus, soutenu par le Sénat auquel s'est joint Octavien, et de l'autre Marc Antoine.
Le 1er janvier 43 av. J.-C., Caius Vibius Pansa et Aulus Hirtius entament leurs mandats de consuls. Le Sénat leur confie le commandement des armées et leur associe Octavien. Ayant ainsi la possibilité d'intervenir directement en toute légitimité, Octavien envoie à Marc Antoine une délégation demandant sa soumission. Les résolutions prises par le Sénat pour mettre fin au conflit sont ignorées par Marc Antoine, qui réclame le gouvernement de la province de Gaule transalpine avec six légions pour cinq ans, tout en réitérant son obéissance au Sénat et en accusant Cicéron et ses partisans d'aggraver la situation. Il met ensuite le siège devant la ville de Modène. L'attitude jugée provocatrice de Marc Antoine décide le Sénat à recourir au senatus consultum ultimum.
À la demande de Cicéron, le Sénat élève Octavien au rang de sénateur le 1er janvier 43 av. J.-C., avec le droit de voter comme les consuls,. De plus, Octavien obtient un imperium proprétorien, légalisant ainsi son usage de la force contre Marc Antoine alors qu'il part avec Hirtius lever le siège de Modène,. Pansa, à la tête de quatre légions supplémentaires, suit de quelques jours la première armée. Hirtius et Octavien parviennent aux environs de Modène alors que la ville est prête à céder. Marc Antoine laisse la défense du siège à son frère Lucius et se met en marche pour empêcher la jonction entre l'armée de Pansa et celle d'Hirtius et Octavien. Le 14 avril, il parvient à intercepter Pansa à hauteur de Forum Gallorum, localité située sur la via Aemilia, entre Modène et Bologne. Octavien envoie la légion de Mars pour soutenir les légionnaires de Pansa, jeunes et inexpérimentés, mais Pansa est blessé au cours de la bataille et doit se replier vers Bologne. Ses troupes sont mises en déroute. Hirtius intervient alors à la tête de la Legio IV et met en fuite l'armée de Marc Antoine, épuisée par le premier affrontement. Octavien, qui s'est tenu en arrière, en profite pour se faire acclamer imperator par ses troupes pour avoir assuré la défense du camp. Le 21 avril 43 av. J.-C., Marc Antoine subit une nouvelle défaite lors de la bataille de Modène, le contraignant à battre en retraite vers l'ouest. Néanmoins, les deux consuls sont tués lors des combats, Hirtius lors de la bataille de Modène le 21 avril, et Pansa à Bologne le 23 avril à la suite des blessures reçues lors de la bataille de Forum Gallorum. Octavien demeure seul commandant de l'armée,, ce qui lui vaut d'être soupçonné par certains de ses contemporains d'être responsable de la mort des deux consuls,.

#### Rupture entre Octavien et le Sénat (avril 43 - août 43 av. J.-C.)
Le Sénat, lors de sa réunion des 26 et 27 avril, finit par déclarer Marc Antoine et ses partisans ennemis publics, leurs biens sont confisqués. Après avoir bien plus récompensé Decimus Brutus qu'Octavien pour la victoire sur Marc Antoine, Decimus Brutus obtenant entre autres le droit de célébrer un triomphe, le Sénat tente de lui donner le commandement des légions. Le Sénat confie dans un même temps le commandement de la flotte à Sextus Pompée et confirme Brutus et Cassius à la tête des provinces de Macédoine et de Syrie dont ils ont pris le contrôle. Ce retour en force des défenseurs de la cause républicaine accentue la solitude d'Octavien,. Ce dernier refuse de coopérer et reste dans la vallée du Pô, ne joignant pas ses troupes à celles de Decimus Brutus pour participer à une nouvelle offensive contre Marc Antoine. La plupart des légionnaires demeure fidèle à Octavien et c'est avec des troupes réduites que Decimus Brutus se lance à la poursuite de Marc Antoine. Ce dernier se rétablit rapidement grâce à des renforts de Publius Ventidius Bassus et peut passer sans problème en Gaule narbonnaise où il rejoint les troupes de Lépide, gouverneur de Narbonnaise et d'Hispanie citérieure,. Les officiers présents en Gaule se rallient peu à peu à Marc Antoine, reformant le clan des Césariens, et Decimus Brutus se retrouve isolé en nette infériorité numérique. Tentant de fuir vers l'Illyrie, il est capturé par un chef barbare soumis à Rome qui le met à mort. À Rome, le Sénat réagit en déclarant Lépide ennemi public fin juin et en confiant le commandement de la guerre contre les Césariens à Octavien.
En juillet 43 av. J.-C., une ambassade formée de centurions est envoyée par Octavien à Rome pour demander que lui soit remis le consulat laissé vacant après la mort d'Hirtius et Pansa. Octavien réclame également que le décret déclarant Marc Antoine ennemi public soit abrogé. Alors que cette dernière demande est rejetée, il marche sur Rome à la tête de huit légions. Il ne rencontre quasiment aucune résistance, le Sénat ne parvenant pas à défendre correctement la ville malgré l'arrivée de légions d'Afrique. Le 19 août 43 av. J.-C., il est élu consul avec son parent Quintus Pedius comme collègue. La rupture entre Octavien et son allié politique Cicéron est alors définitivement consommée, ce dernier ayant joué double jeu et tenté de manipuler le jeune héritier de César. En tant que consul, Octavien obtient par un senatus consultum la ratification de son adoption par César et la mise à disposition du trésor public pour payer son armée. Mais la première mesure qu'il prend est de faire condamner avec la promulgation de la lex Pedia les assassins de César et leurs alliés, parmi lesquels Sextus Pompée alors même que ce dernier a reçu récemment un haut commandement.

### Second triumvirat (43-33 av. J.-C.)
1. Fondation d'une nouvelle magistrature (43 av. J.-C.)
2. Les proscriptions (43 av. J.-C.)
3. Déification de César (42 av. J.-C.)
4. L'expédition contre les Républicains (42 av. J.-C.)
  1. Les préparatifs
  2. L'arrivée des triumvirs en Grèce
  3. La bataille de Philippes
  4. Nouveau partage du monde romain
5. Révoltes en Italie (41-39 av. J.-C.)
  1. Démobilisation et expropriation (41 av. J.-C.)
  2. Guerre de Pérouse (41-40 av. J.-C.)
  3. Alliances matrimoniales et réconciliation (40-39 av. J.-C.)
6. La guerre contre Sextus Pompée (39-36 av. J.-C.)
  1. Les accords de Misène (39 av. J.-C.)
  2. Une paix éphémère (39-37 av. J.-C.)
7. La fin du Second Triumvirat (36-33 av. J.-C.)
  1. Élimination de Lépide (36 av. J.-C.)
  2. Retour triomphal à Rome (36 av. J.-C.)

#### Fondation d'une nouvelle magistrature (43 av. J.-C.)
Dès la fin de la guerre, Octavien commence à traiter avec Marc Antoine comme le montre sa demande d'abrogation du décret du Sénat déclarant Marc Antoine ennemi public. En novembre 43 av. J.-C., ils organisent avec Lépide une rencontre sur une presqu'île de la Lavinius, non loin de Bologne. L'entrevue se déroule dans une atmosphère tendue par la présence de 43 légions rassemblées dans les environs.

« Octave et Antoine mirent fin à leurs différends sur un îlot plat du fleuve Lavinius, près de la ville de Modène. Chacun possédait cinq légions qu'ils placèrent de chaque côté du fleuve. Alors chacun d'eux traversa avec trois cents hommes les ponts au-dessus du fleuve. Lépide y était allé seul avant eux, avait fouillé l'île avec soin, et avait brandi son manteau militaire comme signal de leur arrivée. Chacun laissa ses trois cents amis sur les ponts et avança au milieu de l'île à la vue de tous, et là, les trois se mirent à délibérer. Octave se trouvait au milieu parce qu'il était consul. Ils restèrent en conférence du matin au soir pendant deux jours. »

— Appien, Guerres civiles, V, 2.
À l'issue des négociations, les trois hommes trouvent un accord. Ils fondent une nouvelle magistrature de cinq ans, baptisée Triumviri Rei Publicae Constituendae Consulari Potestate soit « les Triumvirs aux pouvoirs consulaires pour le rétablissement de la République », abrégée en III VIR RPC sur les inscriptions et connue sous le nom de second triumvirat. Octavien doit abandonner le consulat pour l'année 43 av. J.-C. et est remplacé par Publius Ventidius Bassus. L'entente prévoit le partage des provinces entre les triumvirs : Marc Antoine reçoit la Gaule et la Cisalpine, Lépide conserve la Narbonnaise et l'Hispanie tandis qu'Octavien reçoit l'Afrique, la Sicile et la Sardaigne. L'Italie reste neutre et l'Orient, considéré comme tenu par les ennemis, n'est pas partagé pour l'instant. La position d'Octavien paraît la plus fragile étant donné que la province d'Afrique est toujours disputée entre Républicains et Césariens et que Sextus Pompée, ennemi d'Octavien depuis la promulgation de la lex Pedia, contrôle les mers autour des îles. Contrairement au premier triumvirat conclu entre Pompée, César et Crassus, cette nouvelle entente possède un caractère officiel, reconnue par une loi promulguée par les tribuns de la plèbe,, la lex Titia, votée le 27 novembre 43 av. J.-C.. Cette loi confirme également la décision d'attribuer des colonies aux vétérans des triumvirs en Italie. La nouvelle magistrature n'est en fait qu'une dictature déguisée, à ceci près qu'au lieu d'un seul dictateur, il y en a désormais trois. Le pouvoir romain n'est plus concentré entre les mains du Sénat et des assemblées de Rome mais réside dans l'imperium proconsulaire qui assure le commandement des armées.

Les trois personnalités du second triumvirat (43-32)
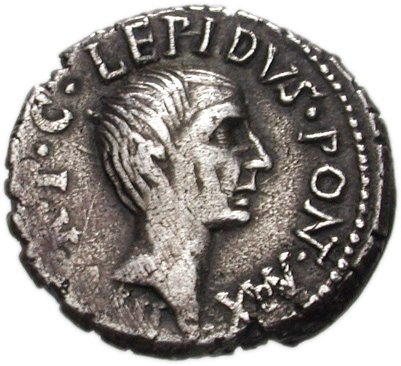
Marcus Aemilius Lepidus.
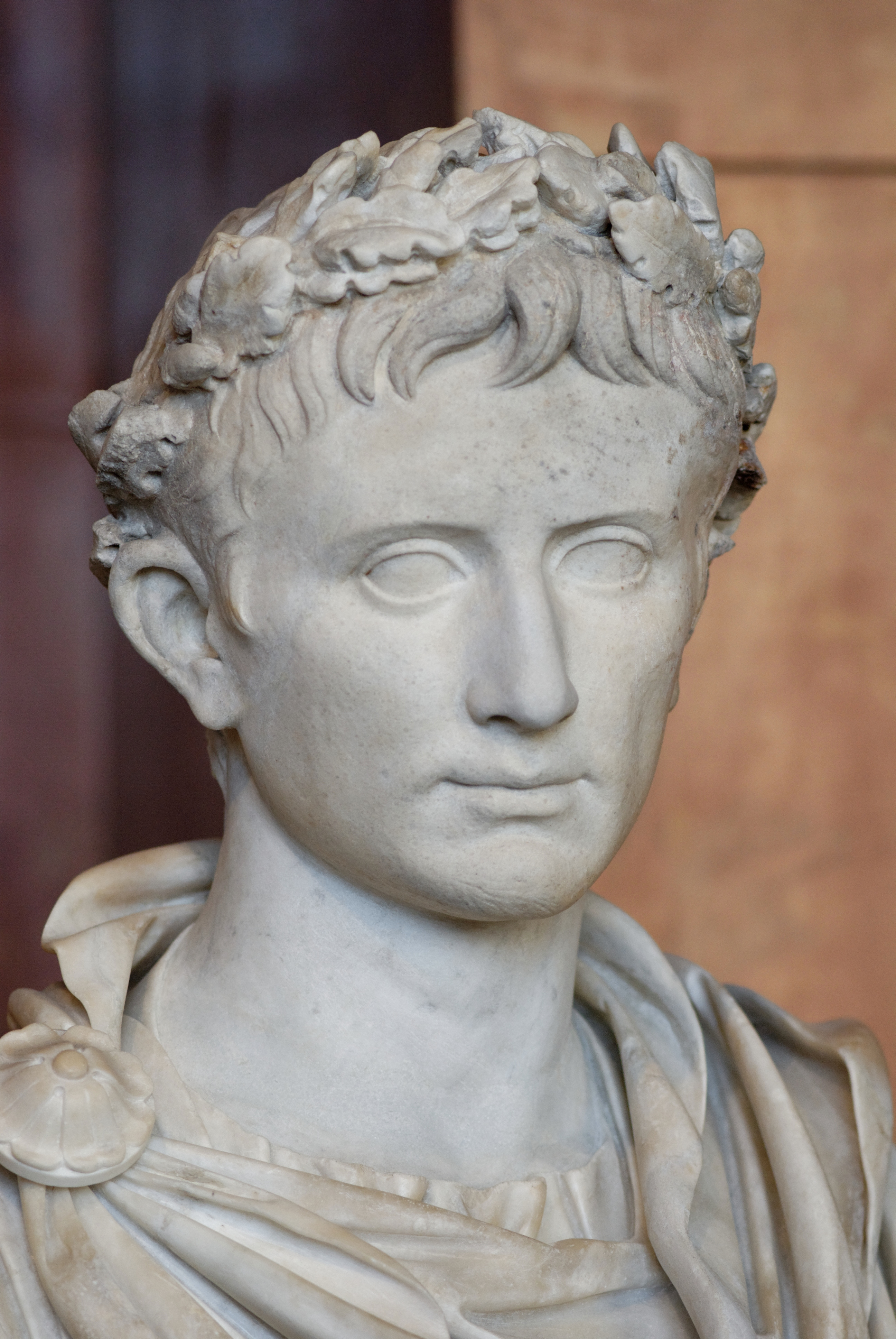
Caius Iulius Caesar (Octavianus).
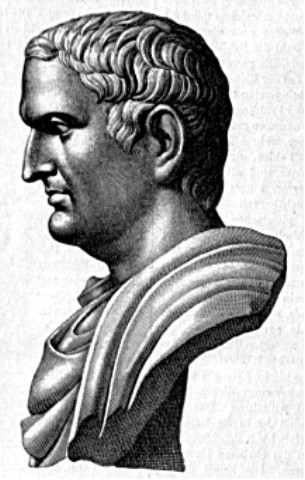
Marcus Antonius.

#### Les proscriptions (43 av. J.-C.)
L'objectif premier des triumvirs est de s'unir pour venger la mort de César en déclarant la guerre à ses assassins. Mais avant de s'attaquer aux Républicains présents en Grèce, en Orient et en Afrique, il est nécessaire de stabiliser la situation politique intérieure. Pour cela, les triumvirs décrètent une série de proscriptions concernant près de 300 sénateurs et 2 000 chevaliers qui deviennent hors-la-loi. La proscription concerne aussi bien les ennemis des triumvirs que leurs proches, la liste des noms est affichée à la fin de l'année 43 av. J.-C.. Les biens des proscrits sont confisqués et ceux qui ne parviennent pas à fuir Rome à temps sont condamnés à mort. L'estimation du nombre de sénateurs et de chevaliers proscrits varie en fonction des auteurs : Appien signale 300 noms tandis que Tite-Live, historiographe contemporain d'Auguste, n'en signale que 130. Par ce décret, les triumvirs cherchent en partie à s'enrichir grâce à la confiscation des biens des proscrits afin de verser les soldes aux troupes pour s'assurer leur loyauté dans le conflit qui se prépare contre les assassins de César, Marcus Junius Brutus et Caius Cassius Longinus,. Les récompenses promises pour l'arrestation des proscrits incitent les Romains à participer activement à leur recherche. Mais le processus s'avère un échec financier pour les triumvirs qui ne parviennent pas à tirer suffisamment d'argent de la vente des biens des proscrits, dont personne ne veut se porter acquéreur, et les caisses restent vides. Au début de l'année 42 av. J.-C., les triumvirs sont contraints de mettre en place une série de nouvelles taxes impopulaires afin de préparer l'expédition en Orient.
Bien que tous les triumvirs soient à l'origine de l'édit de proscription, dans l'ensemble, les auteurs antiques tentent d'atténuer la responsabilité d'Octavien, invoquant sa jeunesse et son manque d'expérience politique, alors qu'ils n'épargnent pas Marc Antoine dont l'image s'en trouve nettement dégradée. Mais il semble qu'Octavien ait en fait joué un rôle important dans l'établissement des listes de proscrits. Selon Suétone, il y aurait même fait figurer certains de ses proches comme son ancien tuteur Sphaerus. Il profite également de la proscription de Quintus Hortensius Hortalus pour s'emparer de sa maison sur le Palatin.

#### Déification de César (42 av. J.-C.)

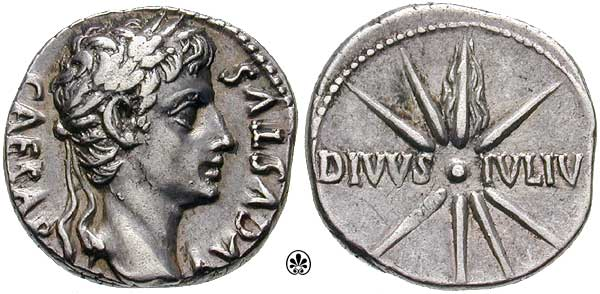
Denarius avec le profil d'Octave à l'avers et la représentation d'une comète à huit branches au revers, avec la mention '.

Le 1er janvier 42 av. J.-C., le Sénat déifie Jules César, le faisant entrer dans le panthéon des divinités reconnues par l'État romain sous le nom de Divus Iulius. Cet acte entraine la construction du Temple de César situé à l'emplacement du bûcher funéraire de César sur le Forum et destiné à abriter le culte qui lui est dorénavant consacré, pris en charge par un flamine nouvellement créé. Cette déification permet à Octavien de renforcer sa position politique en insistant sur son statut de fils d'un dieu (divi filius),.

#### L'expédition contre les Républicains (42 av. J.-C.)

##### Les préparatifs
Une fois une certaine stabilité politique assurée à Rome, les triumvirs intensifient les préparatifs de campagne contre les Républicains établis en Orient. Les triumvirs disposent de 43 légions mais ils n'engagent qu'un peu plus de la moitié des effectifs dans l'expédition, le reste assurant la protection des territoires en Occident. Mais avant de lancer le début des opérations, Octavien tente de résoudre le problème posé par Sextus Pompée qui occupe la Sicile et a offert un refuge à de nombreux proscrits. Afin de ne pas être menacé sur ses arrières durant la campagne en Grèce, Octavien envoie le général Quintus Salvidienus Rufus pour déloger Sextus Pompée et ses partisans. L'expédition est un échec et Rufus est défait en mer, ne parvenant même pas à débarquer en Sicile. Les triumvirs ne souhaitant pas retarder davantage le lancement des opérations, ils abandonnent pour l'instant leurs objectifs concernant Pompée, conscients néanmoins de la menace qu'il représente.

##### L'arrivée des triumvirs en Grèce
Au printemps 42 av. J.-C., Marc Antoine et Octavien réunissent 28 légions qui traversent la mer Adriatique et débarquent en Grèce afin d'affronter les forces de Brutus et Cassius qui ont pris le contrôle des provinces de la péninsule grecque. Octavien tombe malade peu après son arrivée à Dyrrachium, sur la côte adriatique, et laisse le commandement à Marc Antoine qui établit un camp de base à Amphipolis. C'est Marc Antoine qui prend l'initiative de lancer l'attaque contre les troupes de Brutus et Cassius, Octavien ayant du mal à se rétablir.

##### Les batailles de Philippes

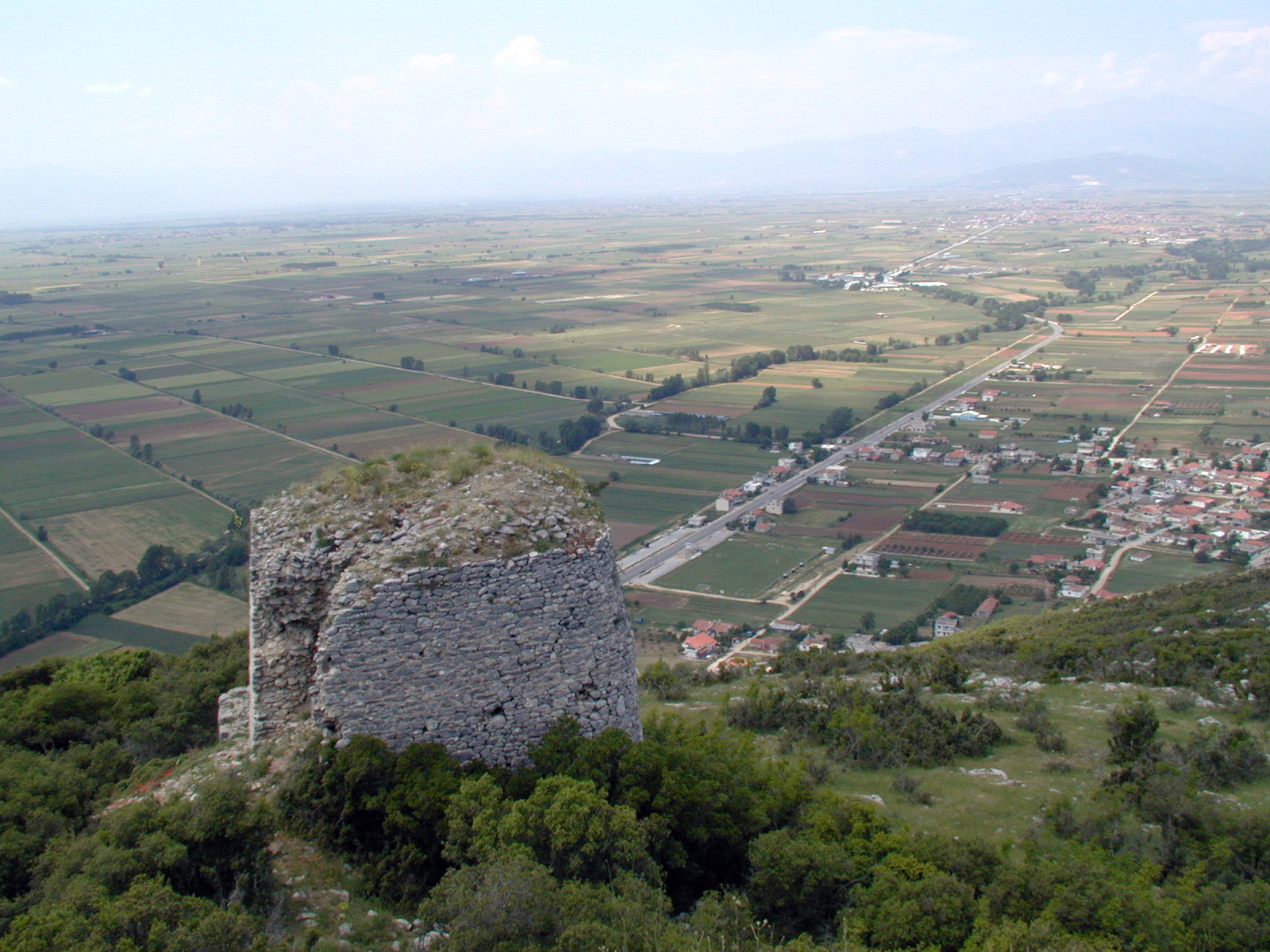
La plaine de Philippes vue depuis l'acropole.

La première bataille se déroule près de Philippes en Macédoine le 3 octobre 42 av. J.-C. La mêlée reste désordonnée, sans véritable vainqueur. En effet, bien que Marc Antoine soit parvenu à défaire les troupes de Cassius, Octavien est repoussé par Brutus. Néanmoins, dans la confusion des combats, Cassius pense que la situation est devenue désespérée, quitte le champ de bataille et, pensant que Brutus a subi le même revers que lui, met fin à ses jours. La déroute des troupes d'Octavien et les doutes qui planent sur le comportement de ce dernier durant les combats, certains l'accusant d'avoir fui dans les marais, servent à Marc Antoine d'arguments pour minimiser les compétences militaires d'Octavien. De plus, il reproche à Octavien d'avoir cédé son commandement sur ses troupes à son lieutenant Marcus Vipsanius Agrippa, le faisant passer pour un lâche.
La victoire de Marc Antoine sur Cassius ne suffit pas à débloquer la situation. Brutus conserve une position avantageuse, surtout après la victoire d'un de ses lieutenants, Lucius Staius Murcus, sur Cnaeus Domitius Calvinus qui venait renforcer les triumvirs. Toutefois, Brutus ne profite pas suffisamment de son avantage et se présente une nouvelle fois en ordre de bataille face à Marc Antoine et Octavien, le 23 octobre. Cette fois-ci, la défaite des Républicains est totale et Brutus, à l'instar de Cassius, se suicide. Malgré la victoire des Césariens, les conséquences de la bataille sont dramatiques pour Rome, les pertes ayant été démesurées, décimant l'aristocratie romaine. De nombreux soldats de Brutus se soumettent aux vainqueurs et sont intégrés dans les rangs de leurs troupes. Par contre, les chefs républicains qui ne se sont pas suicidés sont traités de façon plus sévère, surtout par Octavien qui ne montre aucune pitié,. Il fait envoyer à Rome la tête de Brutus en signe d'accomplissement de la vengeance promise à son père adoptif. Mais ses actions desservent son image auprès du peuple et le mépris affiché face aux Républicains vaincus vient consolider un peu plus une réputation de « jeune arriviste cynique et ambitieux ». Face à lui, Marc Antoine ressort grandi de cette expédition, regagnant en popularité après l'épisode des proscriptions.

« Il [Octavien] envoya à Rome la tête de Brutus pour qu'elle fût mise aux pieds de la statue de César. Il mêla l'outrage aux supplices qu'il prononça contre les plus illustres captifs. On dit même que l'un d'eux lui demandant avec instance la sépulture, il lui répondit que les vautours en prendraient soin. D'autres rapportent qu'un père et un fils le suppliant de leur accorder la vie, il ordonna qu'ils tirassent au sort ou qu'ils combattissent ensemble, promettant la grâce au vainqueur, et il vit le père succomber sous l'épée de son fils, et le fils se donner volontairement la mort. Aussi, quand les autres captifs […] parurent enchaînés, ils saluèrent respectueusement Antoine du nom d'imperator, et accablèrent Auguste des plus méprisantes railleries. »

— Suétone, Vie des douze césars, Auguste, XIII, 2-3

##### Nouveau partage du monde romain

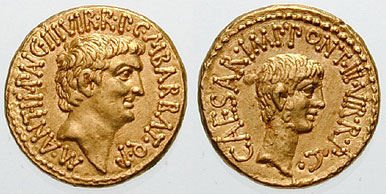
Aureus de 41 av. J.-C. avec les profils de Marc Antoine à l'avers et d'Octave au revers, chaque face portant la mention '.

Après la victoire sur les Césaricides à Philippes, lors d'une entrevue tenue secrète, les triumvirs procèdent à un nouveau partage du territoire romain. Marc Antoine, en position dominante, s'octroie la part la plus riche, prenant la tête de l'Orient et récupérant la Gaule, tenue jusqu'alors par Lépide. Il part pour l'Égypte où il forme une alliance avec la reine Cléopâtre VII, maîtresse officielle de Jules César et mère de Césarion, enfant présumé de César. Octavien reçoit l'Hispanie et les îles de la Méditerranée occidentale, occupées pour l'instant par Sextus Pompée. Quant à Lépide, son absence lors de la bataille de Philippes le place en retrait par rapport aux deux autres triumvirs. Il se retrouve lésé puisqu'il perd l'Hispanie et la Gaule narbonnaise. Les deux autres triumvirs ont seulement prévu en compensation de lui céder l'Afrique au cas où il se rebellerait contre ce nouveau partage. L'Italie reste indivise afin d'éviter qu'un des triumvirs ne puisse s'arroger le monopole du recrutement dans la péninsule.

#### Révoltes en Italie (41-39 av. J.-C.)

##### Démobilisation et expropriation (41 av. J.-C.)
Octavien reçoit la lourde charge de répartir les dizaines de milliers de vétérans de la campagne de Macédoine, que les triumvirs ont promis de libérer de leur service, dans des colonies italiennes. De plus, les soldats qui ont combattu sous les ordres de Brutus et Cassius et qui pourraient rejoindre le camp d'un opposant politique s'ils ne sont pas apaisés réclament également des terres. Or il n'y a plus de terres appartenant à l'État de disponibles. Deux options s'offrent alors à Octavien : s'aliéner des milliers de citoyens romains en confisquant des terres ou s'aliéner les soldats républicains. Octavien ne prend pas le risque de voir se retourner contre lui une force représentant plusieurs dizaines de milliers de soldats. Plus de dix-huit villes romaines sont touchées par les réaffectations de terres avec un grand nombre d'habitants qui sont expulsés. Ces expulsions touchent surtout la classe moyenne des habitants de la péninsule italienne, les plus pauvres ayant été écartés du processus et les plus riches ayant payé afin d'être exemptés.
Ces déplacements de populations pour installer les vétérans entraînent une importante vague de ressentiment contre Octavien, et ce dès le début de la répartition des terres, la situation sociale étant déjà tendue à cause des proscriptions et des nouvelles taxes levées par les triumvirs. Nombreux sont ceux qui se rallient au consul Lucius Antonius, le frère de Marc Antoine, qui bénéficie d'un large soutien au Sénat et de celui de Fulvie, épouse de Marc Antoine.

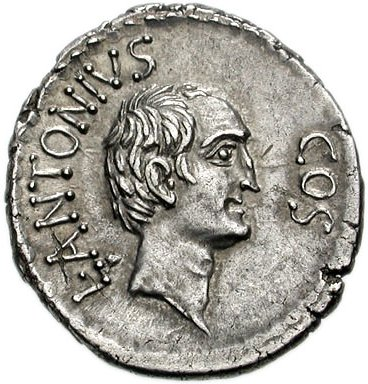
Profil de Lucius Antonius sur une pièce de monnaie émise à Éphèse.
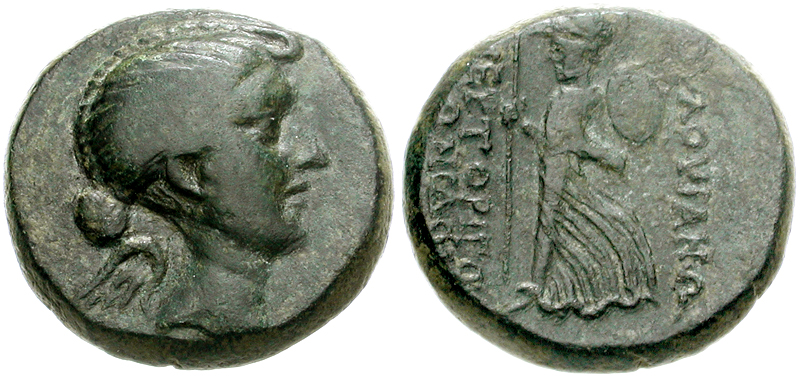
Profil de Fulvie à gauche et représentation d'Athéna Nike à droite.

Pendant ce temps, de retour à Rome depuis l'été 41 av.J.-C., Octavien entame une procédure de divorce avec Clodia Pulchra, fille de Fulvie et de son premier mari Publius Clodius Pulcher. Octavien affirme que son mariage n'a jamais été consommé et renvoie Clodia Pulchra chez sa mère. Face à cette dernière provocation, Fulvie décide de réagir et avec Lucius Antonius, elle lève une armée en Italie pour défendre les droits de Marc Antoine face à Octavien. Lucius et Fulvie prennent un pari risqué en s'opposant politiquement et militairement à Octavien étant donné que le salaire que reçoivent les soldats dépend des triumvirs. Mais la position d'Octavien n'est guère plus enviable. Impopulaire auprès des habitants expropriés ou menacés de l'être, Octavien doit également gérer le mécontentement grandissant des vétérans qui ne sont pas satisfaits de leur traitement. De plus, Octavien n'a toujours pas repris le contrôle des îles tenues par Sextus Pompée qui menace d'établir un blocus sur l'Italie.

##### Guerre de Pérouse (41-40 av. J.-C.)

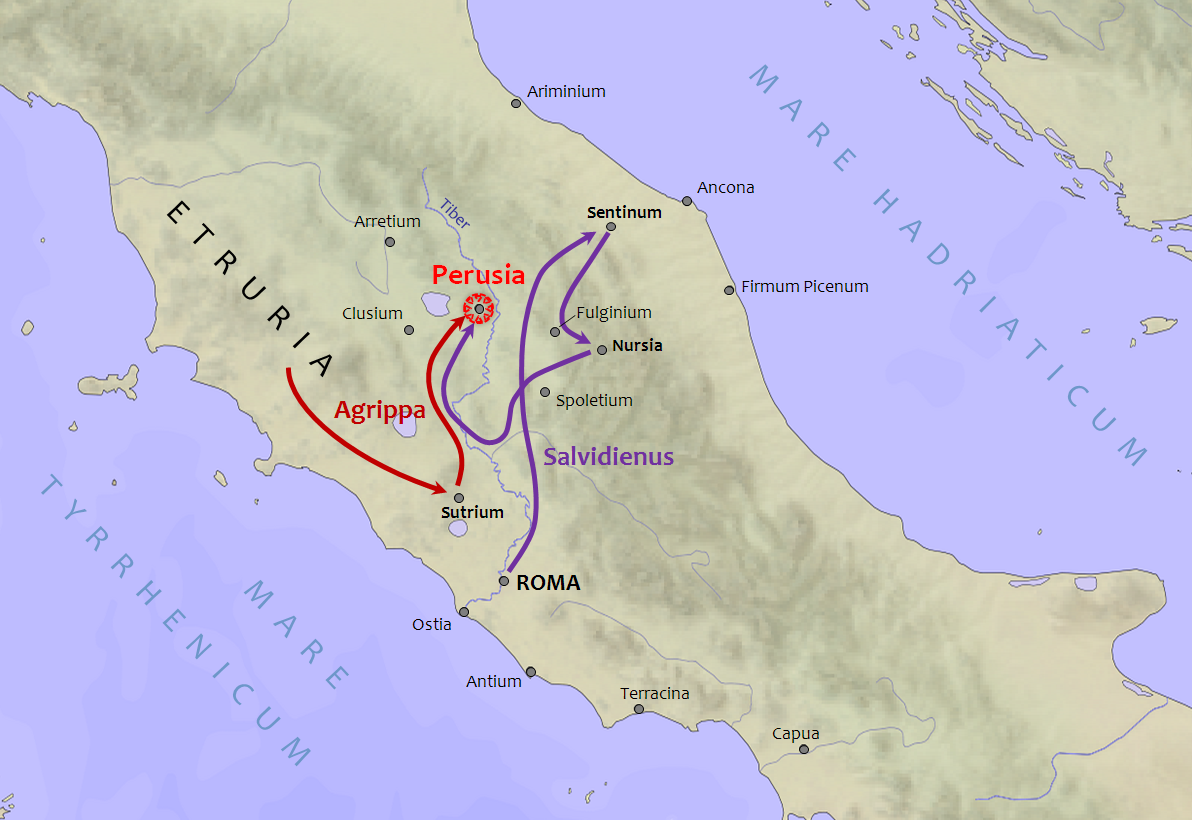
Mouvement des troupes des généraux d'Octavien dans la péninsule italienne.

La guerre, devenue inévitable, éclate à la fin de l'année 41 av. J.-C. Elle oppose Octavien à Lucius Antonius et ses alliés. Marc Antoine reste en retrait et sa position est difficile à cerner. Les deux belligérants cherchent d'abord à réunir leurs forces le plus rapidement possible. Octavien, qui laisse Rome entre les mains de Lépide, échoue d'abord à rallier deux légions de Marc Antoine qui stationnent à Alba Fucens. Il subit de nouveau un revers devant Nursia qui ne lui ouvre pas ses portes. Poursuivant vers le nord, il assiège Sentinum où sont enfermées des troupes de Lucius Antonius. Pendant ce temps, ce dernier s'empare de Rome mais préfère ne pas s'y installer et se déplace vers le nord. Il perd l'initiative dans cette guerre lorsqu'interviennent Quintus Salvidienus Rufus et Marcus Vipsanius Agrippa, deux généraux expérimentés et fidèles à Octavien. Lucius Antonius se retrouve alors à mener une guerre défensive et s'enferme dans Pérouse. Octavien établit le siège de la ville, faisant construire un important réseau de fortifications tout autour. L'échec des généraux antoniens arrivés en renfort, des sorties successives de Lucius Antonius pour lever le siège ainsi que des problèmes d'approvisionnement contraignent ce dernier à capituler en février 40 av. J.-C.,.
Lucius Antonius et son armée sont épargnés, notamment grâce à sa parenté avec Marc Antoine et grâce à la solidarité entre les soldats des deux camps. Lucius Antonius est envoyé en Hispanie où on perd sa trace et Fulvie est exilée à Sicyone. Par contre, Octavien se montre intransigeant avec les habitants de Pérouse et leur élite qui ont ouvert leurs portes à Lucius Antonius. Selon certaines sources, qui exagèrent peut-être les faits dans un but de propagande contre Octavien, le 15 mars, jour anniversaire de l'assassinat de César, Octavien fait exécuter 300 sénateurs et chevaliers romains de Pérouse (dont des parents de Properce) pour avoir soutenu Lucius Antonius,. La ville est ensuite livrée au pillage et incendiée, servant d'exemple pour prévenir toute velléité de rébellion des autres villes italiennes. Cet épisode entache la réputation d'Octavien qui est beaucoup critiqué pour son attitude jugée cruelle, notamment par le poète Properce. La situation en Italie demeure très tendue : toute l'Italie centrale s'est soulevée contre les triumvirs.

##### Alliances matrimoniales et réconciliation (40-39 av. J.-C.)
La guerre de Pérouse a modifié les rapports de force entre les différents protagonistes. Marc Antoine, en restant en retrait, n'a pu empêcher Octavien de profiter de ces évènements pour renforcer sa position, notamment grâce au contrôle de onze légions supplémentaires. Malgré tout, la position d'Octavien demeure très fragile car même si le nombre de ses troupes s'est accru, il sait que bon nombre de ses soldats refuseront de combattre Marc Antoine qui bénéficie d'un prestige encore très important. Par exemple, lorsque Marc Antoine débarque avec le soutien de Sextus Pompée dans le sud de l'Italie durant l'été 40 av. J.-C., les troupes d'Octavien commandées par Agrippa refusent de marcher contre lui.
Sextus Pompée, fils du triumvir Pompée et considéré comme un général rebelle depuis la victoire de Jules César sur son père, s'est établi en Sicile et en Sardaigne. Les triumvirs tentent de négocier des accords avec lui afin de gagner son soutien et celui des 250 navires qu'il commande. Alors que Marc Antoine parvient à se rapprocher de Pompée durant l'été 40 av. J.-C., Octavien réagit et parvient à conclure une alliance éphémère en épousant Scribonia, fille de Lucius Scribonius Libo, un partisan puis le beau-père de Pompée. Scribonia donne naissance au seul enfant biologique d'Octavien, sa fille Julia.
Les alliances passées avec Sextus Pompée ne débouchent pas sur un nouveau conflit entre les deux triumvirs. En effet, les lieutenants de chaque armée, qui sont devenus d'importantes figures politiques, refusent de combattre, étant tous Césariens, et entraînent le reste des troupes avec eux,. Ils poussent les triumvirs à la négociation par l'intermédiaire de Caius Asinius Pollio, Mécène ou Lucius Cocceius Nerva (de). Pendant ce temps, alors en exil à Sycione où l'a rejoint Marc Antoine, Fulvie décède des suites d'une brutale maladie. La mort de Fulvie et la mutinerie des lieutenants des triumvirs permettent de débloquer la situation et offrent aux deux triumvirs l'opportunité d'envisager une réconciliation,,.
À l'automne de 40 av. J.-C., Octavien et Marc Antoine approuvent le traité de Brundisium selon lequel Lépide demeure en Afrique, Marc Antoine prend le contrôle de l'Orient et Octavien devient maître de tout l'Occident. La réconciliation est fêtée dans tout l'Empire qui espère entrer dans une nouvelle ère de paix. La péninsule italienne est laissée ouverte à tous pour le recrutement de nouveaux soldats, une clause du traité en fait inutile pour Marc Antoine. Pour consolider les nouveaux accords, Octavien donne sa sœur Octavia Minor comme épouse à Marc Antoine vers la fin de 40 av. J.-C.. Octavie donne naissance à deux filles, Antonia Major et Antonia Minor.

#### La guerre contre Sextus Pompée (39-36 av. J.-C.)

##### Les accords de Misène (39 av. J.-C.)
Sextus Pompée, qui trouve que cette réconciliation ne se fait pas à son avantage, menace Octavien en Italie en empêchant les navires qui approvisionnent la péninsule en grain d'Afrique de traverser la Méditerranée. Il s'empare de la Corse et donne à son propre fils le commandement d'une flotte destinée à prendre le contrôle des mers, espérant ainsi provoquer une famine en Italie. Ce contrôle de l'espace maritime vaut à Pompée le surnom de Neptuni filius, soit littéralement le « fils de Neptune »,. À Rome, la situation devient très inquiétante. La menace d'une famine amplifie le ressentiment du peuple qui fait part de son mécontentement à Octavien. Ce dernier ne plie pas et maintient sa ligne politique et la pression fiscale ce qui pousse la population à l'émeute. Octavien en réchappe de justesse, grâce à l'intervention de Marc Antoine.
Face à la pression populaire, les triumvirs n'ont d'autre choix que de traiter avec Pompée. Durant l'été 39 av. J.-C., les différents partis parviennent à se mettre d'accord temporairement avec la conclusion d'un traité au large du cap Misène. En échange de la levée du blocus sur l'Italie, Octavien cède la Sardaigne, la Corse et la Sicile et Marc Antoine le Péloponnèse à Pompée et lui réserve la fonction de consul pour l'année 33 av. J.-C.,. L'accord permet également aux proscrits qui se sont exilés en Sicile de rentrer en Italie, mettant ainsi officiellement fin à la proscription.

##### Une paix éphémère (39-37 av. J.-C.)
Les conditions de la paix de Misène ayant été davantage dictées à Octavien que souhaitées par lui, celui-ci commence à se désengager dès l'année suivante. L'accord territorial entre les triumvirs et Pompée commence à s'effriter lorsqu'Octavien divorce de Scribonia, qui vient de mettre au monde sa fille Julia, pour épouser Livie, elle-même enceinte de Drusus, le 17 janvier 38 av. J.-C.. Ce mariage permet à Octavien de s'allier à la vieille noblesse de Rome, Livie étant la fille de Marcus Livius Drusus Claudianus, un descendant de l'illustre gens Claudia. La reprise de la guerre apparaît comme évidente lorsque Ménas, un des lieutenants de Pompée, trahit ce dernier et, après de longues négociations, permet à Octavien de reprendre le contrôle de la Corse, de la Sardaigne et de trois légions. Pour autant, Octavien manque de ressources pour affronter seul Pompée. Bien qu'il ait fait construire des navires de guerre à Rome et à Ravenne, ses troupes et ses généraux n'ont que peu d'expérience dans le combat naval, contrairement aux troupes de Pompée qui sont très bien entraînées.

##### Reprise des hostilités (37-36 av. J.-C.)
La tactique d'Octavien, consistant à attirer la flotte de Sextus Pompée en mer Tyrrhénienne et Ionienne afin de débarquer des troupes en Sicile par le détroit de Messine, se solde par un échec. Mal préparés, les généraux d'Octavien sont battus sur mer, au large de Cumes au printemps -38. Les navires d'Octavien rescapés sont de nouveau défaits lors d'une nouvelle bataille navale près des côtes siciliennes puis anéantis par une tempête. Octavien, qui participe à l'offensive, en réchappe de justesse, à bord du seul navire qui a survécu au désastre. Face à ces revers, Octavien décide d'envoyer Mécène en mission auprès de Marc Antoine, seul en mesure de lui fournir l'aide matérielle suffisante,.
Octavien parvient à conclure un accord avec Marc Antoine lors d'une rencontre à Tarente au printemps -37. Selon cet accord, la durée du second triumvirat est rallongée de cinq années supplémentaires, à partir de 37 av. J.-C.,. En soutenant ainsi Octavien, Marc Antoine espère obtenir en retour un soutien pour sa propre campagne militaire qu'il envisage de mener contre les Parthes, avec la volonté de venger l'honneur de Rome entaché à la suite du désastre de Carrhes en 53 av. J.-C.. Marc Antoine fournit 120 navires à Octavien afin de lutter contre les forces navales de Pompée, venant ainsi renforcer sa propre flotte en cours de reconstruction. En retour, Octavien s'engage à envoyer 20 000 légionnaires pour la campagne de Marc Antoine en Parthie. En fait, Octavien ne respecte pas son engagement et n'envoie que le dixième des troupes promises, ce que Marc Antoine interprète comme une provocation intentionnelle et préméditée. Octavien confie le commandement des opérations militaires à Agrippa qu'il a fait revenir de Gaule.
Octavien et Agrippa, à la tête d'une flotte de 400 navires, lancent une nouvelle attaque contre Pompée en Sicile durant l'été 36 av. J.-C.,. L'offensive se déroule sur trois fronts : Octavien et Agrippa attaquent la Sicile par le nord, Titus Statilius Taurus attaque par l'est et Lépide par le sud, dans une grande manœuvre d'encerclement. Tandis qu'Agrippa affronte une partie de la flotte de Pompée au large de Mylae le 2 août -36, Octavien supervise le débarquement des légions par le détroit de Messine. Malgré une première défaite, Sextus Pompée parvient à faire échouer le débarquement, et seules trois légions peuvent franchir le détroit. La flotte d'Octavien est détruite et ce dernier est menacé d'encerclement sur l'île. Le 3 septembre 36 av. J.-C., la flotte de Pompée est finalement presque entièrement détruite par le général Agrippa lors de la bataille de Naulochus. Sextus Pompée prend la fuite avec ce qui lui reste de troupes et tente de rallier l'Orient. Durant cette campagne, Agrippa s'impose comme un chef sur terre et sur mer dont la compétence au combat a permis de sauver la situation. De son côté, Octavien est paru peu sûr de lui, prenant souvent de mauvaises décisions et déléguant son commandement lors des opérations risquées.
L'année suivante, Sextus Pompée est rattrapé, capturé et exécuté à Milet, par un des généraux de Marc Antoine. Alors que Lépide et Octavien obtiennent et acceptent la soumission des troupes terrestres de Pompée, Lépide les rallie et tente d'accaparer la Sicile, ordonnant à Octavien et ses troupes de quitter l'île. Mais les troupes de Lépide désertent et rejoignent massivement Octavien, fatiguées de combattre et attirées par les promesses pécuniaires de ce dernier.

#### La fin du second triumvirat (36-33 av. J.-C.)

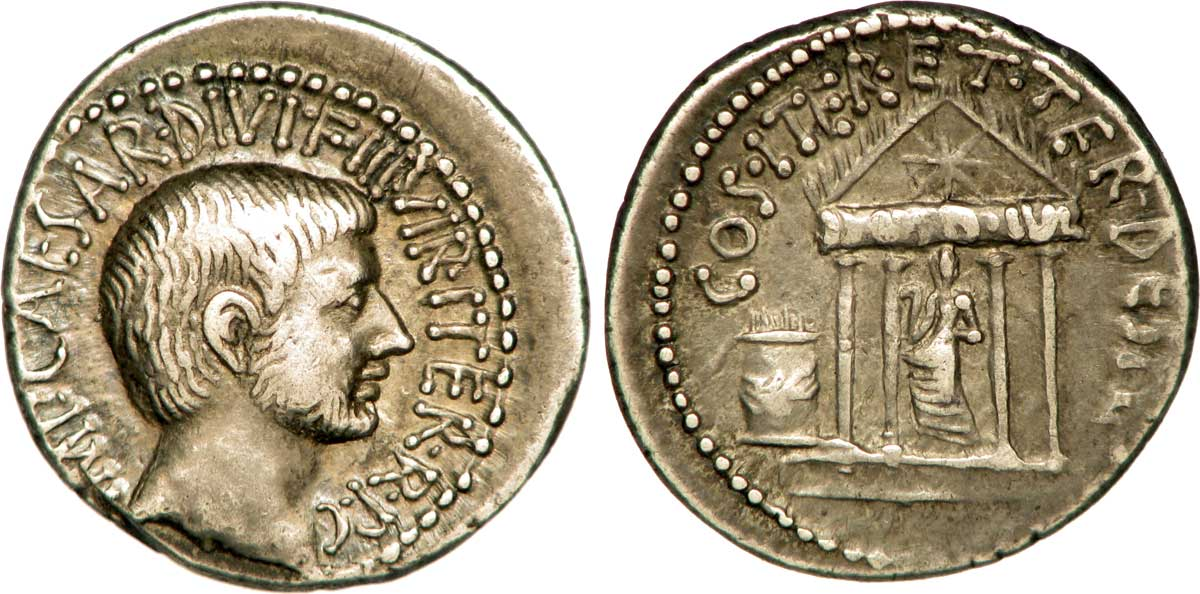
Denier à l'effigie d'Octave daté de 36 av. J.-C. Au revers, le temple du divin Jules avec le fronton triangulaire orné du sidus Iulium. À l'avers, la tête nue d'Octave, légèrement barbu.
Légende :
Traduction : « Imperator Octave fils du divin Jules, triumvir pour la seconde fois pour la restauration de la République ».

##### Élimination de Lépide (36 av. J.-C.)
Lépide se soumet à Octavien, ce qui lui vaut d'être exclu du triumvirat. Octavien lui permet néanmoins de conserver son titre de pontifex maximus. Dans les faits, cet évènement met un terme définitif à la carrière politique de Lépide qui est exilé dans une villa du Cap Circei en Italie,. Lépide éliminé politiquement, Octavien prend le contrôle de ses troupes et de celles de Sextus Pompée, portant ses forces à quarante légions. Les possessions romaines sont dorénavant divisées en deux parts, l'Occident dirigé par Octavien et l'Orient placé sous le contrôle de Marc Antoine.
Pour maintenir la paix et la stabilité dans la partie occidentale, Octavien doit s'assurer que les citoyens romains bénéficient de leurs droits à la propriété. Les vétérans des troupes concentrées en Sicile profitent de leur nombre pour faire entendre leurs revendications, ressentiment qui se transforme bientôt en mutinerie. Cette fois-ci, Octavien parvient à gérer efficacement la situation de crise et engage son armée dans une nouvelle campagne en Illyrie. Il installe ses vétérans en dehors de l'Italie et restitue à leurs propriétaires officiels 30 000 esclaves qui avaient fui Rome pour rejoindre Pompée en Sicile.

##### Retour triomphal à Rome (36 av. J.-C.)
Octavien regagne la confiance des propriétaires terriens italiens. Il est accueilli à Rome en grande pompe, soutenu par la ferveur populaire. Le Sénat et les citoyens romains lui décernent de nombreux honneurs et prérogatives, rappelant le traitement réservé à César durant son heure de gloire. Il est permis à Octavien de consacrer une partie de sa propriété du Palatin à Apollon afin d'y faire construire un temple dédié à la divinité, le Sénat lui accorde une ovation pour sa victoire en Sicile, des éloges, l'érection de statues sur le Forum, une place d'honneur parmi les sénateurs, une couronne de laurier et un arc de triomphe. En plus de ces honneurs, le Sénat lui accorde le privilège de célébrer le jour anniversaire de sa victoire et les prérogatives d'un tribun de la plèbe. Ce dernier privilège permet à Octavien d'assurer sa sécurité, ainsi que celle de Livie et d'Octavie, grâce au statut sacrosaint du tribun (sacrosanctitas), garantissant une immunité
judiciaire, pour lui-même, sa sœur et son épouse.

### Bipartition de l'Empire (36-33 av. J.-C.)

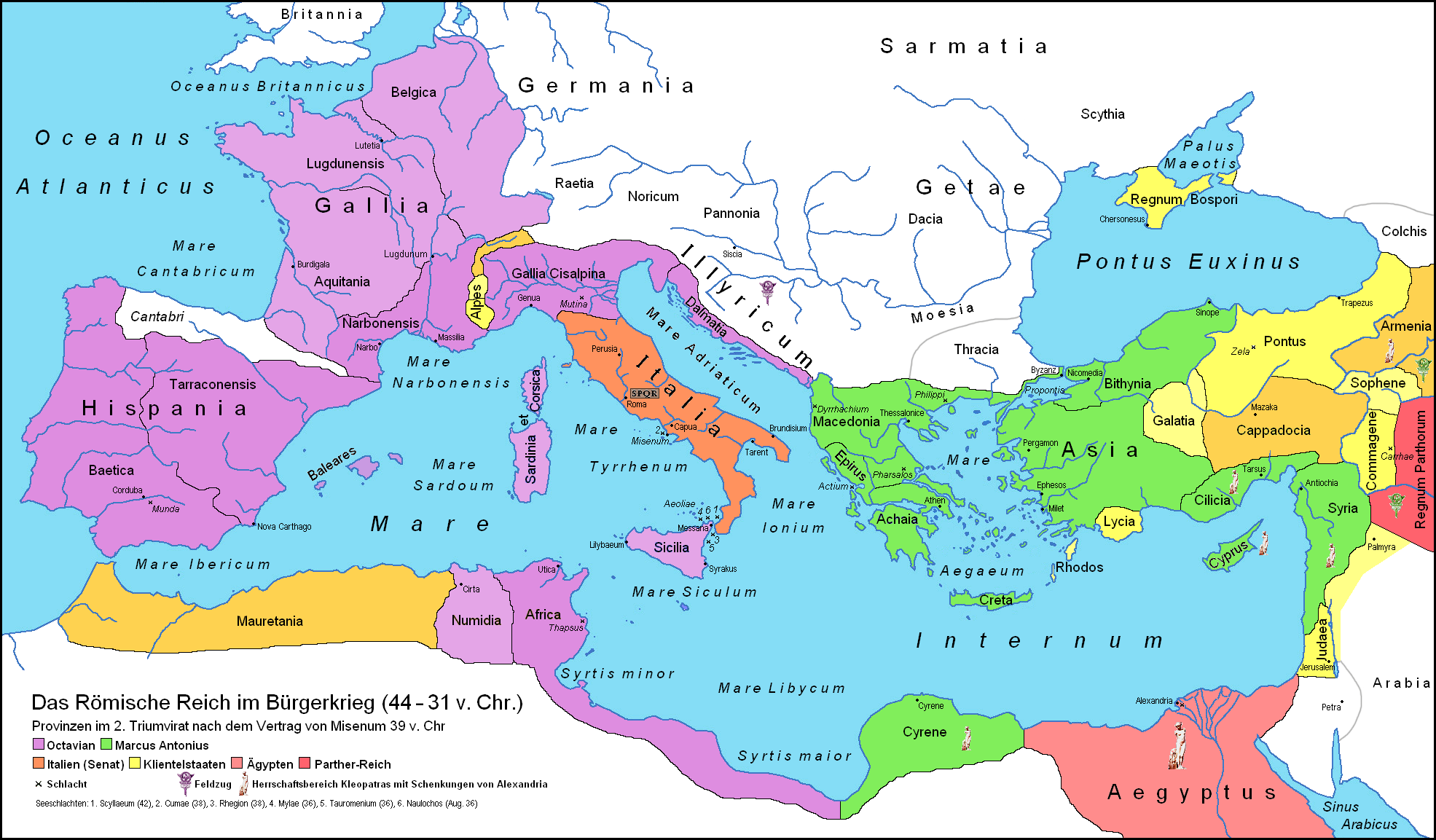
Carte des possessions de la République romaine en 36 av. J.-C. En violet, les provinces contrôlées par Octavien, et en vert celles contrôlées par Marc Antoine.

#### Les échecs de Marc Antoine en Orient
Pendant ce temps, en Orient, la campagne de Marc Antoine contre les Parthes se révèle plus difficile que prévu, très coûteuse en hommes et en argent. La retraite héroïque de l'armée romaine durant l'hiver -36 conforte le prestige de Marc Antoine auprès de ses hommes mais ternit son image de meneur d'hommes à Rome. Octavie accompagne les renforts envoyés par Octavien jusqu'à Athènes mais les quelque 2 000 légionnaires ne permettent pas à Marc Antoine de refaire ses forces. Les auteurs antiques, dont Plutarque, ont vu dans la réaction d'Octavien une provocation volontaire envers Marc Antoine. En acceptant qu'Octavie quitte Rome avec des renforts bien inférieurs à ceux promis lors des accords de Tarente, Octavien espère peut-être mettre Marc Antoine en difficulté et le pousser à commettre une faute diplomatique qui lui donnerait une bonne occasion de relancer en toute légitimité le conflit entre les triumvirs. En effet, alors qu'Octavien, grâce à Agrippa, sort renforcé de la guerre contre Sextus Pompée, l'échec de la campagne contre les Parthes (Turquie actuelle) laisse à Marc Antoine une armée affaiblie et en partie découragée. C'est donc dorénavant Octavien qui est en mesure de prendre l'ascendant et l'initiative dans la guerre qui se prépare.
Marc Antoine n'a d'autre choix que de se rapprocher de Cléopâtre, seule en mesure de lui assurer un renfort militaire conséquent.

#### La campagne d'Illyrie (35-33 av. J.-C.)

##### Les objectifs
Afin d'occuper son armée et d'éviter que de nouvelles mutineries éclatent, Octavien décide de lancer une expédition aux frontières de l'Empire romain. Si les opérations devaient initialement se dérouler en Afrique, c'est finalement en Illyrie (Slovénie et Croatie actuelles) qu'Octavien déploie ses légions en 35 av. J.-C. Ce choix lui permet de montrer aux citoyens d'Italie qu'il se préoccupe de leur sécurité, les villes du nord de la péninsule ayant été plusieurs fois attaquées par des pillards illyriens profitant de la situation politique instable des dernières années. Il faut également replacer cette campagne dans le contexte de la rivalité entre Octavien et Marc Antoine, le premier souhaitant démontrer son efficacité dans le domaine militaire après les échecs du second en Orient. De plus, la conquête et l'occupation de l'Illyrie par Octavien lui permettraient de positionner ses troupes non loin de la frontière entre l'Occident et l'Orient et des premières grandes cités sous contrôle de Marc Antoine.

##### Campagne contre les Iapodes (35 av. J.-C.)
La première phase de la campagne d'Illyrie consiste à sécuriser le nord de la péninsule italienne en renforçant les défenses de la frontière nord-est. À partir de Tergeste, les troupes romaines, commandées par Octavien, Agrippa, Messalla et Titus Statilius Taurus, progressent vers le sud-est et s'emparent de la ville portuaire de Senia, tenue par les Liburnes. Les embarcations capturées vont servir à assurer l'approvisionnement de l'armée qui progresse le long des rivières vers l'est, dans le pays des Iapodes. Octavien soumet peu à peu les différentes tribus qui occupent ce territoire, s'étendant de la mer Adriatique au cours du Danube. Les troupes romaines rencontrent les premières résistances sérieuses à l'approche de Siscia, capitale des Iapodes située sur la Save. Avant de lancer l'assaut sur la capitale, Octavien assiège Metulum, un oppidum dont les défenseurs résistent avec acharnement. La place forte finit par tomber, mais Octavien est blessé durant les combats. Les troupes romaines poursuivent alors jusqu'à Siscia qui est assiégée sur terre et par le fleuve avec la flotte de Menas. La ville est prise entre la fin de 35 et le début de 34 av. J.-C., permettant l'accès aux territoires le long du Danube, notamment le royaume des Daces. Octavien établit des liens diplomatiques avec leur roi auquel il aurait promis de donner Julia, sa fille, en mariage.

##### Campagne en Dalmatie (34-33 av. J.-C.)
Pour la deuxième phase de la campagne d'Illyrie, Octavien se tourne vers le sud, le long du littoral dalmate. Les opérations comprennent une intervention combinée des forces terrestres et navales. L'objectif est de sécuriser durablement la côte où se trouvent quelques colonies romaines afin de les protéger des incursions de tribus dalmates. Après le succès de la campagne, Octavien et Agrippa retournent à Rome mais Titus Statilius Taurus reste sur place et poursuit l'expédition plus au sud. À cette occasion, il est probable que les troupes d'Octavien aient pénétré dans le domaine attribué à Marc Antoine, c'est-à-dire les terres situées au sud et à l'est de Scodra. Cette nouvelle provocation envenime encore des relations déjà très tendues entre les deux triumvirs. De retour à Rome, Octavien relance sa propagande contre Marc Antoine et met ses récents succès militaires à profit pour insister sur les revers subis par ce dernier en Orient.

### La guerre contre Marc Antoine (33-31 av. J.-C.)

#### Derniers conflits avec Marc Antoine (33-31 av. J.-C.)

##### Rupture définitive entre les triumvirs (33-32 av. J.-C.)
Après que les troupes romaines se sont emparées du royaume d'Arménie en 34 av. J.-C., Marc Antoine place son fils Alexandre Hélios à la tête du royaume et récompense Cléopâtre du titre de « Reine des rois ». Octavien se sert de ces décisions pour convaincre le Sénat que Marc Antoine a pour ambition de renier la prééminence de Rome. Lorsqu'Octavien devient consul le 1er janvier 33 av. J.-C., il commence son discours devant le Sénat par une violente attaque contre Marc Antoine, lui reprochant la façon dont il distribue titres et royaumes parmi ses proches.
En 32 av. J.-C., les deux consuls qui prennent leurs fonctions sont des partisans de Marc Antoine. L'un d'eux notamment, Caius Sosius, profite de sa position pour critiquer ouvertement Octavien devant le Sénat. Octavien réplique, lançant des accusations contre Marc Antoine, ce qui met les partisans de ce dernier en difficulté car ils sont incapables de les réfuter. L'intensité nouvelle de la lutte entre Octavien et Marc Antoine pousse alors de nombreux sénateurs, dont les deux consuls de l'année, à quitter Rome pour l'Orient,.

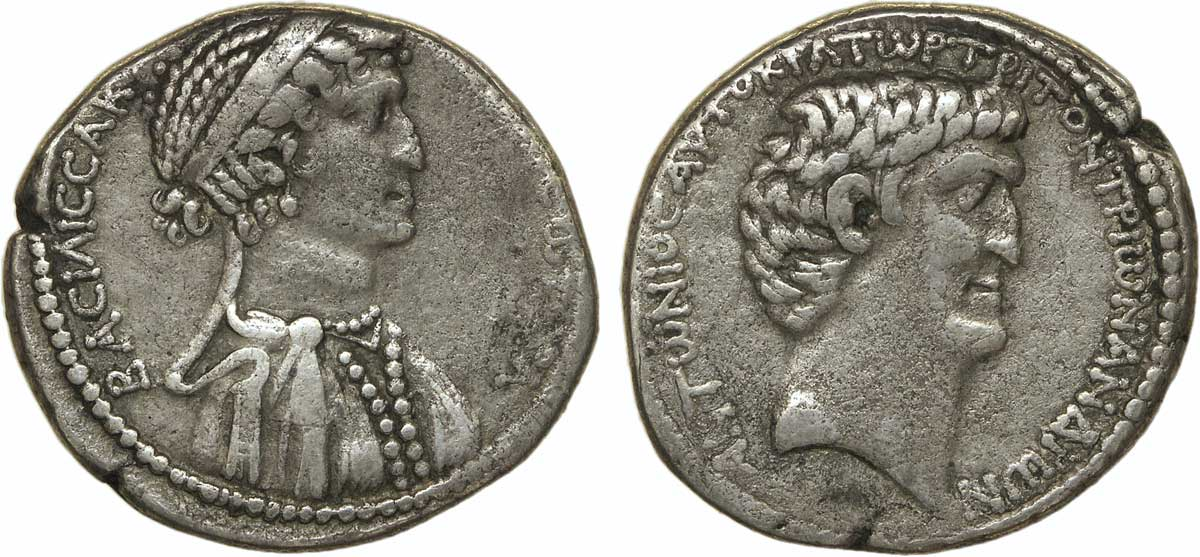
Denarius où figurent Cléopâtre et Marc Antoine.

Durant l'été 32 av. J.-C., Marc Antoine officialise son union avec Cléopâtre et répudie Octavie qui revient à Rome. Octavien en profite pour mettre en place une nouvelle campagne de propagande insinuant que Marc Antoine n'agit plus en Romain étant donné qu'il chasse son épouse romaine au profit d'une « maîtresse orientale »,. À la suite de ce dernier incident, qui met fin définitivement à toute chance de réconciliation entre les deux triumvirs, Octavien gagne le soutien de deux sénateurs importants, Lucius Munatius Plancus et Marcus Titius, dont les informations vont lui permettre de confirmer ses accusations envers Marc Antoine.

##### Guerre de propagande (32 av. J.-C.)
Octavien rend alors publiques les ambitions dynastiques de Marc Antoine se traduisant par la transformation des conquêtes romaines en Orient en royaumes destinés à ses fils et par la construction à Alexandrie d'une tombe monumentale qui accueillerait sa dépouille et celle de son épouse Cléopâtre,. À la fin de l'année 32 av. J.-C., le Sénat révoque officiellement les pouvoirs consulaires de Marc Antoine et déclare la guerre au royaume de Cléopâtre en Égypte,. Octavien utilise ensuite une ruse politique afin de paraître moins aristocratique que Marc Antoine et afin de faire passer ce dernier comme premier ennemi de la cause romaine. Pour ce faire, il proclame qu'il est prêt à mettre un terme à la guerre civile avant qu'elle n'éclate et qu'il est prêt à renoncer à sa fonction de triumvir, à la condition que Marc Antoine en fasse de même. Ce dernier refuse.
Octavien se place sous la protection d'Apollon, auquel il a dédié un temple, construit dans les limites de sa résidence sur le Palatin. En donnant de l'importance à ce culte, Octavien cherche à opposer les divinités du monde romain occidental, menées par Apollon, aux divinités orientales associées à son ennemi Marc Antoine, notamment Isis et Osiris (Cléopâtre ne s'habille plus qu'en déesse Isis depuis la cérémonie de la « donation d'Alexandrie »). C'est dans cette optique qu'il fait exclure, par l'intermédiaire d'Agrippa, les mages et charlatans de Rome, accusés de prophétiser la défaite de l'Occident face à l'Orient.
Pour gagner le soutien du peuple romain, Octavien lance également de grandes opérations édilitaires afin d'améliorer le confort quotidien des habitants de Rome. Il confie la responsabilité des travaux à Agrippa qui a exceptionnellement accepté la charge d'édile alors qu'il a déjà été élu consul quelques années plus tôt, ce qui constitue un retour en arrière dans le cursus honorum. L'ampleur des travaux est immense. Agrippa reprend en main la gestion des aqueducs et des égouts, lance de nouvelles constructions et organise de grands jeux afin de contenter le peuple. C'est durant les festivités que la propagande mise en place par Octavien se montre la plus efficace, grâce à des cadeaux et des slogans.

#### La campagne d'Actium (32-30 av. J.-C.)

##### Premières escarmouches (32-31 av. J.-C.)
À l'automne 32 av. J.-C., Octavien fait prêter serment de fidélité aux villes d'Italie et aux provinces d'Occident, un serment qui n'a pas été aussi spontané que veut le faire croire la propagande d'Octavien et qui n'a pas touché l'ensemble des villes puisque certaines, clientes de Marc Antoine, ont été exemptées. Au début de 31 av. J.-C., à la fin de l'hiver, alors que Marc Antoine et Cléopâtre se trouvent temporairement en Grèce, Octavien remporte une première victoire quand la flotte d'Agrippa parvient à faire traverser la mer Adriatique à ses troupes qui pénètrent en Épire. Tandis que la flotte d'Agrippa coupe les routes de réapprovisionnement du gros des forces de Marc Antoine et Cléopâtre, Octavien débarque sur le continent, à hauteur de Corcyre, et se dirige vers le sud. Piégés sur mer comme sur terre, des centaines de soldats de Marc Antoine désertent chaque jour pour rejoindre les rangs de l'armée adverse. Pendant ce temps, les troupes d'Octavien profitent de leur avantage sur le terrain pour préparer calmement la confrontation à venir,.

##### La bataille navale d'Actium (31 av. J.-C.)

Carte de la bataille d'Actium.

Sur terre, les forces en présence sont équilibrées mais Octavien refuse de s'engager dans la bataille de grande envergure où voudrait l'entraîner Marc Antoine. Finalement, dans une tentative désespérée de briser le blocus maritime imposé par Agrippa, la flotte de Marc Antoine atteint la baie d'Actium, sur la côte ouest de la Grèce. C'est là, le 2 septembre 31 av. J.-C., que Marc Antoine se décide à livrer une bataille navale. Bien qu'en supériorité numérique, la flotte d'Agrippa et de Caius Sosius disposant de moins de navires, la décision de Marc Antoine est étonnante car son avantage numérique ne compense pas une meilleure manœuvrabilité de l'ennemi qui a fait ses preuves face à Sextus Pompée et lors de la campagne en Dalmatie,. Il est possible que l'objectif de Marc Antoine fût de briser le blocus pour lui permettre de rejoindre l'Orient en bateau tandis que ses troupes au sol feraient retraite à travers la Grèce afin de déporter le conflit en un terrain plus à son avantage. La flotte de Marc Antoine est défaite mais il parvient à prendre la fuite grâce à l'intervention de la flotte de Cléopâtre qui attendait non loin,.
Octavien obtient la reddition du reste de la flotte de Marc Antoine encore présente dans le golfe, puis peu à peu de toute son armée car celle-ci ne comprend pas la fuite précipitée de son général et finit par se laisser convaincre par les offres des agents d'Octavien. Après avoir célébré la victoire en fondant une ville baptisée Nicopolis et un sanctuaire dédié à Apollon, Octavien se lance à la poursuite de Marc Antoine et Cléopâtre. Mais la gestion de la démobilisation des troupes, d'abord confiée à Mécène et Agrippa, menace de dégénérer en nouvelles mutineries. Au début de l'année 30 av. J.-C., Octavien revient précipitamment en Italie afin de satisfaire les exigences de ses vétérans.

##### La mort de Marc Antoine et Cléopâtre (30 av. J.-C.)
Après une nouvelle défaite devant Alexandrie le 1er août 30 av. J.-C., Marc Antoine et Cléopâtre se suicident. Ayant exploité à profit son statut d'héritier de César pour faciliter sa carrière politique, Octavien prend la mesure du danger qu'il y a à laisser en vie les héritiers de Marc Antoine, ces derniers pouvant un jour provoquer des troubles. Suivant le conseil d'Arius Didyme, philosophe stoïque et professeur d'Octavien, selon lequel « deux césars, c'est un de trop », Octavien ordonne l'exécution de Césarion, fils de Jules César et de Cléopâtre, ainsi que celle du fils aîné de Marc Antoine. Les autres enfants de Cléopâtre et Marc Antoine sont épargnés,. Pourtant, Octavien n'a montré que peu de pitié jusqu'à présent envers les ennemis qui se sont soumis, ce qui l'a rendu impopulaire aux yeux du peuple romain. C'est peut-être la volonté de regagner l'estime du peuple qui l'a décidé à pardonner à tant de ses ennemis après la bataille d'Actium.

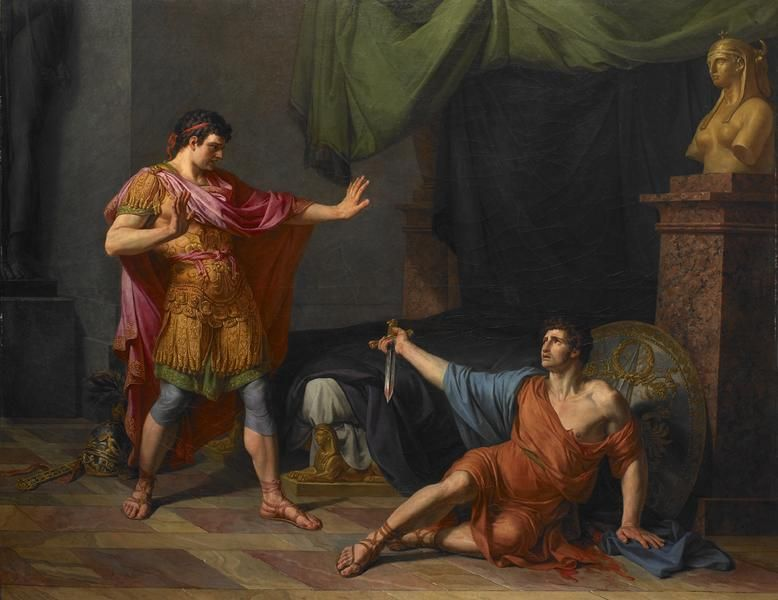
La mort d'Antoine, Anicet Charles Gabriel Lemonnier (1743-1824).
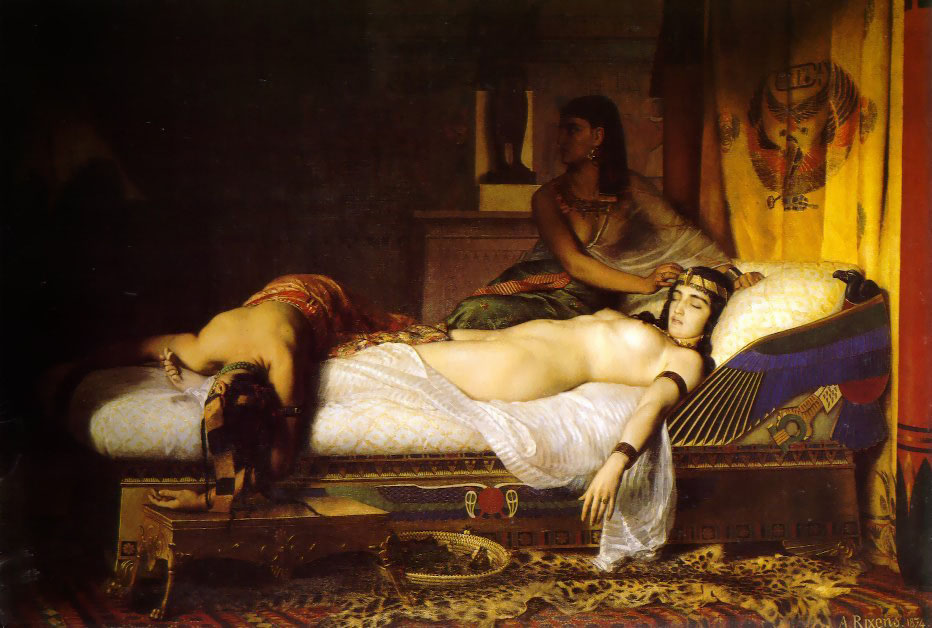
La mort de Cléopâtre, Jean-André Rixens, 1874.

### La transition vers le principat (29-27 av. J.-C.)

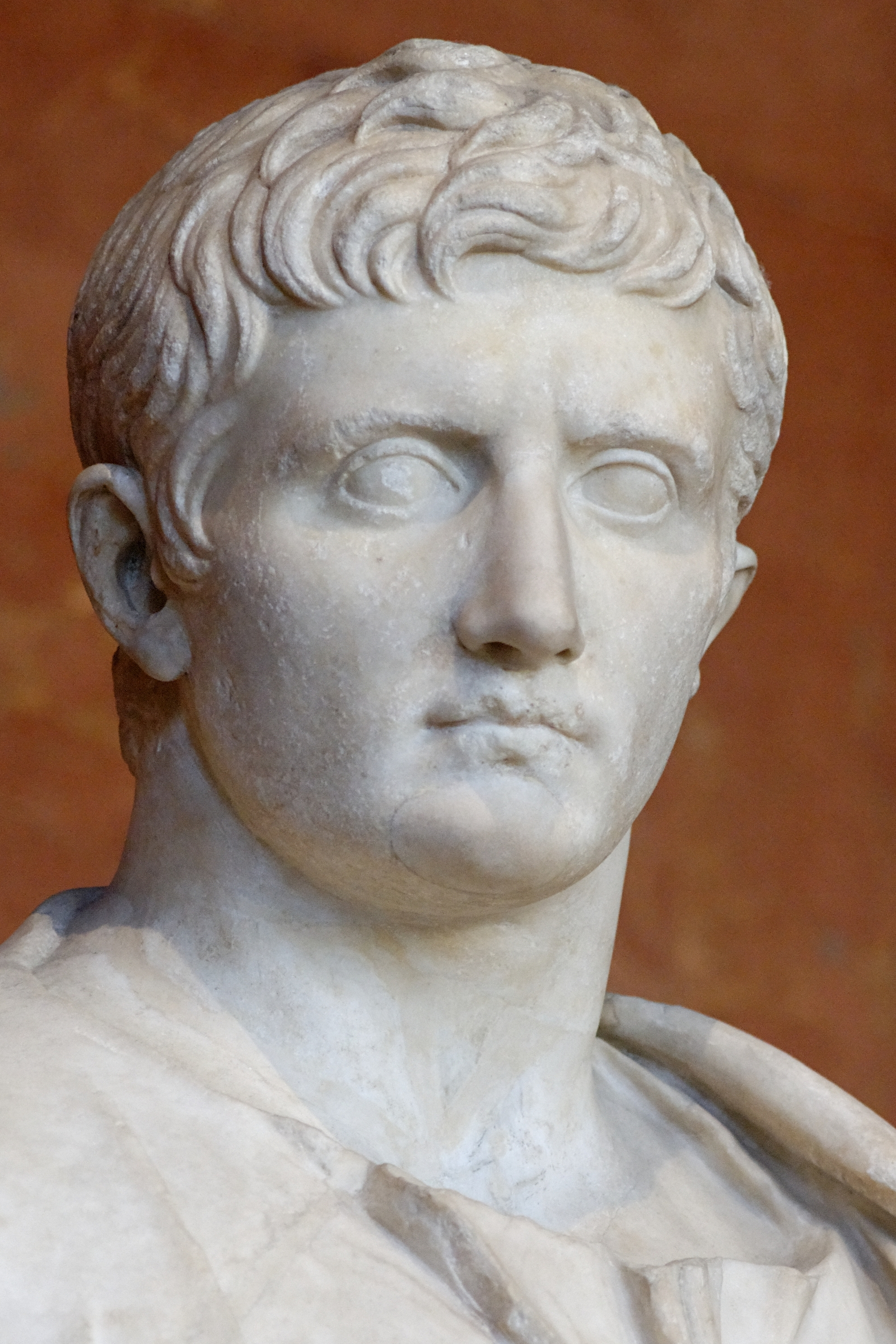
Portrait d'Auguste daté entre 30 et 20 av. J.-C., musée du Louvre.

#### Retour à Rome
Le 11 janvier 29 av. J.-C., Octavien met solennellement fin à la guerre contre Cléopâtre en refermant les portes du temple de Janus, respectant ainsi une tradition archaïque,. Le 16 avril, le Sénat décerne à Octavien le titre d'imperator sans limitation de durée et lui accorde la célébration d'un triple triomphe, respectivement pour ses victoires en Illyrie, à Actium et en Égypte. Le triomphe se déroule entre le 13 et le 15 août 29 av. J.-C. avec un éclat qui rappelle les plus grands triomphes romains, comme celui de Pompée en 61 av. J.-C. ou de César en 46 av. J.-C.,.

#### Octavien, restaurateur de la République
Depuis la bataille d'Actium et la défaite de Marc Antoine et Cléopâtre, Octavien se trouve en position de force, ce qui lui permet de prendre en main le gouvernement de l'ensemble des territoires sous domination romaine. Avec cette prise de pouvoir, Octavien prépare un changement de régime avec l'avènement du principat en essayant de conserver l'appui du Sénat et du peuple. Pour cela, il instaure une forme de régime original qui semble reposer sur une contradiction puisqu'il prend bien soin de maintenir toutes les traditions républicaines afin de ne pas être accusé d'aspirer à la royauté ou à la dictature tout en assumant un pouvoir personnel grandissant,.
Les années de guerres civiles ont laissé Rome affaiblie, dans un état proche de l'anarchie. Néanmoins, les institutions républicaines ne sont pas prêtes à accepter la prise de contrôle d'Octavien comme despote. Mais en même temps, Octavien ne peut relâcher son autorité et son emprise sur le pouvoir sans prendre le risque de déclencher une nouvelle guerre civile entre les généraux romains. À partir de cette période, l'objectif d'Octavien est de ramener la stabilité dans Rome et restaurer les droits traditionnels des citoyens romains, en diminuant la pression politique qui pèse sur les tribunaux et en organisant des élections libres, tout au moins en apparence. C'est ainsi qu'il présente lui-même son action politique, rejetant toute qualification monarchique mais assumant celle d'un restaurateur de la République à laquelle il aurait rendu sa « liberté ». Octavien dissimule ainsi sa prise de pouvoir en une restauration du régime républicain.
C'est dans cette optique qu'il restitue ses pouvoirs au peuple, qui se réunit en comices, en 28 av. J.-C. avec le droit d'élire annuellement les différents magistrats et celui de voter les lois. Octavien se sert alors du Sénat pour se faire investir légalement de nouveaux pouvoirs puis du peuple pour ratifier les décisions prises par le Sénat. Ce sont ces mêmes pouvoirs qui en retour lui permettent de garder le Sénat sous un contrôle toujours plus strict avec par exemple le droit de convoquer les sénateurs, de leur soumettre des questions en priorité, de diriger l'opération de renouvellement des sénateurs (lectio senatus) ou encore d'amender des senatus consulta.

#### Abolition du triumvirat et restauration du consulat
Le triumvirat s'achève légalement en 33 av. J.-C., mais le Sénat reconduit les pouvoirs d'Octavien faute de successeur désigné. Ce n'est qu'en 28 av. J.-C. qu'Octavien met officiellement fin à ses pouvoirs triumviraux. Il revêt de nouveau le consulat mais, cette fois-ci, il s'associe un collègue en la personne d'Agrippa, restaurant le principe de collégialité,. Cette décision hautement symbolique permet à Octavien d'affirmer sa volonté de rétablir les institutions républicaines et de redonner son antique pouvoir au Sénat et au peuple.
Durant son sixième et septième consulat, soit entre 28 et 27 av. J.-C., Octavien, qui conserve Agrippa pour collègue deux années de suite, se lance dans l'épuration du Sénat. L'objectif est de se débarrasser des sénateurs qu'il juge indignes de siéger et de ceux qui ont été nommés en guise de récompense. Nombreux sont, en effet, les sénateurs qui, profitant des troubles de la guerre civile, n'ont pas rempli les conditions requises pour entrer au Sénat, comme l'élection préalable à la questure qui marque le début du cursus honorum. Les mesures d'exclusion concernent pas loin de 200 sénateurs, ce qui permet à Octavien de diminuer les effectifs et de se rapprocher des six cents sénateurs réglementaires.

## Le Principat

### Première période (27-23 av. J.-C.)
1. Les nouveaux titres d'Auguste
  1. Augustus
  2. Princeps
  3. Imperator
  4. Caesar divi filius
2. Les pouvoirs d'Auguste
  1. Le contrôle de l'armée et des provinces
  2. Les ressources financières d'Auguste
3. Campagne contre les Cantabres (26-24 av. J.-C.)
4. Retour à Rome et problèmes de santé (24-23 av. J.-C.)

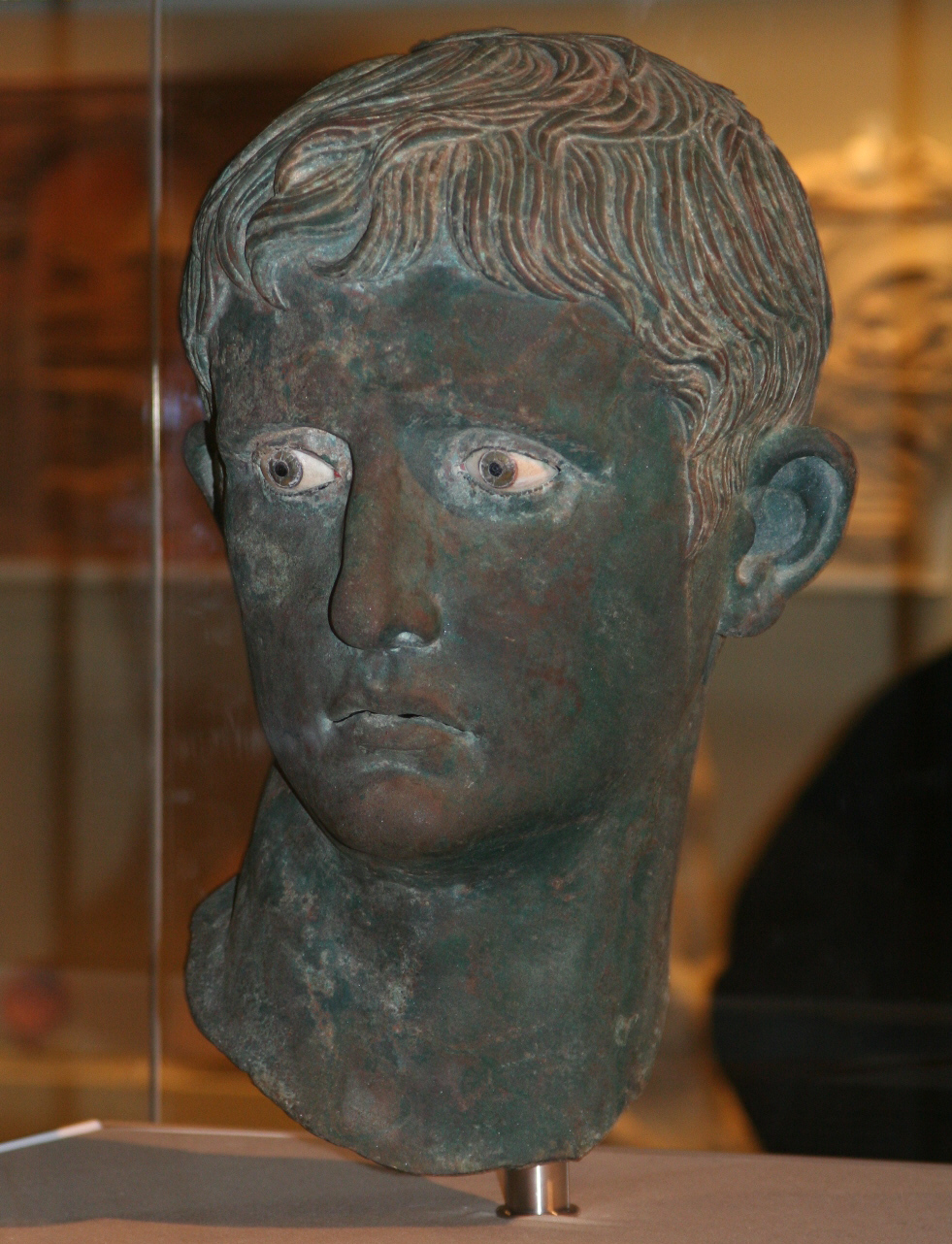
Buste en bronze d'Auguste, daté entre 27 et 25 av. J.-C., British Museum.

#### Les nouveaux titres d'Auguste

##### Augustus
Le 16 janvier 27 av. J.-C., au début de son consulat, le Sénat donne à Octavien les titres inédits d'Augustus et de Princeps,, lui conférant ainsi une autorité morale incontestable. Le titre Augustus, qui dérive du terme augere, peut être traduit littéralement par « le plus illustre ». Il s'agit d'un titre qui lui confère une autorité davantage religieuse que politique. Ce changement de nom lui permet de marquer la différence entre la période de terreur et de guerre civile qu'il a vécue sous le nom d'Octave ou Octavien et la nouvelle ère de paix qu'il instaure pour l'Empire, sous le nom d'Auguste.

##### Princeps
En ce qui concerne le titre de princeps, il dérive de l'expression latine primum caput qui signifie littéralement « la première tête ». Ce terme sert à l'origine à désigner le plus ancien ou le plus distingué des sénateurs et dont le nom est cité en premier à la tribune. Sous la République, princeps est devenu un titre honorifique donné à ceux qui ont bien servi l'État. Pompée, par exemple, a porté ce titre. Dans le cas d'Auguste, le fait que le Sénat lui décerne le titre de princeps, alors qu'il est déjà dans une position dominante avec de nombreux pouvoirs, donne à ce titre une signification quasi royale. En effet, pour les auteurs antiques, le titre de princeps va de concert avec la remise du pouvoir sur l'ensemble de l'État romain. Selon leur point de vue, Auguste est devenu par ses actes le premier des citoyens romains (primus inter pares), celui à qui incombe naturellement la responsabilité des affaires publiques.

##### Imperator
Dans la titulature d'Auguste apparaît le terme imperator, qui lui permet d'inscrire son action de façon permanente dans la tradition républicaine célébrant la victoire. Auguste obtient le droit d'utiliser la couronne civique en chêne (corona civica) comme ornement au-dessus de la porte de sa maison et les lauriers comme symbole,. La couronne est traditionnellement portée par un général romain lors d'un triomphe, maintenue au-dessus de la tête par un serviteur, permettant de rappeler au triomphateur que malgré ses exploits, il reste un mortel (memento mori). L'appropriation de ces deux symboles confère à Auguste une légitimité religieuse. En revanche, Auguste renonce à utiliser les autres insignes du pouvoir que portait Jules César comme le sceptre, le diadème ou la toge pourpre. Malgré tout, le Sénat fait placer dans la Curie un bouclier doré portant la mention virtus, pietas, clementia, iustitia, c'est-à-dire qu'il associe la personne d'Auguste aux valeurs essentielles des Romains : la vertu, la piété, la clémence et le sens de la justice,.

##### Caesar divi filius
Enfin, Auguste se qualifie lui-même comme Caesar divi filius. Avec ce titre, il insiste sur les liens familiaux qui l'unissent au dictateur déifié Jules César. Le mot Caesar qui a été jusqu'à présent utilisé comme cognomen par les membres de la gens Iulia change de nature et devient un nom dynastique utilisé par la nouvelle famille que va fonder Auguste.

#### Les pouvoirs d'Auguste
Lors de son consulat de 27 av. J.-C., Auguste fait en sorte de donner l'impression qu'il restitue au Sénat ses anciens pouvoirs et qu'il relâche son contrôle sur les provinces et l'armée romaines,. Mais dans les faits, durant son consulat, le Sénat ne dispose que d'un pouvoir limité. Il se contente d'initier de nouvelles législations en soumettant des projets de lois au débat. La somme des pouvoirs d'Auguste provient avant tout des pouvoirs de toutes les fonctions républicaines qu'il assume et qui lui ont été confiées progressivement par le Sénat et par le peuple,.

##### Le contrôle de l'armée et des provinces
Bien qu'Auguste n'ait plus en apparence un contrôle direct sur les provinces et l'armée, il bénéficie toujours de la loyauté des soldats en service ainsi que des vétérans. Son pouvoir repose donc pour une bonne part sur cette autorité militaire qui lui permet d'appuyer ses décisions étant donné sa capacité à recourir à la force armée. Cette capacité n'est pas mise en avant afin de ne pas passer pour un tyran. Ce contrôle indirect est validé officiellement par le Sénat lorsqu'il propose à Auguste de prendre en charge les provinces qui nécessitent d'être pacifiées. Ce dernier accepte d'assumer cette responsabilité pour une durée de dix ans,. Les provinces concernées sont celles qui ont été conquises récemment, comme l'Hispanie, la Gaule, la Syrie, la Cilicie, Chypre et l'Égypte.
Par conséquent, ce sont les provinces où stationnent la majorité des légions romaines, renforçant encore le pouvoir militaire d'Auguste,,.
Le Sénat conserve le contrôle de régions stratégiquement importantes, comme l'Afrique du Nord qui approvisionne Rome en blé, ou la Macédoine et l'Illyrie où stationnent plusieurs légions. Mais au total, le Sénat a sous ses ordres cinq à six légions, contre plus d'une vingtaine pour Auguste. Donc même si Auguste ne dispose pas d'un monopole sur les décisions politiques et militaires, qu'il partage avec les gouverneurs nommés par le Sénat, il demeure la figure politique la plus puissante du monde romain,.

##### Les ressources financières d'Auguste
Le reste de ses pouvoirs repose sur son immense fortune et sur une clientèle très nombreuse qu'il a réussi à réunir à travers tout l'Empire. La carrière de nombreux clients dépend de son patronage étant donné qu'il dispose d'un pouvoir financier inégalé dans la République romaine. Tous ses pouvoirs réunis forment la base de son auctoritas, qu'il assume pleinement comme la base de son action politique.
Auguste n'hésite pas à puiser dans sa fortune personnelle pour prendre en charge des travaux coûteux. Par exemple, en 20 av. J.-C., n'ayant pas réussi à convaincre suffisamment de sénateurs de participer aux frais de construction et d'entretien des routes en Italie, il décide de financer en partie les travaux. Ces gestes financiers sont portés à la connaissance du peuple afin de profiter à son image, par le biais des frappes de monnaie par exemple, comme en 16 av. J.-C., après un important don effectué au profit du trésor public, l'Ærarium saturni.

#### Campagne contre les Cantabres (26-24 av. J.-C.)

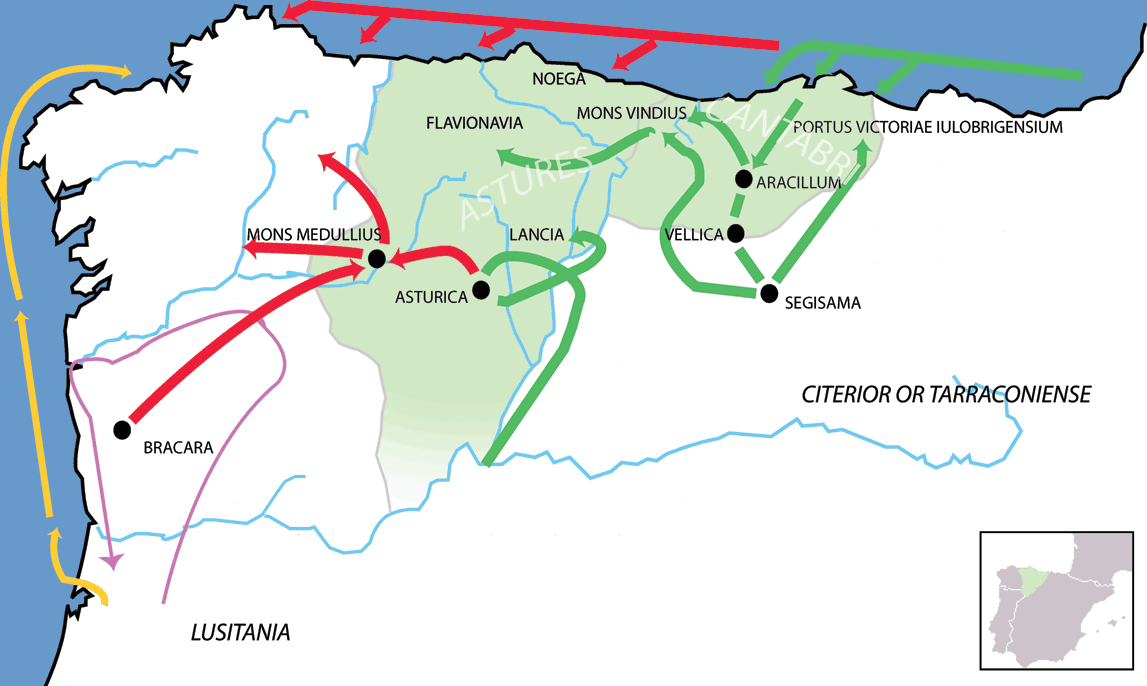
Campagnes romaines contre les Cantabres et les Astures :
Campagne de D. Junius Brutus Callaicus (139 à 137 av. J.-C.)
Expédition de César en 61 av. J.-C.
Campagne d'Auguste en 26 av. J.-C.
Campagne d'Auguste en 25 av. J.-C.

Avant de quitter Rome pour rejoindre la Gaule puis l'Hispanie et les légions de Caius Antistius Vetus et de Titus Statilius Taurus, Auguste prend quelques précautions afin de s'assurer de la bonne gestion de la ville en son absence. Il confie le gouvernement à Agrippa, consul en 27 av. J.-C., et à Mécène, et nomme Marcus Valerius Messalla Corvinus préfet de la Ville pour l'année 26 av. J.-C., ressuscitant ainsi une ancienne institution tombée en désuétude. Auguste se rend d'abord à Narbonne où il arrive durant l'été 27 av. J.-C., accompagné de Marcellus, de Tibère et de six légions. Avant de passer en Espagne, il fait ériger un trophée à Lugdunum Convenarum, célébrant les victoires romaines des légats Titus Statilius Taurus et Caius Calvisius Sabinus sur les peuples pyrénéens.
Arrivé à Tarraco en fin d'année 27 av. J.-C., il y inaugure son huitième consulat le 1er janvier 26 avec Titus Statilius Taurus pour collègue. Auguste prend alors la tête des opérations militaires dans la campagne contre les Cantabres. Le front très étendu des opérations, qui comprend une bonne part du quart nord-ouest de la péninsule Ibérique, contraint Auguste à diviser son armée en plusieurs colonnes. Celle dont il a pris le commandement se dirige d'abord vers le nord à partir de Segisama, vers le golfe du Lion.
La campagne ne se déroule pas comme prévu, les Romains devant faire face à un ennemi difficile à cerner et qui met en place une tactique de guérilla. Le fait de ne pas pouvoir engager de bataille sur un terrain accessible prive Auguste d'une victoire rapide sur les peuples montagnards. Les Cantabres se retranchent dans leurs places fortes en altitude et entrainent l'armée romaine dans une guerre de siège. En ce qui concerne le front contre les Astures, la progression de la colonne de Publius Carisius est plus rapide, les confrontations avec l'ennemi étant plus nombreuses et de plus grande ampleur.
À la fin de l'année 26 av. J.-C., Auguste, qui est tombé malade, installe ses quartiers d'hiver à Tarraco. La maladie l'empêche de reprendre la tête de son armée au début du printemps et il reste à Tarraco jusqu'à la fin de l'année 25 av. J.-C.. Pendant ce temps, les légats d'Auguste poursuivent les opérations militaires et obtiennent quelques succès qui poussent le chef des Cantabres, Corocotta, au suicide après la chute d'une de ses principales forteresses. Auguste fonde une nouvelle ville en Hispanie afin d'y installer ses vétérans, baptisée Colonia Iulia Augusta Emerita.

#### Retour à Rome et problèmes de santé (24-23 av. J.-C.)
De retour à Rome en 24 av. J.-C., Auguste peut constater l'évolution des travaux engagés depuis 33 av. J.-C. par Agrippa, surtout sur le Champ de Mars, un terrain facile à bâtir car situé en périphérie de la ville et peu urbanisé. Agrippa bénéficie de ressources considérables amassées lors de la proscription de 43 av. J.-C. et à l'issue de la guerre civile contre Marc Antoine. Sa fortune lui permet de mettre en place un véritable programme architectural mis au service de la gloire de l'empereur, ce que ce dernier ne peut se permettre de faire lui-même sans risquer de s'attirer l'hostilité du Sénat.
Au début de l'année 23 av. J.-C., l'état de santé d'Auguste s'aggrave, au point qu'il décide de remettre officiellement son sceau à Agrippa en présence de magistrats et des principaux sénateurs et chevaliers. La maladie d'Auguste inquiète son entourage qui se pose des questions sur la gestion de la succession de l'empereur. Mais Auguste semble vouloir maintenir délibérément une ambiguïté à ce sujet, ne prenant pas de position claire. Il a d'abord semblé accorder une place particulière à Marcellus qui a épousé sa fille Julie mais dans un même temps, lorsque sa santé décline, il partage les responsabilités entre Agrippa et son collègue au consulat Cnaeus Calpurnius Piso à qui il confie des documents officiels concernant la gestion de l'Empire,,. Peut-être persuadé d'être sur le point de mourir, Auguste aurait renoncé à mettre en place une succession dynastique et aurait jugé plus raisonnable de transmettre sa fortune et sa clientèle à Agrippa, un pouvoir considérable, tandis qu'il remettrait ses pouvoirs de prince au Sénat et au peuple.
Contre toute attente, Auguste parvient à se rétablir d'une hépatite virale, grâce en partie à son médecin personnel Antonius Musa qui est récompensé pour ses loyaux services. Le rétablissement d'Auguste rend caduques les dispositions précédentes mais les tensions autour de la question de la succession demeurent très vives, surtout dans son entourage proche,,.

### Deuxième période (23av. J.-C.- 14apr. J.-C.)
1. Obtention de la puissance tribunitienne (23 av. J.-C.)
2. Succession de crises (23-22 av. J.-C.)
3. Premières oppositions au régime (22 av. J.-C.)
  1. Procès de Marcus Primus
  2. Conjuration de Fannius Caepio
4. Voyage en Orient (22-19 av. J.-C.)
  1. Réorganisation de la frontière orientale (22-20 av. J.-C.)
  2. Restitution des enseignes de Crassus (20 av. J.-C.)
  3. Retour à Rome (20-19 av. J.-C.)
5. En Gaule (16-13 av. J.-C.)
6. Campagne d'Illyrie (13-9 av. J.-C.)
7. Invasion de la Germanie (12 av. J.-C. - 9 ap. J.-C.)

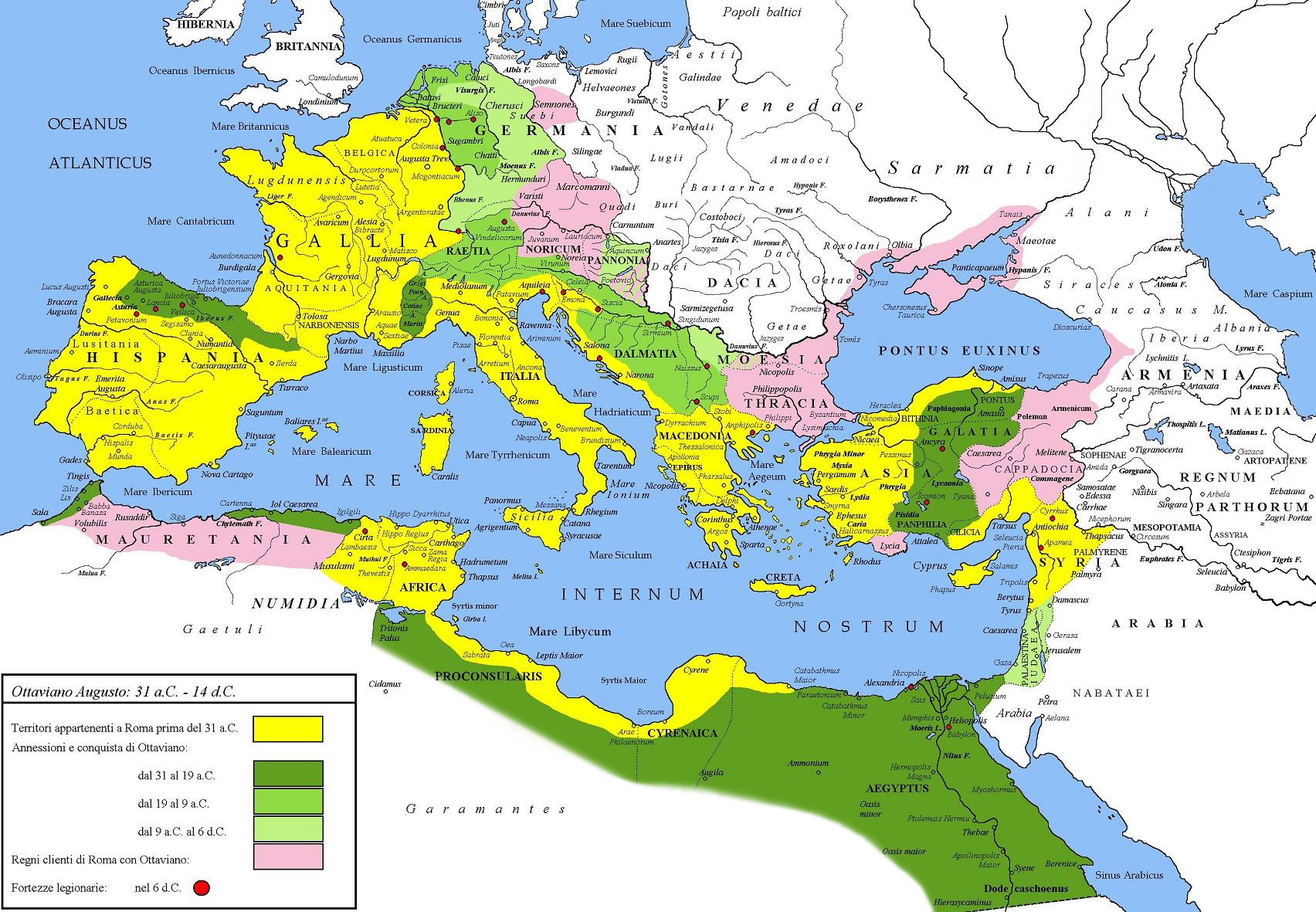
L'Empire romain sous Auguste, avec les territoires annexés entre 31 av. J.-C. et 6 apr. J.-C.

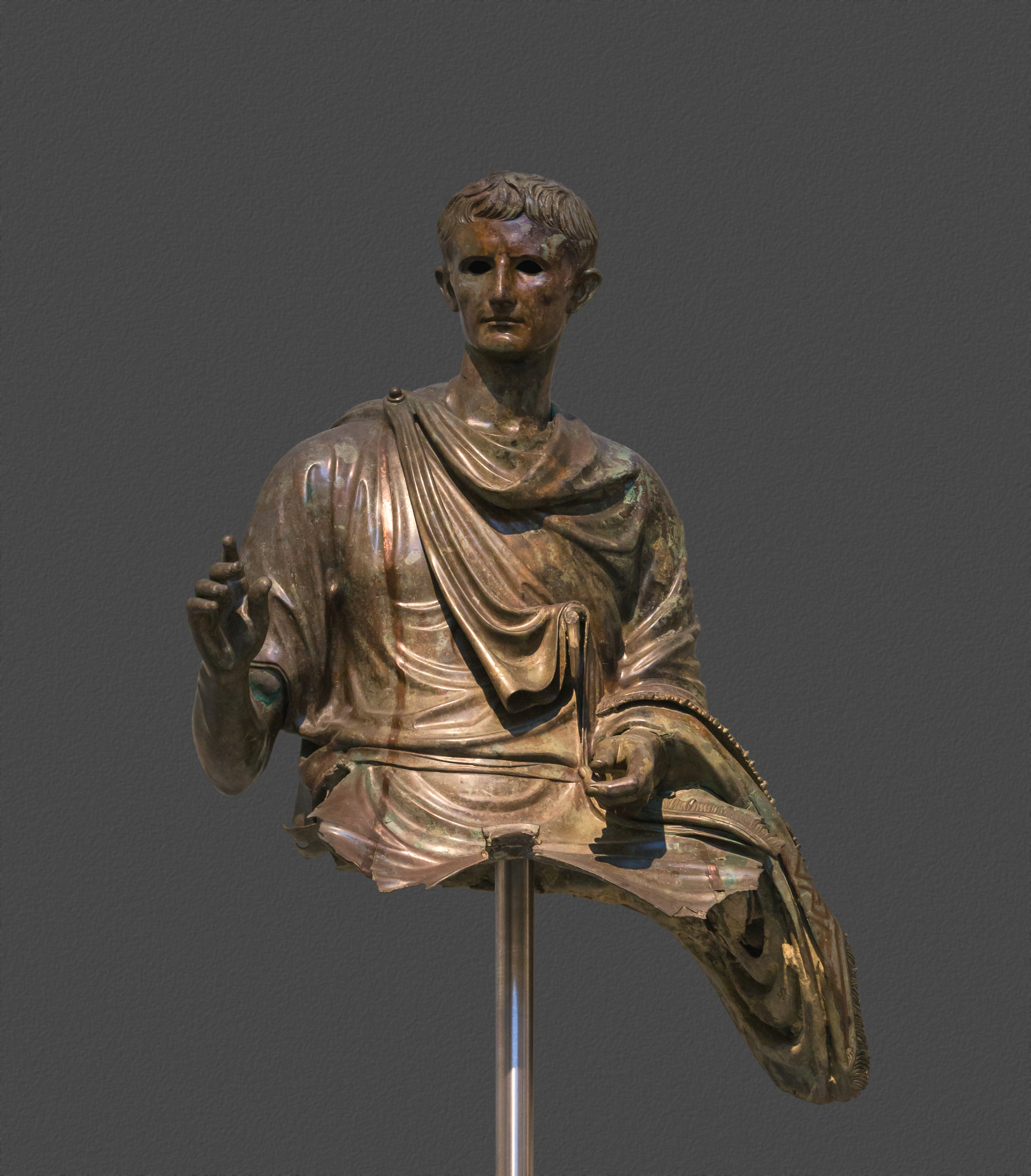
Fragment en bronze d'une statue équestre d'Auguste, Musée national archéologique d'Athènes, Grèce.

8. Travaux à Rome

#### Obtention de la puissance tribunitienne (23av. J.-C.)
Pour démontrer sa volonté de rendre ses pouvoirs aux institutions républicaines et parce que sa prise de contrôle du gouvernement est devenue trop évidente, Auguste renonce au consulat, après l'avoir occupé huit années consécutives, parfois sans collègue. Il permet ainsi à davantage de sénateurs de pouvoir viser cet honneur suprême,,.
Ayant renoncé au consulat et à l'imperium associé, Auguste perd le pouvoir de convoquer le Sénat et le peuple. Or il est capital pour lui de conserver un tel pouvoir s'il veut être en mesure d'atteindre ses objectifs de réformes institutionnelles. Pour pallier ce problème, le 26 juin 23 av. J.-C., Auguste parvient à se faire conférer une puissance tribunitienne, c'est-à-dire l'équivalent des pouvoirs d'un tribun de la plèbe. Même si Auguste est de rang patricien, ce qui théoriquement l'empêche d'être élu tribun de la plèbe, il bénéficie déjà de leur statut sacrosaint depuis 36 av. J.-C. et semble avoir obtenu le droit de recevoir l'appel de citoyens depuis 30 av. J.-C. Les dernières attributions des tribuns de la plèbe qui lui sont accordées en 27 av. J.-C. renforcent ses pouvoirs dans le domaine civil et viennent compléter l'imperium militaire dont il dispose dans les provinces impériales. Ces nouvelles prérogatives lui sont accordées après avis du Sénat et vote des comices, dans le respect des traditions républicaines.

#### Succession de crises (23-22 av. J.-C.)
À la fin de l'année 23 av. J.-C., une série d'évènements funestes provoque des troubles à Rome parmi la population. En septembre ou octobre, Marcellus décède brutalement, peut-être touché par l'épidémie de peste qui sévit en Italie. Dans le même temps, Rome connaît d'importantes inondations qui détruisent une partie de l'approvisionnement en blé. La disette qui s'ensuit pousse le peuple à l'émeute. Ce dernier imagine un lien de cause à effet entre ces différentes catastrophes naturelles et le fait qu'Auguste ait abdiqué du consulat au début de l'année. Sous la pression populaire, le Sénat semble prêt à réinstituer la dictature pour redresser la situation. Auguste, qui ne souhaite pas suivre l'exemple de son père adoptif Jules César, refuse néanmoins le titre de dictateur, même s'il doit ne le porter que de façon temporaire, mais accepte de prendre en charge le ravitaillement de Rome.

#### Premières oppositions au régime (22 av. J.-C.)

##### Procès de Marcus Primus
Au début de l'année 22 av. J.-C., un procès est intenté à Marcus Primus, gouverneur de la Macédoine, pour s'être engagé sans l'aval du Sénat dans une guerre contre le royaume des Odryses en Thrace, alors que son roi est un allié de Rome. Marcus Primus est défendu par Lucius Licinius Varro Murena qui va profiter de ce procès pour s'attaquer à Auguste. En effet, Murena affirme devant le tribunal que son client a reçu des instructions précises émanant d'Auguste lui ordonnant d'attaquer le royaume client des Odryses,.
Avant 23 av. J.-C. et l'obtention de nouveaux pouvoirs, si Auguste s'était permis de donner des ordres à un gouverneur d'une province sénatoriale sans en référer au Sénat, cela constituerait une grave atteinte au respect des prérogatives sénatoriales. Si c'était avéré, il serait permis de douter de la bonne volonté d'Auguste quand il affirme vouloir restaurer la République. Et même si Marcus Primus se rétracte finalement et déclare que les ordres provenaient de Marcellus, récemment décédé, l'accusation portée contre Auguste paraît suffisamment sérieuse à ce dernier pour le décider à témoigner devant le tribunal, d'autant plus que l'implication de Marcellus pourrait aggraver les choses en prouvant qu'Auguste a mis en place un véritable régime monarchique et dynastique, déléguant des tâches aussi importantes à son héritier. Auguste se présente donc devant le tribunal, en qualité de témoin, et réfute toutes les accusations portées contre lui. Murena poursuit pourtant son attaque et demande alors à Auguste de s'expliquer sur son intervention durant le procès sans y avoir été invité, l'accusant d'user de son auctoritas. Si Auguste se défend en invoquant l'intérêt public,,, l'attaque de Murena porte toutefois ses fruits et plusieurs jurés votent l'acquittement de Marcus Primus, pourtant reconnu coupable, mettant ainsi en doute la parole d'Auguste,.

##### Conjuration de Fannius Caepio
Le premier camouflet subi lors du procès de Marcus Primus, certes aux conséquences limitées pour Auguste, est un signe qu'il ne fait pas l'unanimité auprès des sénateurs et qu'une opposition sérieuse pourrait voir le jour. Peu après, le 1er septembre 22 av. J.-C., un certain Castricius fournit des informations à Auguste au sujet d'une conspiration menée par Fannius Caepio et dirigée contre lui. Murena est cité parmi les complices de Caepio. Les conspirateurs sont jugés coupables en leur absence, étant parvenus à prendre la fuite, mais le verdict, donné durant un procès où Tibère a pris le rôle d'accusateur, n'a pas été voté à l'unanimité,.
Condamnés à mort, tous les accusés sont exécutés au fur et à mesure de leur capture, sans que leur soit laissée l'opportunité de préparer leur défense. Auguste veille toutefois à ce que les apparences républicaines soient préservées dans cette affaire et une partie des évènements est passée sous silence. Ces deux procès politiques rapprochés dans le temps mettent à mal l'autorité d'Auguste et montrent que sa volonté affichée de restaurer la République n'a pas suffi à convaincre des sénateurs hostiles à l'accumulation de ses pouvoirs. Auguste décide alors de réformer le système judiciaire en supprimant le vote secret des jurés et en imposant d'obtenir l'unanimité avant de prononcer une peine capitale. Ainsi, il devenait plus dangereux de manifester son opposition à la sentence prononcée durant un procès, accroissant le contrôle de l'empereur sur le fonctionnement des tribunaux.

#### Voyage en Orient (22-19 av. J.-C.)

##### Réorganisation de la frontière orientale (22-20 av. J.-C.)
Auguste quitte Rome avec son épouse Livie pour rejoindre Agrippa, parti inspecter les provinces d'Orient depuis juillet 23 av. J.-C.. Il séjourne d'abord en Sicile où il profite de son passage pour s'assurer la stabilité politique de l'île, durement touchée par les guerres civiles. C'est durant son séjour sur l'île qu'il décide de remarier sa fille à Agrippa qui fait le déplacement depuis une province en Orient pour la célébration du mariage à Rome.
Auguste quitte ensuite la Sicile et se rend en Grèce, à Sparte, avant de s'embarquer pour Samos où il passe l'hiver. Au printemps 20 av. J.-C., Auguste inspecte les provinces d'Asie et de Bithynie puis se rend en Syrie. Il retire le statut de cité libre aux villes de Cyzique, Tyr et Sidon en représailles de troubles dirigés contre des citoyens romains. Auguste s'est rendu en Orient afin de reprendre en main la gestion de la frontière orientale dont l'organisation n'a pas été modifiée depuis le passage de Marc Antoine et la création de plusieurs protectorats.
En 20 av. J.-C., une révolte éclate en Arménie, donnant l'occasion à Auguste de remporter ses premiers succès en politique étrangère. Le roi Artaxias est renversé au profit de son frère Tigrane, monarque romanisé puisqu'il a vécu dix années à Rome. Ce dernier bénéficie du soutien d'Auguste qui envoie Tibère à la tête d'une armée pour chasser Artaxias. Tibère remplit sa mission avec succès et couronne lui-même le nouveau roi d'Arménie.

##### Restitution des enseignes de Crassus (20av. J.-C.)
La démonstration de force d'Auguste et Tibère semble avoir impressionné Phraatès, ancien allié d'Artaxias. Le 12 mai 20 av. J.-C., en signe de bonne volonté envers le pouvoir romain, Phraatès décide de restituer les enseignes et les soldats capturés lors de la bataille de Carrhes en 53 av. J.-C., ainsi que les enseignes et étendards perdus par Lucius Decidius Saxa en 40 et par Oppius Statianus en 36 av. J.-C..
Auguste remporte ainsi sa principale victoire diplomatique, sans qu'aucun combat ne soit livré. L'empereur va habilement exploiter les dimensions symbolique et religieuse de ce succès, lui permettant d'asseoir définitivement la légitimité de sa position de maître du monde romain. Sur ordre du Sénat, on élève à Rome un arc de triomphe sur le Forum pour célébrer l'évènement et un temple dédié à Mars Ultor (« Mars vengeur ») sur le Capitole pour recevoir les enseignes restituées (Partha Tropaea). Ce temple, construit sur le modèle du temple de Jupiter Férétrien, permet à Auguste de se réapproprier la tradition des spolia opima qui remonte à Romulus, avec l'image duquel il renforce ses liens.

##### Retour à Rome (20-19 av. J.-C.)

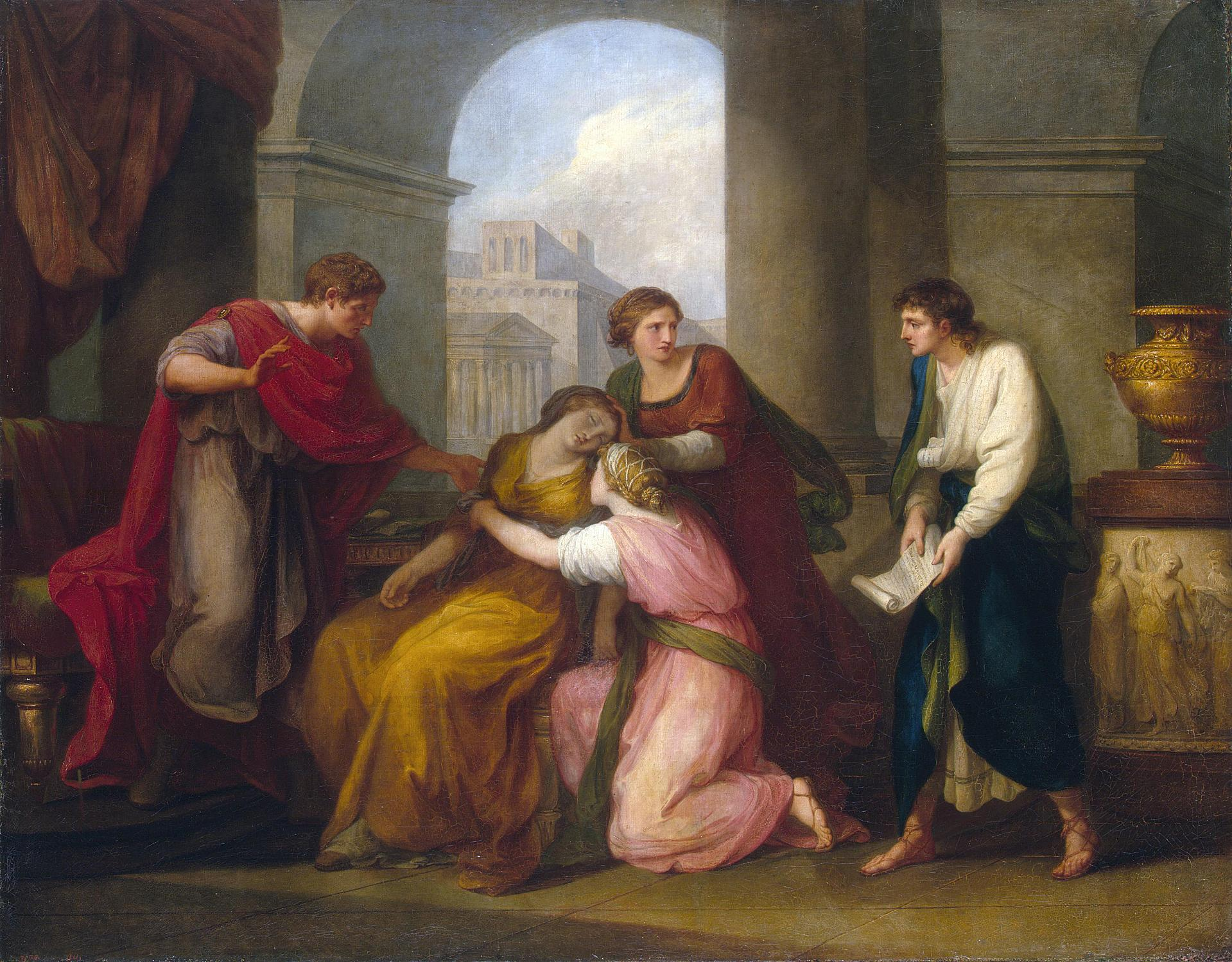
Virgile lisant l'Enéide
à Auguste et Octavie,
Angelica Kauffmann, 1788
Musée de l'Ermitage, Saint-Pétersbourg.

Auguste entame ensuite son voyage de retour vers Rome. Il apprend la naissance de son premier petit-fils Caius, fils d'Agrippa et Julie, en arrivant à Samos où il passe l'hiver. Virgile, qui accompagne Auguste dans son voyage, décède sur le trajet du retour, entre la Grèce et l'Italie, porteur du manuscrit de l'Énéide. Contrairement au souhait du poète mourant, l'œuvre n'est pas détruite mais récupérée par Auguste dont elle sert les intérêts. Auguste refuse le triomphe que lui décerne le Sénat et préfère rentrer dans Rome en toute discrétion le 12 octobre 19 av. J.-C., la situation étant trop tendue dans la ville. Malgré l'absence de cérémonie triomphale, le Sénat dédie à Auguste un autel à Fortuna Redux, la fortune « qui veille au bon retour » afin de célébrer la fin du voyage oriental du prince.

#### En Gaule (16-13 av. J.-C.)
Auguste passe les trois années suivantes en Gaule, jusqu'en 13 av. J.-C., pour organiser l'administration des provinces gauloises,.

#### Campagne d'Illyrie (13-9 av. J.-C.)
En 14 av. J.-C., Auguste envoie Marcus Vinicius en qualité de légat impérial sur le front illyrien pour mettre un terme aux rébellions continuelles des peuples des environs d'Emona et Siscia. Ce dernier cherche à soumettre les populations pannoniennes vivant entre les cours de la Drave (au Nord) et de la Save (au Sud).
L'année suivante, après une visite d'Auguste à Aquilée destinée à planifier l'occupation de l'Illyrie, Marcus Vinicius est envoyé en Macédoine, tandis que le gendre et ami de l'empereur, Agrippa, se voit confier le secteur de l'Illyrie, avec « une autorité supérieure à celle de tout général commandant n'importe en quel lieu hors de l'Italie ».

#### Invasion de la Germanie (12 av. J.-C. - 9 ap. J.-C.)
Auguste, revenant en Gaule en 16 av. J.-C. accompagné de son fils adoptif Tibère, estima venu le moment d'annexer la Germanie, comme l'avait fait son père adoptif Jules César avec la Gaule. Il désirait repousser les limites de l'Empire romain plus à l'est, du Rhin jusqu'à l'Elbe.
Les motivations étaient plus de nature stratégique qu'économique ou commerciale : il s'agissait d'un territoire marécageux et couvert de forêts. L'Elbe aurait considérablement réduit les frontières impériales, permettant une meilleure distribution et économie des forces le long de leur tracé. Cela impliquait d'opérer en parallèle depuis un front sud, pour porter les frontières de l'Illyrie au cours moyen du Danube.
Ainsi, après la mort d'Agrippa, le commandement des opérations fut confié au second beau fils de l'empereur, Drusus, né de son épouse Livie. Il lui revenait la tâche de soumettre la population de la Germanie tout entière.

#### Travaux à Rome

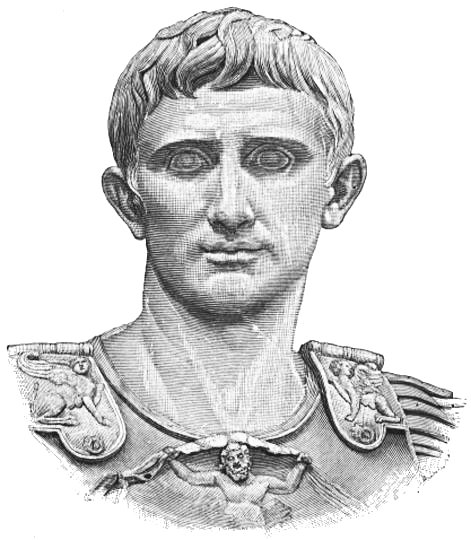
Portrait de l'empereur Auguste.

Auguste se vante, par une formule célèbre, d'avoir « trouvé une Rome de briques, et laissé une Rome de marbre ».
Sous le principat d'Auguste, Rome est divisée en 14 « régions ». Des travaux sont entrepris pour stabiliser les rives du Tibre. Afin de lutter contre les incendies, assez fréquents dans la capitale, un corps de vigiles est instauré. De nouveaux aqueducs sont construits.
Entre autres travaux publics, Auguste fait construire le forum d'Auguste. Il modifie l'aspect du vieux forum républicain dans un sens plus dynastique, en y reconstruisant la Curie (Curia Julia), en y apposant le milliaire d'or censé marquer le départ de toutes les routes principales de l'empire, et en y terminant la basilique Julia ou encore le temple du divin Jules à l'emplacement où a été brûlé le corps de son père adoptif César, désormais divinisé.

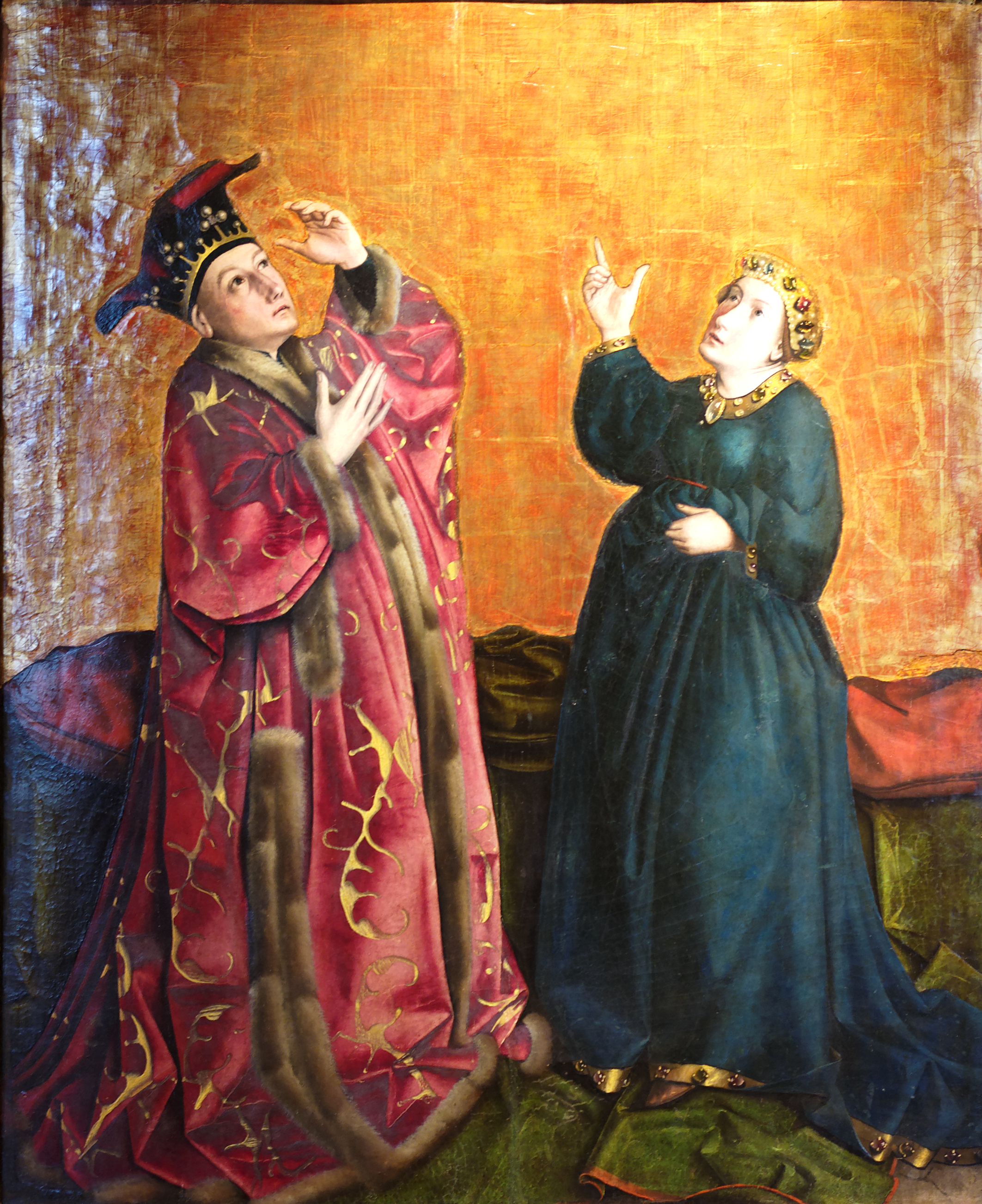
L'Empereur Auguste et la sibylle de Tibur. Konrad Witz, c. 1435.

L'empereur veille aussi à la bonne marche de la religion en construisant ou en rénovant environ 80 sanctuaires, dont le temple de Mars vengeur et le temple de Jupiter Tonnant au Capitole. Auguste fait également restaurer une statue étrusque d'Apollon.
Une partie de sa propre maison au Palatin, qui a été touchée par la foudre, est transformée en temple d'Apollon Palatin, renforçant le caractère sacré de la demeure et de la personne du maître de Rome. Il ajoute au temple d'Apollon des portiques et une bibliothèque grecque et latine, et y fait transférer les Livres Sibyllins et un foyer dédié à Vesta. Auguste ne se fait jamais bâtir de palais, affectant un train de vie sobre dans cette maison très simple du Palatin, jadis habitée par l'orateur Quintus Hortensius Hortalus. Mais c'est bien à partir de son règne que le Palatin devient la colline de l'empereur, ouvrant la voie aux constructions de plus en plus grandioses de ses successeurs, notamment Tibère, Caligula, Domitien et les Sévères.
Auguste fait également reconstruire la basilique Julia qui a été incendiée. Elle est dédiée à ses fils adoptifs Lucius et Caius. En l'honneur de son épouse Livie, Auguste fait construire, entre 15 et 7 av. J.-C., à la limite du quartier populaire de Subure, le « portique de Livie », proche de l'Esquilin, au centre duquel se trouvait le petit temple de la Concordia Augusta.
En 13 av. J.-C., alors qu'il revient d'Hispanie et de Gaule après trois ans d'absence, pendant lesquels il a mené des opérations de pacification et organisé les provinces du sud de la Gaule, il fait construire à Rome, sur le Champ de Mars, un monument afin de célébrer la paix qui règne désormais sur les territoires romains : l'Ara Pacis, l'« Autel de la Paix ». La dédicace, c'est-à-dire la cérémonie de consécration solennelle aux dieux qui marque le début du fonctionnement de l'édifice, n'aura lieu que plus tard, en 9 av. J.-C. La date a son importance car c'est le jour de l'anniversaire de l'épouse d'Auguste, Livie : l'aspect dynastique s'en trouve nettement souligné.
Il fait encore exécuter d'autres travaux sous d'autres noms, sous ceux de ses petits-fils, de sa femme et de sa sœur, tels le portique et la basilique de Caius et de Lucius, le portique de Livie et celui d'Octavie, ainsi que le théâtre de Marcellus.
C'est d'après ses exhortations que Marcius Philippus érige le temple de l'Hercule des Muses ; Lucius Cornificius, le Temple de Diane ; Asinius Pollion, le vestibule de la Liberté ; Lucius Munatius Plancus, le temple de Saturne ; Cornelius Balbus, le théâtre de Balbus ; Statilius Taurus, l'amphithéâtre de Statilius Taurus ; Marcus Vipsanius Agrippa, de nombreux édifices dont les thermes d'Agrippa et le premier Panthéon de Rome. Après son règne, les grands travaux d'urbanisme deviennent l'apanage de la famille impériale.
Sur le Forum Romain, deux arcs de triomphe célèbrent les victoires du prince. Il ne reste que la base de l'un d'eux.

### Le problème de la succession
Les problèmes liés à la succession d'Auguste deviennent une priorité d'ordre public lorsqu'il tombe gravement malade en 23 av. J.-C. Pour assurer la stabilité de son régime, Auguste doit désigner et imposer un héritier légitime aux yeux de tous afin d'éviter de faire surgir chez les sénateurs la crainte d'un retour à la monarchie. Ainsi, l'héritier ne peut être choisi qu'en fonction de ses mérites.

#### Marcellus

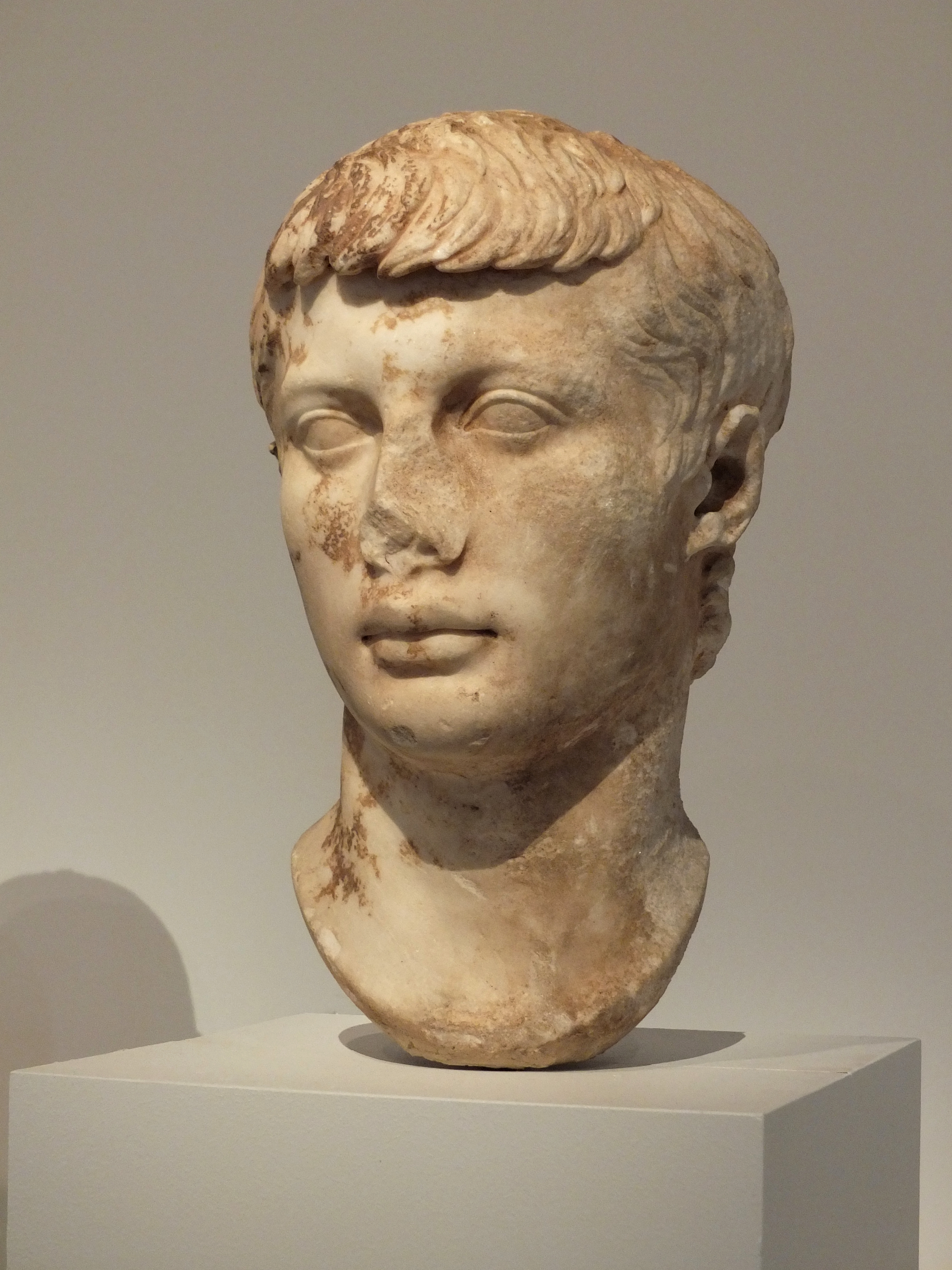
Buste de Marcellus.

Pour certains historiens spécialistes de l'époque augustéenne, le choix d'Auguste s'est d'abord porté sur son neveu Marcellus, le fils de sa sœur Octavie, qui a rapidement été marié à la fille d'Auguste, Julia l'Aînée,. Ce choix semble être contredit lors de la lecture en public des volontés d'Auguste devant le Sénat en 23 av. J.-C., à la suite de sa grave maladie. Les dispositions prises alors semblent indiquer une préférence pour Agrippa. Ce dernier est en quelque sorte le bras droit d'Auguste et le seul qui paraît en mesure de conserver le contrôle des légions et de prendre en charge la gestion de l'Empire, à un moment où personne ne songe à la disparition éventuelle de l'empereur. Si Auguste se tourne plutôt vers Agrippa à cet instant, c'est certainement parce qu'il considère que Marcellus est encore trop jeune et inexpérimenté. Auguste a peut-être vu en Agrippa le régent nécessaire à la transition entre lui et son neveu, sa fortune et ses relations lui permettant de maintenir une certaine stabilité politique. Le rétablissement d'Auguste éloigne finalement l'échéance de la succession mais cette crise éphémère a mis en lumière de sérieuses tensions entre les proches de l'empereur. En mettant en avant Marcellus, Auguste a pris le risque de s'aliéner trois de ses principaux soutiens, Agrippa, Mécène et Livie. Finalement, c'est Marcellus qui est écarté, produisant chez lui et son épouse Julie un certain ressentiment.
À la fin de 23 av. J.-C., la mort brutale de Marcellus remet tout en cause, au point que les contemporains ont pu soupçonner Livie d'avoir orchestré la mort du jeune héritier afin de mettre en avant ses propres enfants Drusus et Tibère. La véracité de ces accusations n'a jamais été démontrée et rien n'exclut que Marcellus soit décédé de mort naturelle. Son statut d'héritier est finalement assumé par Auguste lorsqu'il décide de l'inhumer dans le mausolée qu'il a fait construire sur le Champ de Mars.

#### Agrippa

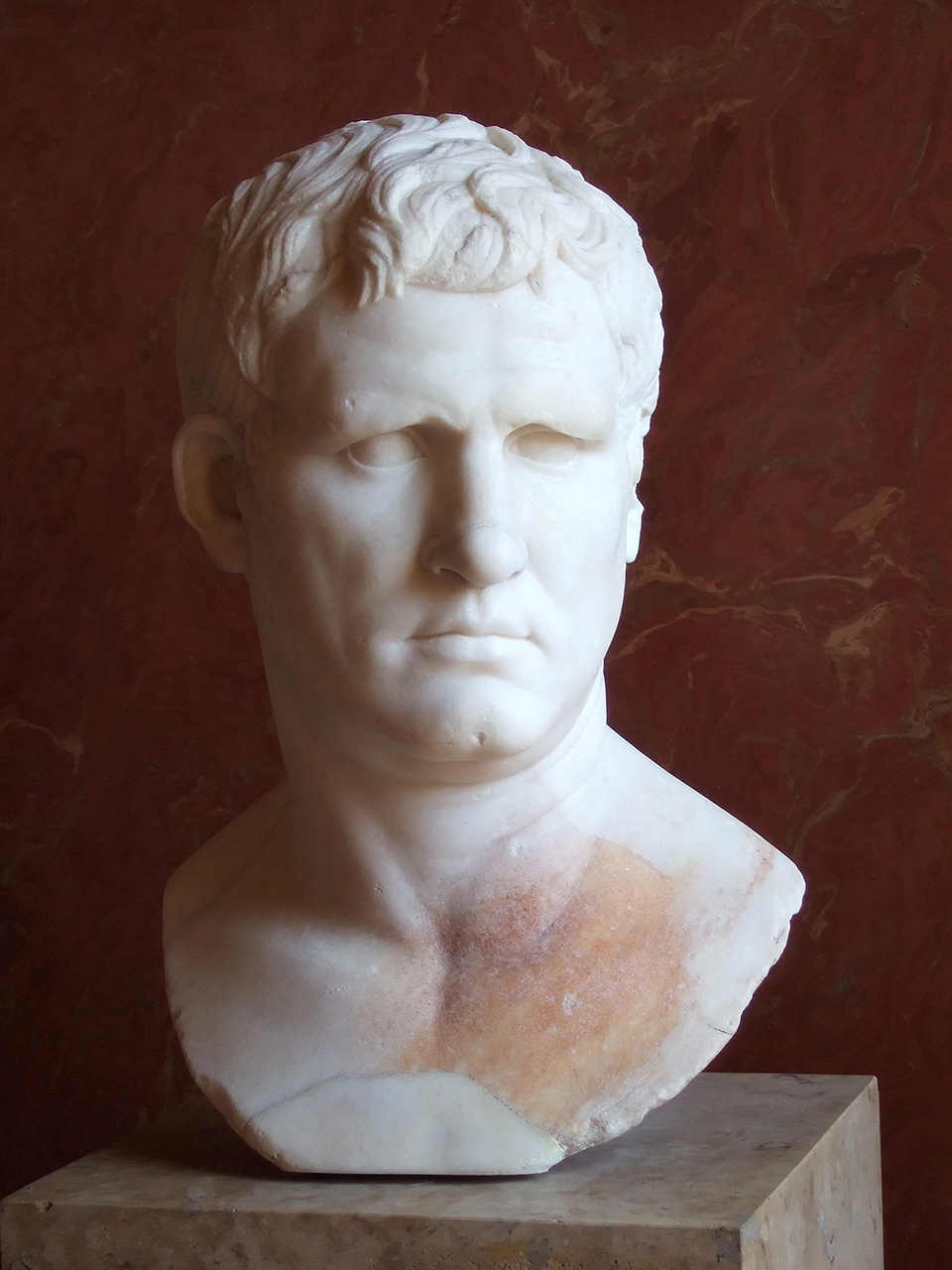
Buste d'Agrippa.

Après la mort de Marcellus en 23 av. J.-C., Auguste organise le mariage de sa fille Julia l'Aînée, veuve de Marcellus, avec Agrippa. De cette union naissent cinq enfants, trois garçons et deux filles : Caius Caesar, Lucius Caesar, Julia Vipsania, Agrippine l'Aînée et Agrippa Postumus. Ce dernier doit son nom au fait qu'il soit né après la mort de son père. Peu après le mariage, Agrippa est envoyé en Orient pour une mission de cinq ans avec l'imperium d'un proconsul et la tribunicia potestas, à l'égal d'Auguste dont l'autorité n'est néanmoins pas remise en cause. Agrippa s'installe à Samos, dans la partie orientale de la mer Égée,. Si cette décision d'Auguste peut être comprise comme le souhait de faire d'Agrippa son héritier, il s'agit surtout d'une mesure permettant de contenter ses amis césariens en autorisant l'un d'eux à partager une partie de ses pouvoirs sur l'Empire.

#### Caius et Lucius Caesar
|                                      |  |  |
| Bustes de Caius et de Lucius Caesar. |  |  |

La volonté d'Auguste de faire de Caius et Lucius Caesar ses héritiers est rendue publique lorsqu'il en fait ses fils adoptifs. Il prend le consulat en 5 et 2 av. J.-C. afin de superviser personnellement l'avancement de leurs carrières politiques. À cette occasion, il les fait nommer consuls pour les années 1 et 4 apr. J.-C.. Les faveurs d'Auguste profitent également aux enfants du premier mariage de Livie, Drusus et Tibère, auxquels il confie des commandements militaires et des magistratures publiques, avec une préférence pour Drusus. Après la mort d'Agrippa en 12 av. J.-C., Tibère est sommé de divorcer de Vipsania pour épouser la veuve d'Agrippa et fille d'Auguste, Julia. Le mariage est célébré dès la fin de la durée traditionnelle du deuil. Auguste donne sa fille en mariage à Tibère et non à Drusus car il ne souhaite pas briser le mariage de ce dernier avec Antonia Minor, alors que Vipsania, épouse de Tibère, n'est que la fille du premier mariage d'Agrippa.
Tibère partage les pouvoirs tribunitiens d'Auguste pour l'année 6 av. J.-C. mais se retire de la vie politique peu après, s'exilant à Rhodes,. Bien qu'il n'y ait pas de raison évidente expliquant ce départ, il pourrait s'agir d'une combinaison de plusieurs facteurs, parmi lesquels l'échec de son mariage avec Julia et un sentiment d'exclusion face aux faveurs d'Auguste consenties à Caius et Lucius Caesar. Ces derniers, qui ont rejoint le collège des prêtres à un âge précoce, apparaissent devant le peuple lors des spectacles sous un meilleur jour et ont été présentés à l'armée en Gaule,.

#### Tibère

Buste de Tibère.

Après le décès prématuré de Drusus en 9 av. J.-C. et ceux de Lucius et Caius, respectivement en 2 et 4 apr. J.-C., Tibère est rappelé à Rome en juin 4 apr. J.-C. Il est alors officiellement adopté par Auguste, à la condition qu'en retour, il adopte lui-même son neveu Germanicus. Cette décision perpétue la tradition de présenter des héritiers sur deux générations. La même année, Tibère reçoit les pouvoirs d'un tribun et d'un proconsul ainsi que les marques de respect des diplomates étrangers. En 13, il peut célébrer son deuxième triomphe à Rome et partage un même niveau d'imperium qu'Auguste.

## Mort d'Auguste (14)
Après 40 ans de règne, Auguste meurt le 19 août 14 apr. J.-C. alors qu'il se trouve à Nola, ville natale de son père, à l'âge de 75 ans. Tacite et Dion Cassius rapportent tous les deux que Livie aurait servi à son époux des figues empoisonnées mais ces allégations restent sans preuve,,.

« Auguste donc succomba à la maladie et Livie fut soupçonnée d'être l'auteur de sa mort, parce qu'il était allé en secret voir Agrippa [Postumus] dans son île et semblait tout disposé à une réconciliation. Craignant, dit-on, qu'Auguste ne rappelât Agrippa pour lui donner l'empire, elle empoisonna des figues encore pendantes à des arbres où Auguste avait l'habitude de les cueillir de sa propre main ; elle mangea les fruits sur lesquels il n'y avait pas de poison et lui présenta ceux qui étaient empoisonnés. »

— Dion Cassius, Histoire romaine, Livre LVI, 30

« Quoi qu'il en soit, à peine entré dans l'Illyricum, Tibère est rappelé par une lettre pressante de sa mère. On ne saurait dire si Auguste respirait encore ou n'était déjà plus lorsqu'il arriva à Nola car Livie avait entouré la maison de gardes qui en fermaient soigneusement les avenues. De temps en temps, elle faisait publier des nouvelles rassurantes, et, lorsqu'elle eut bien concerté ses mesures, on apprit qu'Auguste était mort et Tibère empereur. »

— Tacite, Annales, I, 5
Tibère est donc présent aux côtés de Livie au chevet du lit de mort d'Auguste et est officiellement désigné comme héritier à cet instant. Le corps d'Auguste est rapatrié à Rome, accompagné d'une immense procession funéraire. Le jour de l'inhumation dans le mausolée du Champ de Mars, tous les commerces et centres d'affaires de Rome, privés comme publics, ferment leurs portes.

### Acta est fabula
« À son dernier jour, il s'informa de temps en temps si son état occasionnait déjà de la rumeur au dehors. Il se fit apporter un miroir, arranger la chevelure et réparer le teint. Puis, ayant reçu ses amis, il leur demanda s'il paraissait avoir bien joué le drame de la vie, et y ajouta cette finale : « Si vous avez pris goût à ces délassements, ne leur refusez pas vos applaudissements. » Ayant ensuite congédié tout le monde, […] tout à coup il expira au milieu des embrassements de Livie, en prononçant ces mots : « Adieu, Livie : souviens-toi de notre union ; adieu ». »

— Suétone, Vie des douze Césars, Auguste, 99, 1-2
Les derniers mots d'Auguste nous sont connus grâce à Suétone, mais ne sont pas repris par d'autres auteurs antiques comme Tacite ou Dion Cassius, peut-être parce qu'ils laissent une grande place à Livie que les deux auteurs accusent plus ou moins directement d'empoisonnement. Par ces mots, Auguste livre son point de vue sur la vie humaine qu'il tourne en dérision. Cette réflexion a plus tard donné naissance à la formule célèbre Acta fabula est, qui peut se traduire par « la pièce de théâtre est jouée ». Mais cette formule, bien qu'attribuée à Auguste, n'a en fait pas été prononcée par ce dernier. Il pourrait s'agir d'un mélange entre le récit des derniers instants d'Auguste tels qu'ils sont rapportés par Suétone et les considérations philosophiques de Sénèque dans ses Lettres à Lucilius.

### Testament etRes gestae

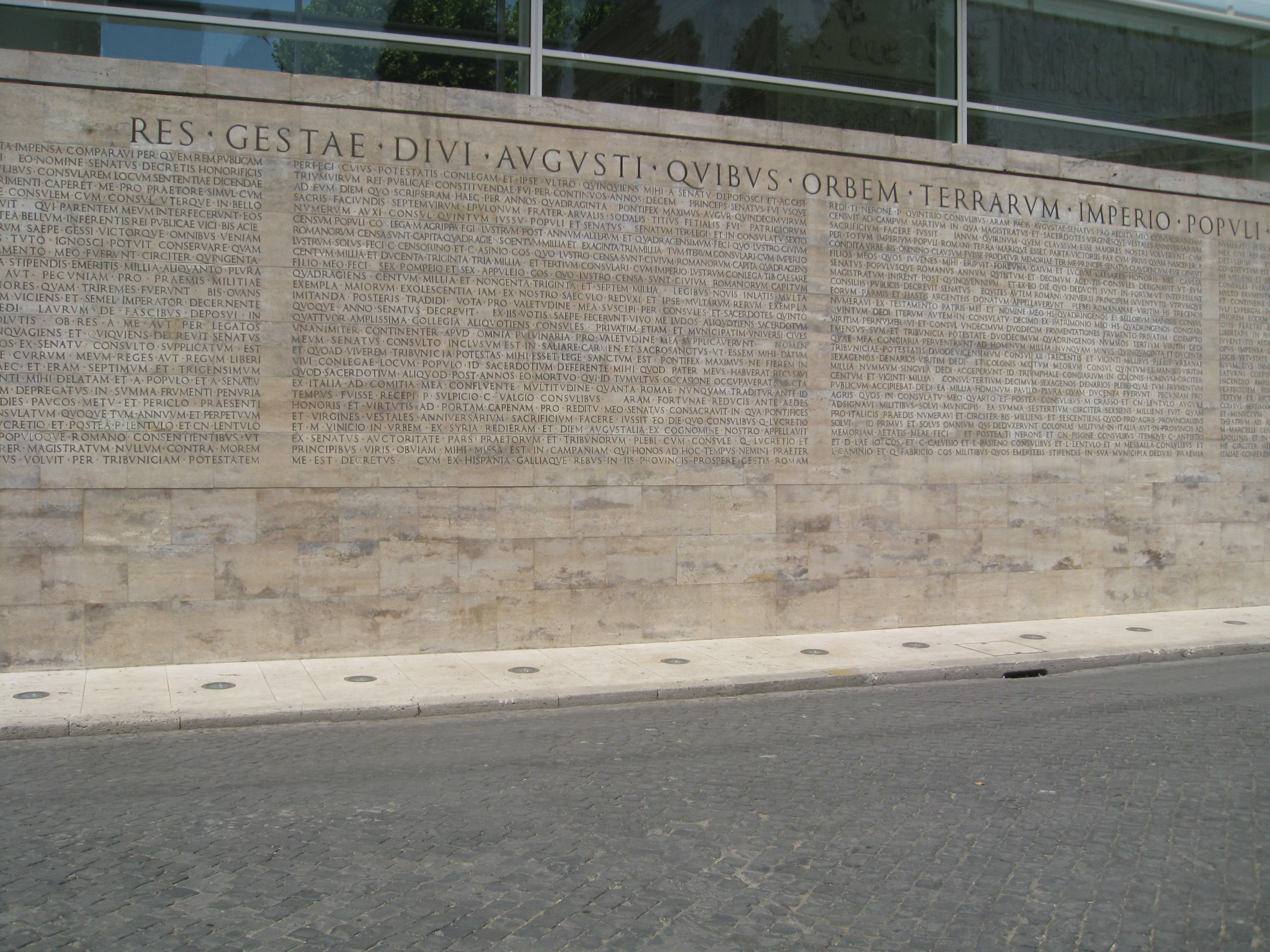
Reproduction moderne du contenu des Res gestae Divi Augusti sur les murs du musée de l'Ara Pacis.

Les Res gestae Divi Augusti sont un texte dont Auguste est l'auteur et dans lequel il résume ses principales actions. À sa mort en 14 apr. J.-C., le texte des Res gestae est gravé sur des plaques de bronze qui sont disposées devant son mausolée à Rome. Le contenu est divisé en trois grandes parties, elles-mêmes divisées en une quinzaine de chapitres. Auguste commence par énumérer les charges et les honneurs civils et religieux qu'il a reçus, puis il fait le bilan des dépenses effectuées en faveur de l'État ou du peuple romain, des jeux et spectacles qu'il a organisés et termine en énumérant tous ses exploits en tant que pacificateur et conquérant.

### Descendance
Auguste a épousé en premières noces Clodia Pulchra, la fille de Fulvie et de Publius Clodius Pulcher. Ils n'ont pas d'enfants et se séparent en 40 av. J.-C.
Il épouse la même année en deuxièmes noces Scribonia, fille de Lucius Scribonius Libo et de Cornelia Sulla. Il a une fille de cette union, Julia l'Aînée.
Finalement, en troisièmes noces, il épouse en 38 av. J.-C. Livia Drusilla qui ne lui donne aucun enfant.
Auguste adopte par ailleurs quatre enfants :
- Lucius Julius Caesar Vipsanianus, son petit-fils, fils de Marcus Vipsanius Agrippa et de Julia l'Aînée ;
- Caius Julius Caesar Vipsanianus, son petit-fils, autre fils de Marcus Vipsanius Agrippa et de Julia l'Aînée ;
- Agrippa Postumus, son petit-fils, fils posthume de Marcus Vipsanius Agrippa et de Julia l'Aînée ;
- Tibère, fils de Tiberius Néron et de Livia Drusilla, sa troisième épouse, et qui sera finalement son successeur.

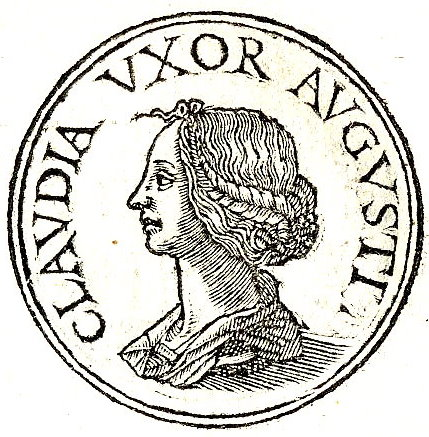
Profil de Clodia Pulchra, Promptuarii Iconum Insigniorum.
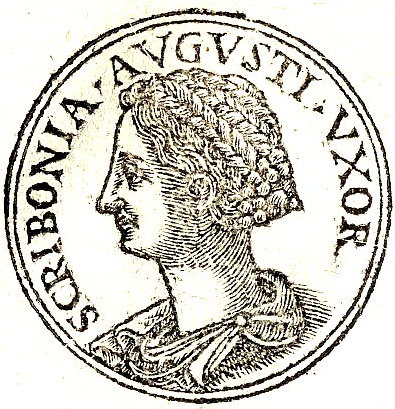
Profil de Scribonia, Promptuarii Iconum Insigniorum.
Buste de Livie.

## Noms et titres

### Noms
- 63 av. J.-C., né CAIVS•OCTAVIVS
- 61 av. J.-C., prend le surnom de Thurinus : CAIVS•OCTAVIVS•THVRINVS
- 44 av. J.-C., adopté par Jules César : CAIVS•IVLIVS•CAESAR•OCTAVIANVS[n 1]
- 42 av. J.-C., César est divinisé : CAIVS•IVLIVS•CAESAR•DIVI•FILIVS
- 30 av. J.-C., IMPERATOR•CAESAR•DIVI•FILIVS
- 27 av. J.-C., fait Augustus par le Sénat : IMPERATOR•CAESAR•DIVI•FILIVS•AVGVSTVS

### Titres et magistratures
- Auguste de 27 av. J.-C. à 14 apr. J.-C.
- Consul treize fois[a 24], en 43, 33, 31, 30, 29, 28, 27, 26, 25, 24, 23, 5 et 2 av. J.-C.
- Pontifex maximus à partir de 12 av. J.-C.
- Pater patriae à partir du 5 février 2 av. J.-C.
- Détient la Puissance tribunitienne à partir de 23 av. J.-C. (renouvelée annuellement le 26 juin)
- Acclamé imperator vingt-et-une fois[a 24], en 40, 36, 33, 31, 30, 27, 26, 21, 19, 16, 10, 8, 7 et 3 av. J.-C., puis en 2, 6, 8, 9, 11 et 13 apr. J.-C.

### Titulature à sa mort
À sa mort le 19 août 14 apr. J.-C., Auguste porte la titulature suivante :

## Postérité
1. Auguste vu par ses contemporains
  1. Apparence physique et santé
  2. Représentations officielles
  3. Le culte d'Auguste
  4. Les historiens antiques
2. Du Moyen Âge à l'Époque moderne
3. Les historiens modernes
4. Auguste dans la culture populaire
  1. Dans la littérature
  2. Au cinéma et à la télévision
    1. Cinéma
    2. Télévision

Auguste, en léguant ses mémoires dans une autobiographie, aujourd'hui perdue, et en promouvant son action par l'intermédiaire des Res gestae, a montré qu'il était soucieux de renvoyer une bonne image à la postérité. Ce vœu se trouve en partie exaucé étant donné que le mythe et la mémoire attachés à sa personne perdurent depuis deux mille ans. Auguste est universellement connu comme un grand dirigeant dont le rôle dans l'histoire de l'Europe et du monde a été très important. Dans son livre Les 100 : classement des personnes les plus influentes de l'histoire, Michael H. Hart classe Auguste à la dix-huitième place. Bien qu'il bénéficie aujourd'hui d'une image positive et qu'il puisse être considéré comme un des plus grands empereurs romains, l'opinion à son sujet a évolué au cours des siècles, certains auteurs se montrant très critiques envers le personnage, son caractère, ou envers ses décisions politiques.

### Images romaines d'Auguste

#### Apparence physique et santé
Dans son ouvrage la Vie des douze Césars, Suétone livre une description très précise d'Auguste. Il ne faut pas oublier toutefois que Suétone est né 51 ans après la mort d'Auguste.

« Sa beauté traversa les divers degrés de l'âge en se conservant dans tout son éclat, quoiqu'il négligeât les ressources de l'art. Il s'inquiétait si peu du soin de sa chevelure, qu'il occupait à la hâte plusieurs coiffeurs à la fois, et que, tantôt il se faisait couper la barbe, tantôt il la faisait raser, sans qu'il cessât, pendant ce temps, de lire ou d'écrire. Soit qu'il parlât, soit qu'il se tût, il avait le visage tranquille et serein. […] Auguste avait les yeux vifs et brillants ; il voulait même que l'on crût qu'ils tenaient de la puissance divine. Quand il regardait fixement, c'était le flatter que de baisser les yeux comme devant le soleil. Son œil gauche s'affaiblit dans sa vieillesse. Ses dents étaient écartées, petites et inégales, ses cheveux légèrement bouclés et un peu blonds, ses sourcils joints, ses oreilles de moyenne grandeur, son nez aquilin et pointu, son teint entre le brun et le blanc. »

— Suétone, Vie des douze Césars, LXXIX
D'autres ouvrages, comme l'Épitomé de Caesaribus, faussement attribué à Aurelius Victor, affirment que l'on baissait les yeux devant l'empereur, comme s'il émanait de lui une puissance divine. Pline l'Ancien, dans sa description d'Auguste, attribue ce fait non à une quelconque fascination exercée sur les autres, mais à un complexe dû à une particularité oculaire, « des yeux glauques », qu'il ne voulait pas qu'on puisse remarquer. Il semble donc que cette donnée ait été détournée pour contribuer au mythe. Le terme de « glauque » évoque pour les Romains « une couleur claire dans une nuance de bleu, voire de gris ».
Suétone rapporte que l'empereur était plutôt petit, tout en rappelant que son archiviste, Julius Marathus, évaluait sa taille à cinq pieds neuf pouces, soit 1,70 m, ce qui ne peut pas être considéré comme une petite taille dans un peuple méditerranéen de l'époque. En raison de l'image qu'il voulait donner, il est possible qu'il ait cherché, notamment à l'aide de chaussures un peu hautes, à paraître plus grand.
Auguste est incontestablement de santé fragile. Il souffre d'allergies saisonnières au début du printemps et à l'automne. Suétone rapporte qu'il a des problèmes d'ordre dermatologique. Sa hanche, sa cuisse et sa jambe gauches le font parfois boiter. Il y remédie au moyen de sangles et d'éclisses. Son index droit est ankylosé. Il souffre de la vessie (coliques néphrétiques). Il est aussi sujet à la frilosité et à des fièvres intestinales. À l'âge de 21 ans, lors de la bataille de Philippes, et plus tard à 39 ans, il doit chaque fois faire face à de graves maladies, vraisemblablement un œdème de Quincke et une cholécystite. Mais il est couvé par ses médecins. Les artistes le représentent selon les canons esthétiques de la statuaire classique, sans laisser apparaître une quelconque fragilité de santé. Malgré les rumeurs colportées sur sa mort, celle-ci est très probablement naturelle.

#### Représentations officielles

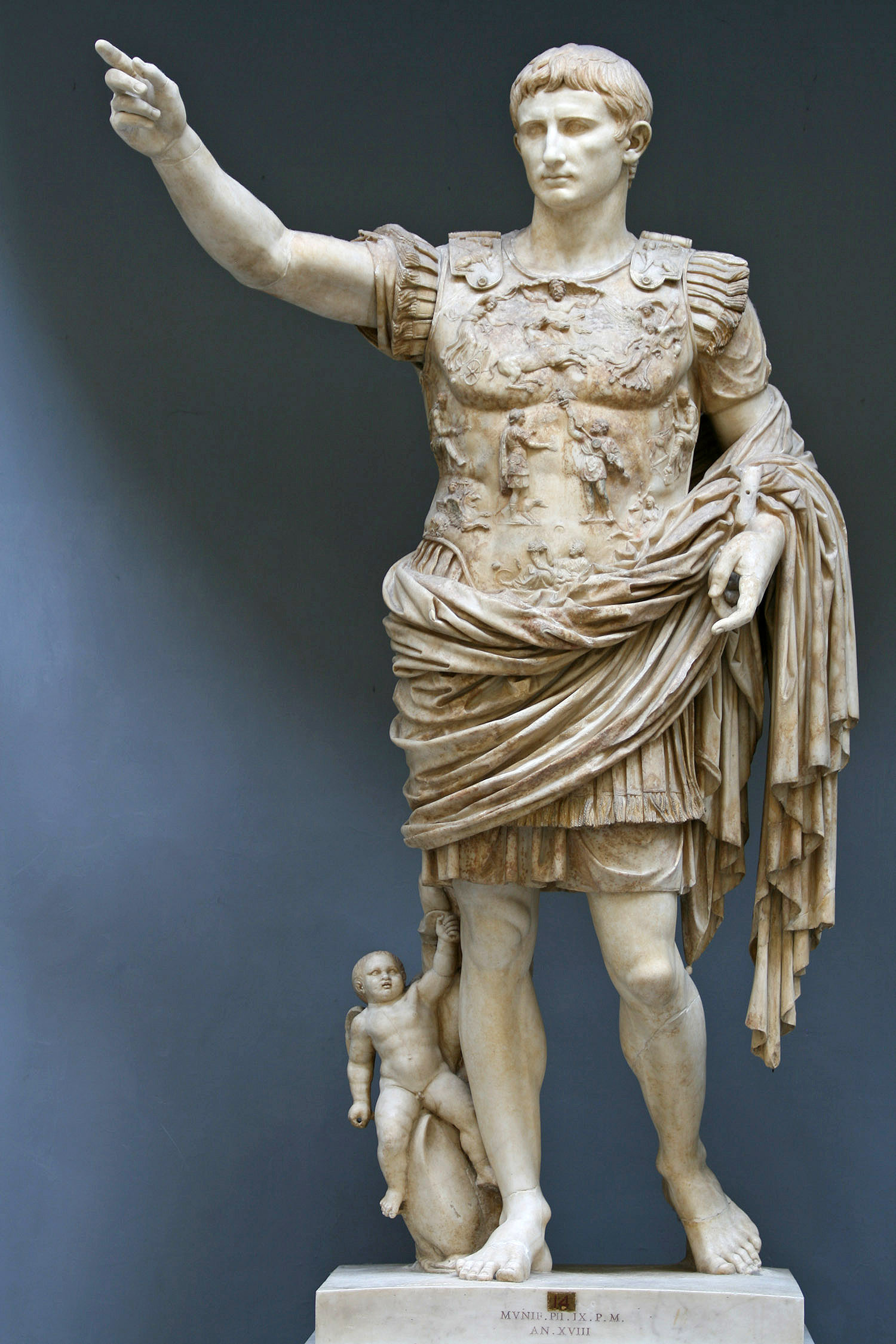
Statue d'Auguste dite « de Prima Porta ».

Dans le champ artistique, Auguste trouve l'inspiration dans la Grèce de l'époque classique. Il inaugure une tradition selon laquelle la représentation et ses références servent la propagande impériale. C'est donc un portrait qui est peu expressif et très idéalisé, à l'image des portraits de l'époque de Périclès. Le visage est magnifié, impassible et jeune. Il sera d'ailleurs surnommé « l'empereur qui ne vieillit pas ». Il veut ainsi faire comprendre au peuple que l'Empire romain est entré dans une période nouvelle mais dans le respect des traditions puisqu'il conserve un style classique. Le portrait augustéen, dont on a de très nombreux exemples, peut être classifié en différents types basés sur la façon dont sont représentés les cheveux. Par exemple, les mèches du front peuvent former soit une fourche, soit une pince. On distingue principalement quatre types de portraits différents :
- le type de Béziers, à la coiffure assez gonflée, date d'avant 31 av. J.-C. et est le plus ancien ;
- le type d'Actium ou d'Alcudia date d'environ 31 av. J.-C. et apparait au moment où Auguste commence à remporter les victoires décisives qui l'amènent au pouvoir. La mèche au-dessus du front est très gonflée et on note l'influence du portrait d'Alexandre le Grand ;
- le type Forbes, qui apparaît à partir de 29 av. J.-C., possède une pince et une fourche très écartées. Le visage est un peu triste, mais il ne faut pas y voir une interprétation psychologique. La position de la tête est assez proche du type d'Actium ;
- le type de Prima Porta, le plus canonique, est celui de son accession au pouvoir, en 27 av. J.-C. On y retrouve la fourche et la pince très rapprochées. Il aurait été réalisé presque au même moment que le type précédent et aurait circulé en même temps, afin de véhiculer deux images. Celle dite « de Forbes » serait plus destinée à être conservée dans le cadre domestique.

#### Le culte d'Auguste
Le culte impérial apparaît dès la divinisation de Jules César. En tant qu'héritier, « fils du divin Jules », Auguste se place au-dessus du reste des hommes, une position qu'il assume, allant jusqu'à s'associer au dieu Apollon et dédier un temple à cette divinité dans les limites de sa résidence. Même si Auguste a refusé d'être divinisé de son vivant, un véritable culte lui était voué, surtout en Orient, durant son règne et on rendait hommage à son genius et à son numen,. Ce culte concernera aussi sa mère et ses successeurs. Dès le début du principat, le Sénat ordonne qu'une libation au genius d'Auguste soit effectuée à tous les banquets. Après 12 av. J.-C., son genius est joint au culte des Lares des carrefours dans Rome, qui prennent le nom de « Lares Augustaux ». Peu à peu, Auguste est associé à une divinité d'origine orientale, Roma. De nombreux monuments sont érigés dans tout l'Empire, dédiés à Roma et Auguste, achevant la sacralisation de l'empereur de son vivant.
Le culte voué à Auguste s'amplifie après sa mort, une fois qu'il est officiellement divinisé. Le culte impérial est développé par son successeur Tibère qui lui fait ériger un temple près du Forum Romain et crée une nouvelle classe de prêtre, les Sodales Augustales. Le culte d'Auguste se poursuit jusqu'à ce que le christianisme nicéen devienne religion d'État en 380 avec l'édit de Thessalonique, promulgué par Théodose Ier.

#### Les historiens antiques
Auguste bénéficie de l'appui de nombreux historiens antiques, comme Nicolas de Damas qui, dans sa biographie, ne décrit le fondateur de l'Empire romain qu'à son avantage. Quelques historiens se montrent plus critiques, comme Tacite, lui reprochant notamment d'avoir mis un terme à la République romaine avec l'instauration du principat. Toutefois, une grande majorité livre un constat positif. Un historien tel que Dion Cassius peut juger des actions d'Auguste avec du recul et les associe à la longue période de paix qu'a connue l'Empire, baptisée Pax Romana. C'est ainsi que la meilleure chose qu'on pouvait alors souhaiter à un empereur, c'était d'être « plus heureux qu'Auguste et meilleur que Trajan » (felicior Augusto, melior Traiano).

### Du Moyen Âge à l'Époque moderne

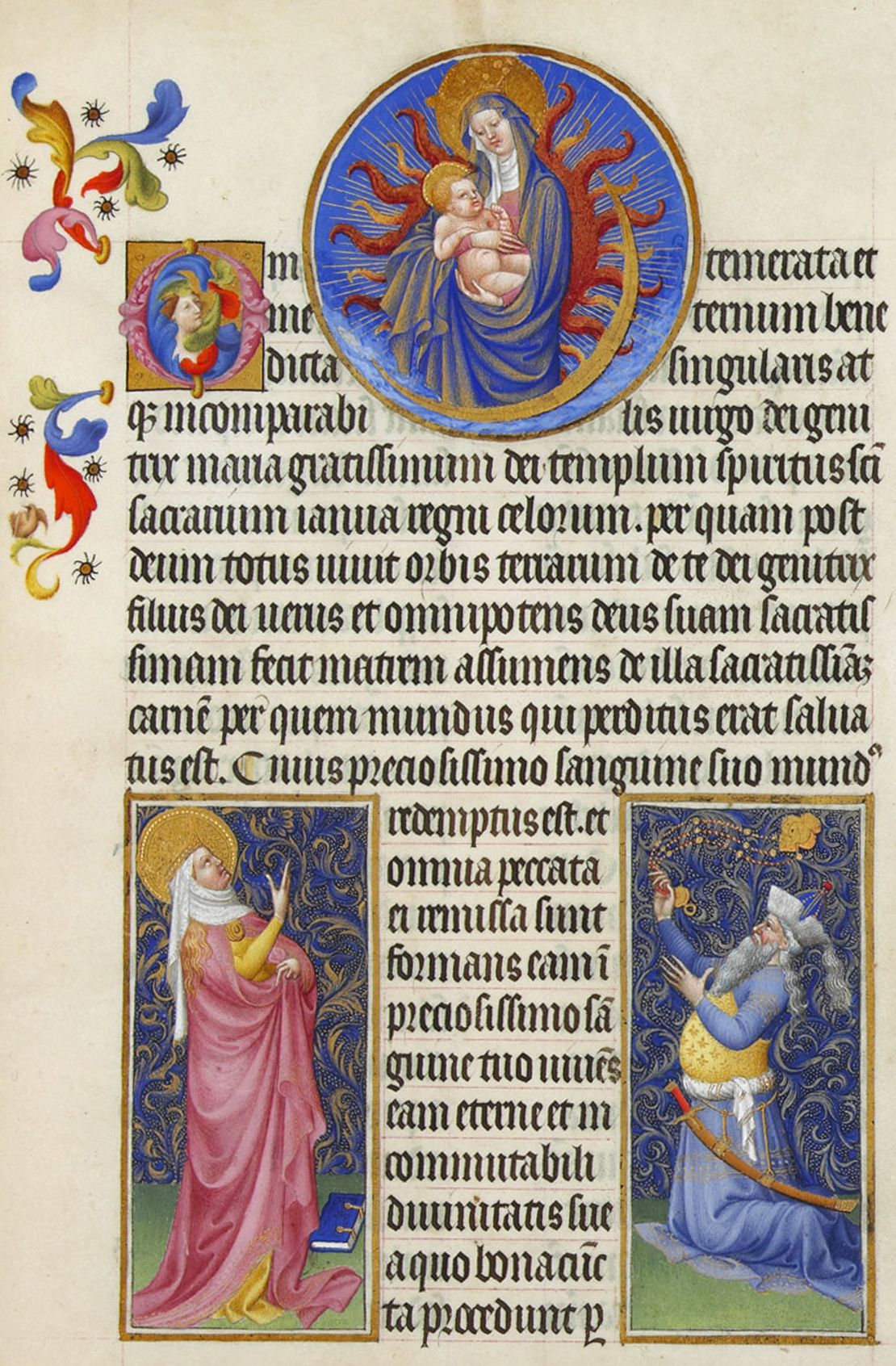
« La Vierge à l'Enfant, La Sibylle et L'Empereur Auguste », extrait de Les Très Riches Heures du duc de Berry, musée Condé.

#### Moyen Âge
Après la christianisation de l'Empire romain, le règne d'Auguste est réinterprété différemment et prend une nouvelle signification. Les annalistes de l'Antiquité tardive et du Moyen Âge essaient de faire coïncider la période de paix qu'a connue l'Empire et qui débute avec le règne d'Auguste, baptisée Pax romana, avec la christianisation progressive du monde méditerranéen qui a commencé à la même époque puisque Jésus est né durant le règne d'Auguste, établissant un parallèle entre la Pax romana et la Pax christiana.[réf. nécessaire]. Lors de la naissance de Jésus, il n'y avait pas encore de pape mais un empereur, Auguste, qui est donc indirectement célébré et évoqué durant les cérémonies de la Nativité.[Information douteuse]

#### Époque moderne

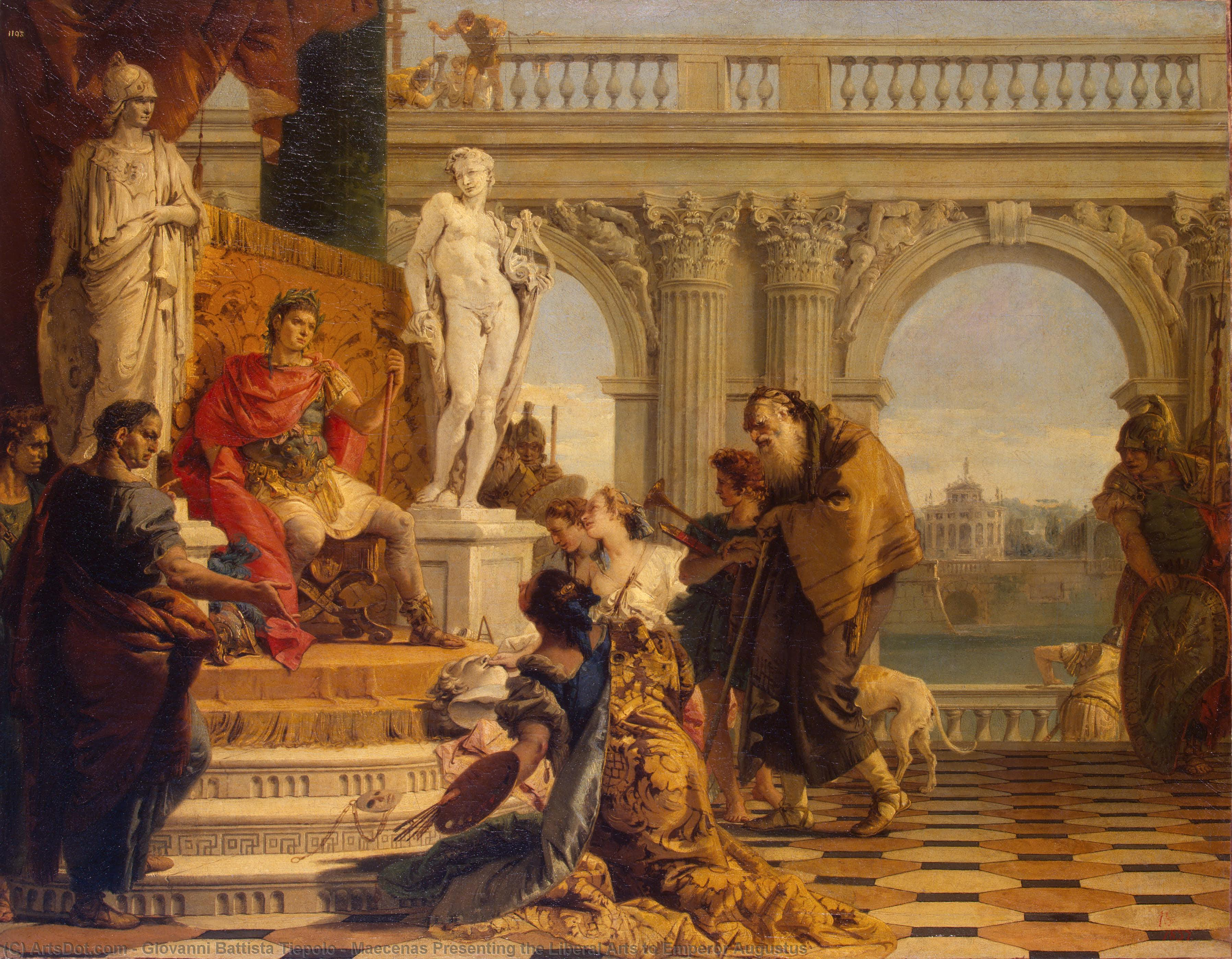
Mécène présentant les arts libéraux à l'empereur Auguste.
Giambattista Tiepolo, 1743.
Musée de l'Ermitage, Saint-Pétersbourg.

À partir de la Renaissance, les jugements envers Auguste et son règne se font plus sévères. L'auteur irlandais Jonathan Swift (1667-1745), dans son Discourse on the Contests and Dissentions in Athens and Rome, se montre très critique et reproche à Auguste d'avoir mis en place un régime tyrannique mettant fin à la République romaine. Swift exalte ainsi les vertus du républicanisme afin de mettre en valeur les qualités de la monarchie constitutionnelle de la Grande-Bretagne de son époque.
Montesquieu (1689-1755) est également fort critique, commençant par souligner la façon peu glorieuse dont Auguste est arrivé au pouvoir :

« Je crois qu’Octave est le seul de tous les capitaines romains qui ait gagné l’affection des soldats en leur donnant sans cesse des marques d’une lâcheté naturelle. Dans ces temps-là, les soldats faisaient plus de cas de la libéralité de leur général que de son courage. Peut-être même que ce fut un bonheur pour lui de n’avoir point eu cette valeur qui peut donner l’empire, et que cela même l’y porta : on le craignit moins. Il n’est pas impossible que les choses qui le déshonorèrent le plus aient été celles qui le servirent le mieux : s’il avait d’abord montré une grande âme, tout le monde se serait méfié de lui, et, s’il eût eu de la hardiesse, il n’aurait pas donné à Antoine le temps de faire toutes les extravagances qui le perdirent. »

Il montre ensuite qu'Auguste a réussi à se maintenir au pouvoir en suivant une politique opposée à celle de César, feignant de soutenir les institutions républicaines, tout en visant à établir un pouvoir fondamentalement monarchique : « Il songea donc à établir le gouvernement le plus capable de plaire qui fût possible sans choquer ses intérêts, et il en fit un aristocratique par rapport au civil et monarchique par rapport au militaire ».
Thomas Gordon (1788-1841), amiral et historien, compare Auguste au « tyran puritain » Oliver Cromwell et critique également sa lâcheté durant les combats. Dans ses Memoirs of the Court of Augustus, l'écrivain Thomas Blackwell (1701-1757) rapproche Auguste du prince selon Machiavel, le qualifiant d'« usurpateur sanguinaire et vengeur », « malveillant et sans valeur », « d'un niveau médiocre » et « tyrannique ».
Peu après la Révolution française, les politiciens tentent d'établir un parallèle entre leurs actions et celles des personnages antiques. Ainsi, la mise en place du Directoire qui met fin au régime de la Terreur des Jacobins en 1794 est comparée à l'instauration du principat par Auguste.

### Les historiens modernes
Au XIXe siècle, Theodor Mommsen interprète le principat d'Auguste non comme une monarchie, mais comme une diarchie, le pouvoir étant partagé d'après lui entre l'empereur et le Sénat. Vers le milieu du XXe siècle, Ronald Syme, qui a vécu la montée du fascisme en Europe, considère le principat comme une véritable monarchie. Selon lui, le régime mis en place par Auguste fait suite à une révolution durant laquelle, à l'aide d'argent et de la force armée, Auguste a remplacé les anciennes classes dirigeantes par un nouvel ordre social. Ce nouveau régime, bien que conservant en façade les principes républicains, est en fait un régime autocratique.
Selon l'historien allemand Jochen Bleicken, qui émet un jugement plus favorable, Auguste fait partie des grands hommes de l'Antiquité car il a été en mesure de construire un empire durable et de créer une nouvelle élite. Malgré tout, il ne peut y avoir de doute sur le caractère hypocrite du nouveau régime qui se revendique comme républicain.
L'historien allemand Dietmar Kienast voit en Auguste le souverain le plus désintéressé de l'Histoire. Ce point de vue est repris par Klaus Bringmann en 2007, qui défend dans sa biographie d'Auguste un jugement globalement positif sur son règne. Contrairement à Ronald Syme, Klaus Bringmann ne pense pas que la possession du pouvoir ait constitué pour Auguste une fin en soi.
De même, Claude Briand-Ponsard et Frédéric Hurlet soulignent que « Auguste sut fonder un régime original qui lui survécut et qui perdura dans sa forme institutionnelle pendant plusieurs siècles ».

### Auguste dans la culture populaire

#### Dans la littérature
- Il est le sujet principal du Cinna de Corneille. Auguste est au cœur de l'intrigue puisque c'est contre lui qu'est dirigée la conspiration de Cinna, Emilie et Maxime. Il y apparaît comme un prince dont la clémence est capable de se faire des alliés de ses ennemis.
- Moi, Claude, roman historique de Robert Graves publié en 1934 dans lequel Auguste joue un rôle central. Il est décrit comme un empereur compréhensif qui souhaite se retirer de la vie politique et restaurer la République, mais son épouse Livie le convainc d'y renoncer car elle souhaite voir son fils Tibère accéder au trône. Vers la fin de sa vie, le personnage d'Auguste reconnaît qu'il a été manipulé par Livie et tente de contrer ses ambitions en nommant Postumus Agrippa comme héritier. Livie finit par empoisonner son époux.
- Augustus, roman de John Edward Williams pour lequel il remporte le National Book Award en 1973.
- Augustus, roman d'Allan Massie publié en 1986, écrit comme s'il s'agissait d'une autobiographie de l'empereur.
- I am Livia, fiction historique de Phyllis T. Smith (2014), présente l'histoire d'Auguste à travers le personnage de Livie.

#### Au cinéma et à la télévision
Cinéma
- Cléopâtre, film réalisé par Cecil B. DeMille en 1934 : le rôle d'Octave est interprété par Ian Keith.
- Cléopâtre, film réalisé par Joseph L. Mankiewicz en 1963 : le rôle d'Octave est interprété par Roddy McDowall.
- Los cántabros, film réalisé par Paul Naschy en 1980 : le rôle d'Octave est interprété par Andrés Resino (es).

Télévision
- The Caesars, série télévisée britannique diffusée sur la BBC à partir de 1968 : le rôle d'Auguste est interprété par Roland Culver.
- Moi Claude empereur, mini-série britannique diffusée en France en 1978, adaptation du roman de Robert Graves : le rôle d'Auguste est tenu par Brian Blessed.
- Imperium : Augustus, épisode produit en 2003 de la série Imperium : le rôle d'Octave est interprété par Benjamin Sadler et celui d'Auguste âgé par Peter O'Toole.
- Rome, série télévisée diffusée à partir de 2005 aux États-Unis et depuis 2006 en France : le rôle d'Octave jeune (saison 1 et début de la saison 2) est interprété par Max Pirkis, remplacé ensuite par Simon Woods dans le rôle d'Octave adulte.
- Empire, série télévisée américaine diffusée à partir de 2005 : Santiago Cabrera occupe le rôle d'Octave.
- Le Destin de Rome, téléfilm documentaire de Fabrice Hourlier, diffusé pour la première fois en 2011 : le rôle d'Octave est interprété par Andy Gillet.
- Auguste, l'Empire entre guerre et paix, documentaire de Christian Twente, Stefan Ludwig et Christian Feyerabend sorti en 2021.

#### Dans les jeux vidéo
- Octave est le dirigeant de l'empire romain dans le jeu vidéo Civilization V.